# Participarea României la Primul Război Mondial
Participarea României la Primul Război Mondial cuprinde totalitatea măsurilor și acțiunilor de ordin politic, diplomatic și militar desfășurate de statul român, singur sau împreună cu aliații, între 15/28 iulie 1914 și 29 octombrie/11 noiembrie 1918, în vederea atingerii scopului politic principal al participării la război - realizarea statului național unitar român.
Din punct de vedere al statutului de beligeranță, România a fost pe rând: țară neutră în perioada 15/28 iulie 1914 - 14/27 august 1916, țară beligerantă de partea Antantei în perioada 14/27 august 1916 - 26 noiembrie/9 decembrie 1917, în stare de armistițiu în perioada 27 noiembrie/10 decembrie 1917 - 24 aprilie/7 mai 1918, țară necombatantă în perioada 24 aprilie/7 mai 1918 - 27 octombrie/9 noiembrie 1918, țară beligerantă de partea Antantei în perioada 27 octombrie/9 noiembrie 1918 - 29 octombrie/11 noiembrie 1918.
La izbucnirea Primului Război Mondial, pe plan intern, România era o țară în care chiar dacă instituțiile regimului democratic erau prezente, funcționarea organismului statal era departe de standardele occidentale. Economia avea o structură arhaică și anacronică, bazată pe o agricultură de subzistență, tradițională și cu un nivel redus de productivitate.
Societatea era dominată de o aristocrație funciară (marii proprietari de terenuri agricole) care își exercita dominația asupra unei mase mari de populație, preponderent rurală și în covârșitoare măsură analfabetă.
Cu tot efortul făcut de elitele politice și intelectuale ale țării în a doua jumătate a secolului XIX, România era încă departe de sincronizare cu Occidentul european. În ciuda neajunsurilor, România rămâne cea mai productivă țară din Europa de Est datorită resurselor sale naturale si a potențialului agricol.
Sistemul internațional era marcat la sfârșitul secolului XIX și începutul secolului XX de rivalitatea dintre marile puteri pentru controlul lumii extraeuropene. În Europa, Germania devenise principala putere și comportamentul ei pe continent a determinat o extraordinară destrămare și recompunere a alianțelor în raport cu deceniile anterioare.
România era ea însăși prinsă în aceste jocuri de putere. Pe de o parte ea era un obiect al rivalităților imperiilor vecine, care aveau pregătite planuri anexioniste pentru diferite părți ale teritoriului său, pe de altă parte România căuta să își creeze condițiile propice pentru îndeplinirea idealului național, de adunare într-un singur stat a tuturor provinciilor istorice românești.
Din punct de vedere militar, România venea după o victorie fără glorie în Al Doilea Război Balcanic, euforia victoriei făcând să se treacă cu ușurință peste lipsurile manifestate în domeniul conducerii militare, organizării și instruirii trupelor și mai ales a înzestrării cu armament și tehnică de luptă moderne.
Deși legată de Imperiul Austro-Ungar printr-un tratat secret de alianță, din 1883, România alege să se declare neutră la izbucnirea ostilităților, în iulie 1914, prevalându-se de interpretarea clauzelor relative la „casus foederis”. În anii neutralității, guvernul liberal condus de Ion I.C. Brătianu a adoptat o atitudine de expectativă, în ciuda faptului că toate părțile implicate în conflict au făcut presiuni asupra României combinate cu promisiuni, pentru a li se alătura.
În august 1916, România primește un ultimatum să decidă dacă dorește să se alăture Antantei „acum ori niciodată”. Sub presiunea cererii ultimative, guvernul român acceptă să intre în război de partea Antantei, deși situația de pe fronturile de luptă nu era una favorabilă.
După o serie de victorii tactice rapide în Transilvania asupra unor forțe austro-ungare copleșite din punct de vedere numeric, armata română va suferi în toamna anului 1916 o serie de înfrângeri zdrobitoare, ceea ce va forța autoritățile statului să se refugieze în Moldova, permițând inamicului să ocupe două treimi din teritoriul național, inclusiv capitala București. Cauzele principale ale înfrângerii Armatei României în campania anului 1916, de forțe germane și austro-ungare semnificativ inferioare numeric, au fost ingerințele politice majore în actul conducerii militare, incompetența, impostura și lașitatea unei părți semnificative a eșalonului militar de conducere, precum și lipsa de adecvare a pregătirii și dotării trupelor pentru tipul de război purtat. 
Forma geografică a țării de „L” va pune mari probleme armatei prin deschiderea unui front de 1200 de km pentru o armată operativă de doar 450.000 de soldați.
În iarna lui 1916 și primăvara anului 1917, sub conducerea unui nou „leadership” militar (generalii Prezan, Christescu, Grigorescu, Averescu, Văitoianu etc.) și cu sprijinul substanțial al Misiunii Militare Franceze conduse de generalul Henri Berthelot, Armata României a fost reorganizată și instruită pe baze moderne adaptate cerințelor războiului.
Campania din vara anului 1917 a fost una de succes, reușindu-se, în faza inițială, înfrângerea trupelor Puterilor Centrale în bătăliile de la Mărăști, Oituz și Mărășești. Planificatorii militari români intenționau ca în continuare să dezvolte această ofensivă pentru a începe eliberarea teritoriului ocupat, dar izbucnirea revoluției în Imperiul Rus a dus la abandonarea acestor planuri și trecerea din nou la defensiva strategică.
Situația pe frontul de est a evoluat într-un mod negativ, astfel încât după ce Rusia a încheiat pacea de la Brest-Litovsk cu Puterile Centrale, România a fost nevoită să ceară armistițiul și apoi să fie nevoită să iasă din război și să semneze o pace separată în condiții umilitoare, în primăvara lui 1918. Refuzul regelui Ferdinand, care a amânat la nesfârșit gestul formal de a semna acest tratat, a făcut posibilă reînceperea ostilităților în ultimele două zile ale războiului, prezervând în acest mod statutul României de stat beligerant la Conferința de Pace de la Paris.
La sfârșitul Primului Război Mondial, Imperiul Austro-Ungar a fost desființat; astfel a fost posibilă formarea României Mari prin Unirea Banatului, Bucovinei și Transilvaniei cu România.

## România în anii premergători izbucnirii războiului

### Situația internă
Viața politică

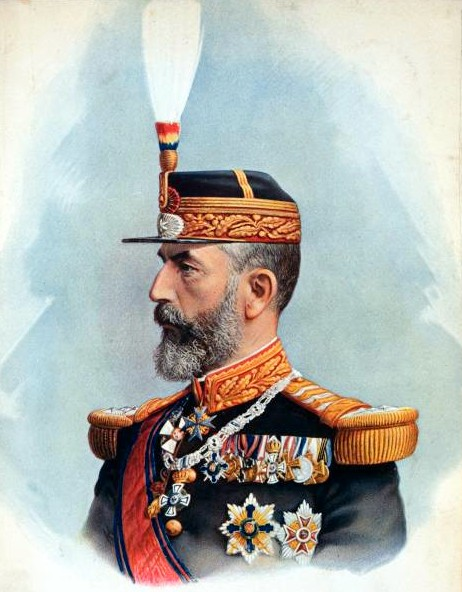
Carol I

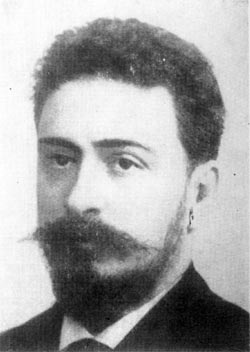
Ionel Brătianu

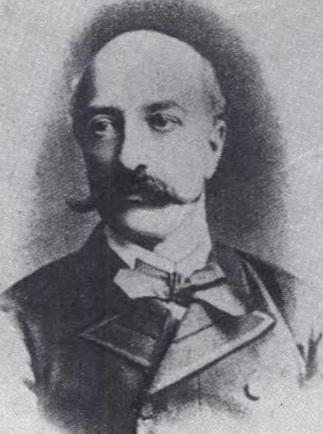
Petre Carp

La izbucnirea Primului Război Mondial, România era o țară aflată la finalul unei etape, de mai bine de 50 de ani, a unui proces de modernizare structurală. Acest proces a afectat toate domeniile vieții sociale, dar în mod diferit, astfel încât în primii ani ai secolului XX societatea românească cunoștea un nivel de dezvoltare diferit a segmentelor componente.
Aceste inegalități și discrepanțe își aveau originea în permanenta oscilare a societății românești în alegerea modelului de  dezvoltare socială, în care s-au confruntat două mari tendințe: un model inspirat din experiența Europei Occidentale, bazat pe industrializare și urbanizare, menite să determine schimbări radicale în fiecare aspect al societății românești, iar un al doilea model bazat pe tradiția României de țară agricolă și care punea accentul pe menținerea structurilor sociale și valorilor culturale tradiționale.:pp 389-390
În viața politică, regele Carol I a jucat un rol-cheie, prin folosirea discreționară a atribuției sale constituționale de a-l numi pe viitorul prim-ministru. „Rotativa guvernamentală” - bazată pe alternanța la putere a Partidului Național Liberal și Partidului Conservator - a fost mecanismul politic unic folosit de rege în această perioadă, atât ca modalitate de a trece peste crizele economice și politice serioase, dar și de a-și păstra propria putere, prin determinarea celor două partide să se afle în competiție pentru favorurile sale. Acest sistem nu a dat posibilitatea de a accede la putere pentru alte partide.:p. 400
În același timp, sistemul de vot cenzitar făcea ca mari segmente ale populației, cum ar fi mare parte a țărănimii, să fie excluse de la procesul politic, făcând ca influența lor asupra deciziilor politice să fie redusă.
Izbucnirea războiului a găsit la putere guvernul Partidului Național Liberal, condus de Ion I. C. Brătianu, instalat la începutul anului 1914, care succeda unei guvernări conservator-junimiste de patru ani.:p. 129
Viața economică
Perioada premergătoare Primului Război Mondial, a fost o perioadă hotărâtoare pentru dezvoltarea economică și socială a României, în care industrializarea a luat avânt și a început să se dezvolte elementele de infrastructură specifice unei economii avansate. Economistul Nicolae Xenopol o caracteriza ca o „epocă excepțională”.:p. 106
Avuția națională, în anul 1915, era apreciată, de Nicolae Xenopol la circa 21,5 miliarde lei aur, și includea: terenul agricol - 13,5 miliarde lei; construcțiile urbane - 2 miliarde lei; investițiile industriale și comerciale - 1,8 miliarde lei; capitalul mobiliar - miliarde lei; proprietățile statului - miliarde lei etc. Această avuție era grevată de datoria externă de peste 2 miliarde lei și de valoarea capitalurilor străine plasate în țară, de 700 milioane lei.:p. 115
Producția materială a României înregistra în ajunul războiului o serie de parametri record: recoltele de cereale sporesc de Ia media anilor 1896-1900 de 4,2 milioane de tone Ia 6,2 milioane de tone ca medie pentru anii 1911-1915; producția industrială a întreprinderilor mari a crescut de Ia 230 milioane de lei la 584 milioane de lei; in același interval, 1900-1913, valoarea exportului urca de Ia 280 milioane de lei la 671 milioane de lei și a importului de la 217 milioane de lei Ia 590 milioane de lei, iar balanța comercială a fost activă, cu excepția a doi ani, a avut un excedent total de peste 1.000 milioane de lei aur.:p. 119
În același timp s-au perpetuat numeroase caracteristici ale unei țări subdezvoltate. România își întemeia dezvoltarea pe resursele sale naturale, pe masa de forță de muncă rezultată din creșterea demografică și pe mijloacele financiare si tehnice, în majoritate externe; ea era departe de procesele de dezvoltare intensivă, bazată pe tehnici industriale, pe productivitate și eficiență ridicate, caracteristice economiilor avansate.:p. 206

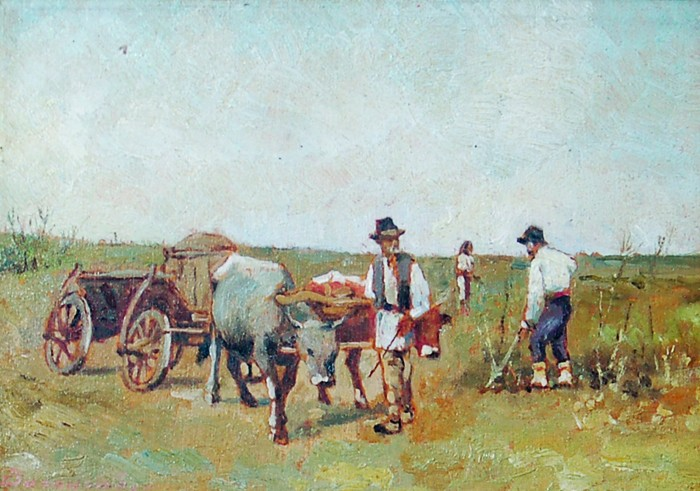
La câmp

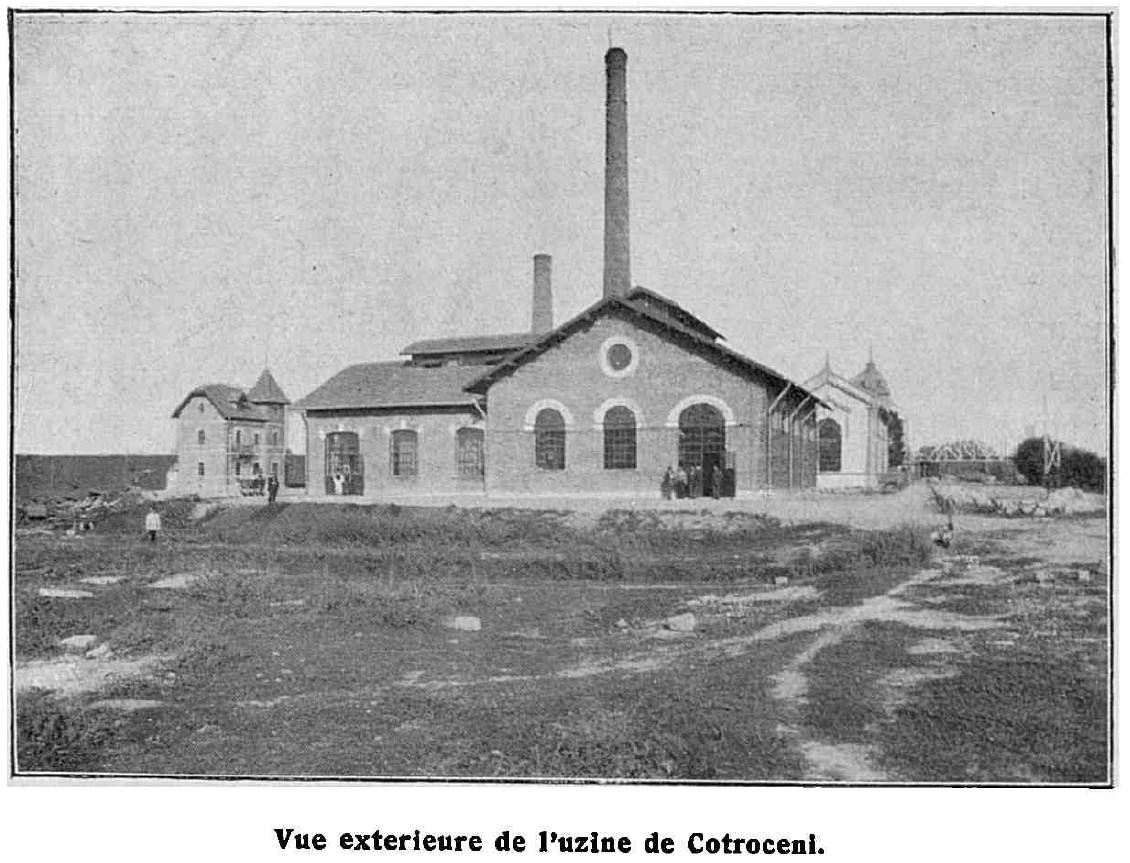
Uzina Cotroceni

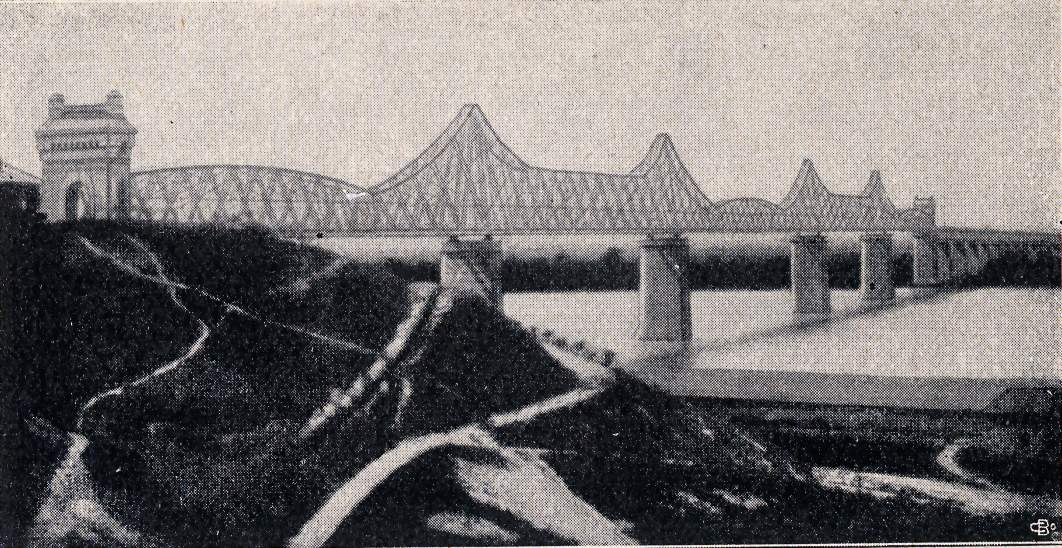
Podul Cernavodă

Agricultura a continuat să fie ramura economică de bază, care ocupa marea majoritate a forței de muncă. În pofida creșterii producției agricole, în 1914 agricultura rămăsese în esență în stadiul de la aplicarea reformei agrare de către Alexandru Ioan Cuza, iar locuitorii satelor nu au beneficiat decât în mică măsură de avantajele dezvoltării economice. Sărăcia era larg răspândită, rata mortalității rămăsese ridicată, alimentația era precară, iar condițiile igienico-sanitare și nivelul asistenței sociale erau necorespunzătoare.:p. 162
Agricultura românească avea o structură de proprietate revolută și un sistem al relațiilor de muncă ce nu încurajau productivitatea. Repartiția terenurilor și a veniturilor agricole era una extrem de disproporționată. O statistică din anul 1903 din Vechiul regat arăta că 7.780 de mari proprietari cu moșii mai mari de 50 de hectare dețineau 51% din suprafața agricolă a țării, în vreme ce peste 1.250.000 de familii de țărani dețineau restul de 49%. Alte 300.000 de familii țărănești nu dețineau deloc pământ.:pp 310-312:p. 400
O altă statistică din anul 1909 a veniturilor din mediul rural reliefa aceeași discrepanță: 1.240.000 (98,3%) dintre proprietari aveau un venit mediu de 95 de lei pe an, în timp ce 2.200 (0,2%) de proprietari aveau un venit mediu de 45.400 lei/an. Pentru comparație, salariu mediu al unui funcționar de stat era în jur de 100 de lei/lună. Această repartiție - arăta Nicolae Xenopol - pune în evidență structura economică a societății noastre, în care bogăția se găsește în mâna unei clase foarte puțin numeroase, în care clasa mijlocie este excesiv de redusă și în care încă nu există o tranziție naturală între marea masă de săraci și privilegiații sorții.:p. 106.
La rândul său industrializarea, chiar dacă făcuse progrese impresionante, era inegală, având în vedere că atât industria grea dar și ramurile industriale legate de agricultură se dezvoltau încet. Deși avea cel mai mare număr de întreprinderi industriale din sud-estul Europei, România era încă departe de țările dezvoltate. Vechiul Regat avea la începutul războiului un număr de 410 fabrici cu un număr mediu de 75 de lucrători, în timp ce în Transilvania existau 379 de fabrici cu o medie de peste o sută de lucrători.
Legăturile economice cu marile puteri europene au devenit mai complexe, însă relațiile de schimb nu se desfășurau pe picior de egalitate. Piețele străine pentru exportarea producției agricole, furnizorii externi de produse manufacturiere pentru industrie și pentru piața de consum, precum și capitalul extern au devenit indispensabile pentru sănătatea economică a României, ceea ce sporea dependența țării de marile puteri din Europa Occidentală.:pp 162-163

### Relațiile externe
Scena internațională la începutul secolului XX a fost caracterizată ca fiind o luptă a tuturor împotriva tuturor.:p. 8

#### Relațiile cu Marile Puteri

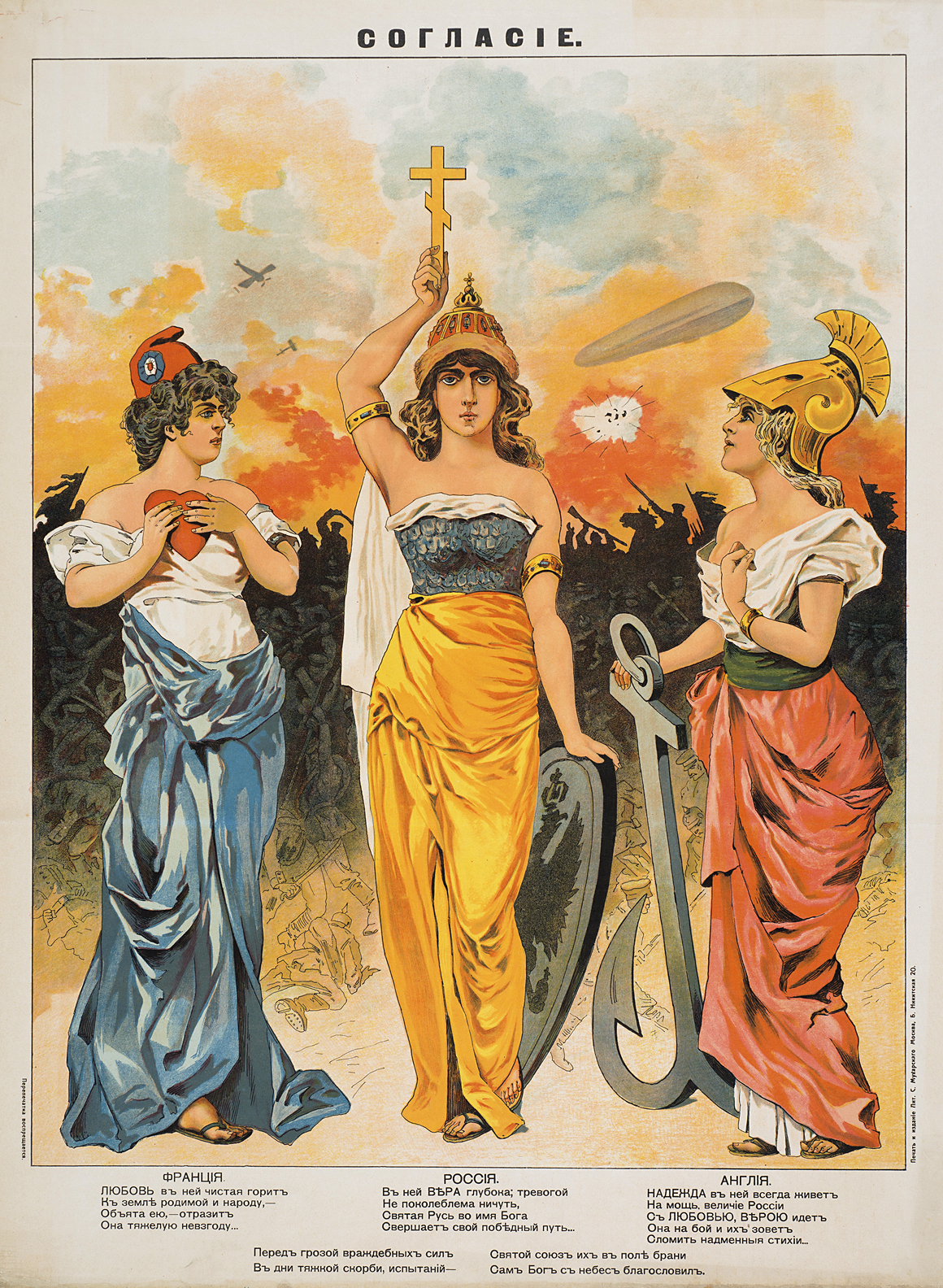
Antanta

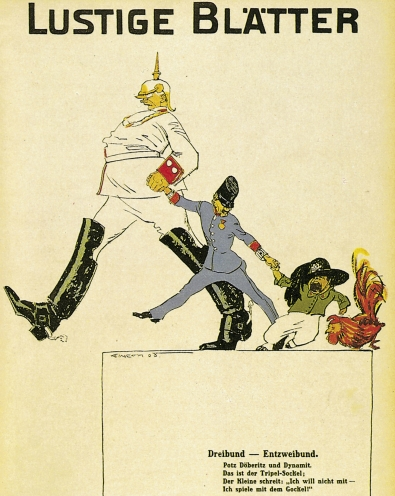
Triplica

În ultimul deceniu dinaintea declanșării războiului au început să se manifeste tendințele unei încercări de reașezare a raporturilor României cu marile puteri europene. Din 1883, România era membră a Triplei Alianțe și, pe cale de consecință, în majoritatea situațiilor a urmat linia de conduită externă a acesteia, fără mari reușite în a reuși să o influențeze. Totuși, începând cu criza bosniacă și războaiele balcanice, România a început să se distanțeze de pozițiile Triplicei, în special de cele ale Austro-Ungariei. Are loc o reorientare în cadrul alianței tot mai mult spre Germania, ca partener preferat, concomitent cu dezvoltarea unui proces de consultare și coordonare a pozițiilor naționale cu Italia.:p. 413
Concomitent începe și un proces de apropiere de țările Antantei, pe fondul interesului manifestat de acestea pentru diferite aspecte ale situației din Balcani. Rusia își făcuse public obiectivul urmărit în această zonă - stăpânirea strâmtorilor - „drepturi speciale” recunoscute ca legitime de Franța, prin prisma sprijinului pe care Rusia i-l putea oferi într-un posibil război cu Germania. Deși făceau eforturi pentru a determina ieșirea României din Tripla Alianță, nici Franța nici Marea Britanie, interesul lor primordial era de a nu deranja Rusia, astfel încât nu erau dispuse să acorde garanții de securitate României într-o astfel de eventualitate.:pp 69-70
Contactele cu țările Antantei s-au intensificat după cele două războaie balcanice, luându-se în discuțiile modalitățile în care acestea ar fi putut sprijini România în îndeplinirea obiectivelor sale naționale. Pe măsură ce probabilitatea izbucnirii unui conflict între cele două tabere devenea tot mai evidentă, problema atragerii României de partea Antantei devenise una acută. Un document al ministerului rus de externe sublinia acest imperativ arătând că „Această Românie trebuie să o câștigăm cu orice preț, atât pentru ora prezentă, cât și pentru viitor”.:p. 269

#### Relațiile cu țările balcanice

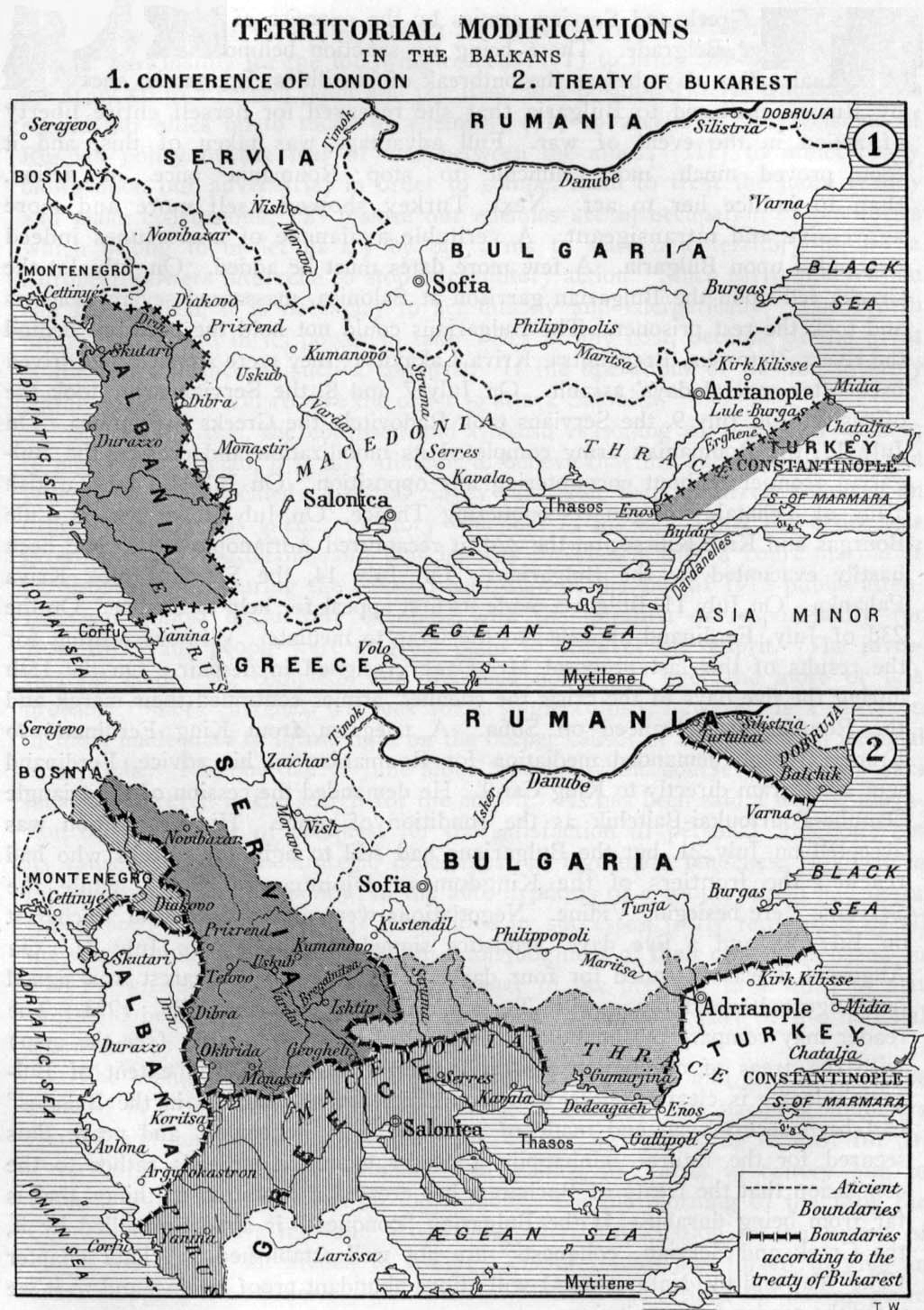
Modificări teritoriale cauzate de războaiele balcanice

Dezvoltarea relațiilor cu statele din Balcani a fost una dintre prioritățile politicii externe a României în toată perioada care a urmat cuceririi independenței. Dinamica acestor raporturi nu a fost una uniformă, fiind influențată de o serie de factori cum ar fi: evoluția intereselor politice, economice și de securitate ale României, atitudinea guvernelor de la Atena, Belgrad, Istanbul și Sofia față de țara noastră, raporturile acestor țări cu marile puteri precum și imixtiunile celor două blocuri militare adverse în regiune.:p. 74
România avea trei mari interese strategice de securitate în această regiune:
- apărarea lungii frontiere danubiene precum și a frontierei terestre dintre Dunăre și Marea Neagră;
- menținerea deschisă a strâmtorilor Bosfor și Dardanele prin care se realizau 90% din schimburile cu exteriorul
- evitarea izolării sau încercuirii politice a României prin menținerea deschisă a comunicației Salonic-Niș-Dunăre, prevenirea blocării sale ca urmare a unor conflicte locale sau preluării sub control strict de către una din marile puteri din regiune.[20]:pp 30-41

Pornind de la aceste considerente, politica externă adoptată de România în primii ani ai secolului XX a fost una a „compensațiilor”, având ca principal obiectiv menținerea „balanței de forțe” existente, ca instrument prin intermediul căruia se urmărea atât prevenirea ridicării unui stat hegemon regional, cât și evitarea conflictelor care ar fi putut duce la modificarea statu-quoului în sudul Dunării.:pp 154
După depășirea crizei din relațiile româno-turce din 1905, și a ruperii relațiilor diplomatice cu Grecia din același an, guvernul român condus la acea vreme de Dimitrie A. Sturdza a făcut cunoscută această politică balcanică, al cărei pilon principal îl constituia refuzul de a se angaja în nici o alianță la nivel balcanic, concomitent cu menținerea opțiunii de a interveni în orice situație în care modificarea echilibrului de forțe în Balcani ar fi amenințat interesele românești.:p.41

#### Alianțe

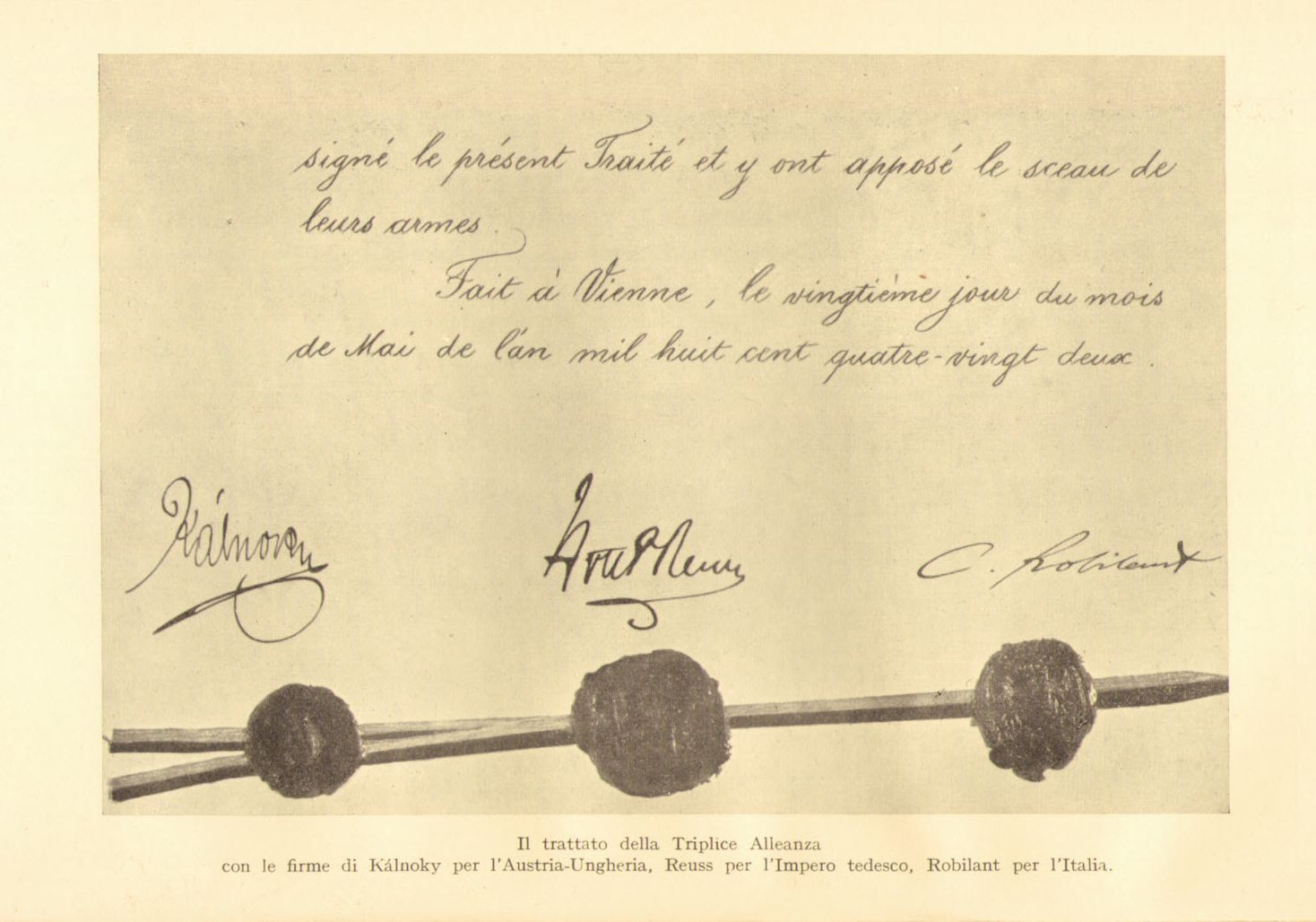
Tratatul Triplei Alianțe

La 18/30 octombrie 1883 România a aderat la Tripla Alianță printr-un tratat bilateral cu Austro-Ungaria. Tratatul prevedea ca aliații să-și acorde sprijin unul celuilalt în cazul unui atac din partea Rusiei (deși aceasta nu era menționată în mod explicit) și au promis să nu se alăture unei alte alianțe îndreptate împotriva unuia dintre ei. Germania a aderat la acord în aceeași zi, printr-un act separat.:p. 143
Alianța cu Puterile Centrale a fost piatra de temelie a politicii externe a României timp de treizeci de ani, deoarece regele și conducătorii politici liberali și conservatori au perceput Puterile Centrale ca fiind cea mai puternică forță militară și economică din Europa.:p. 413
Prin încheierea acestei alianțe, România evită o izolarea diplomatică de care era amenințată, în cazul realizării unei înțelegeri pe seama statului român între imperiile rus și habsburgic. Totodată România primește anumite garanții de securitate, își consolidează poziția politică în sud-estul Europei și reușește să primească o soluție convenabilă la „Chestiunea Dunării”.:p. 143
O dată cu trecerea timpului, în alianța României cu Puterile Centrale au apărut numeroase fisuri. Problema românească din Ungaria, în special. Opinia publică românească a devenit din ce în ce mai ostilă față de Austro-Ungaria.
Războaiele balcanice au constituit testul cel mai sever al alianței României cu Austro-Ungaria. În al Doilea Război Balcanic, acțiunile României nu au primit sprijinul scontat din partea Imperiului Habsburgic, care avea ca obiectiv principal atragerea Bulgariei în Tripla Alianță. În același timp, s-a produs o încălzire a relațiile oficiale dintre România și Franța după ce aceasta a susținut și aprobat acțiunile României și a aprobat termenii tratatului de la București. Criza balcanică din 1912-1913 a desăvârșit alienarea României față de Austro-Ungaria și Tripla Alianță. […] În primăvara anului 1914, apropierea dintre România și Tripla Antantă (Marea Britanic, Franța și Rusia) era un fapt real.:pp 157-161

### Nivelul de pregătire al Armatei

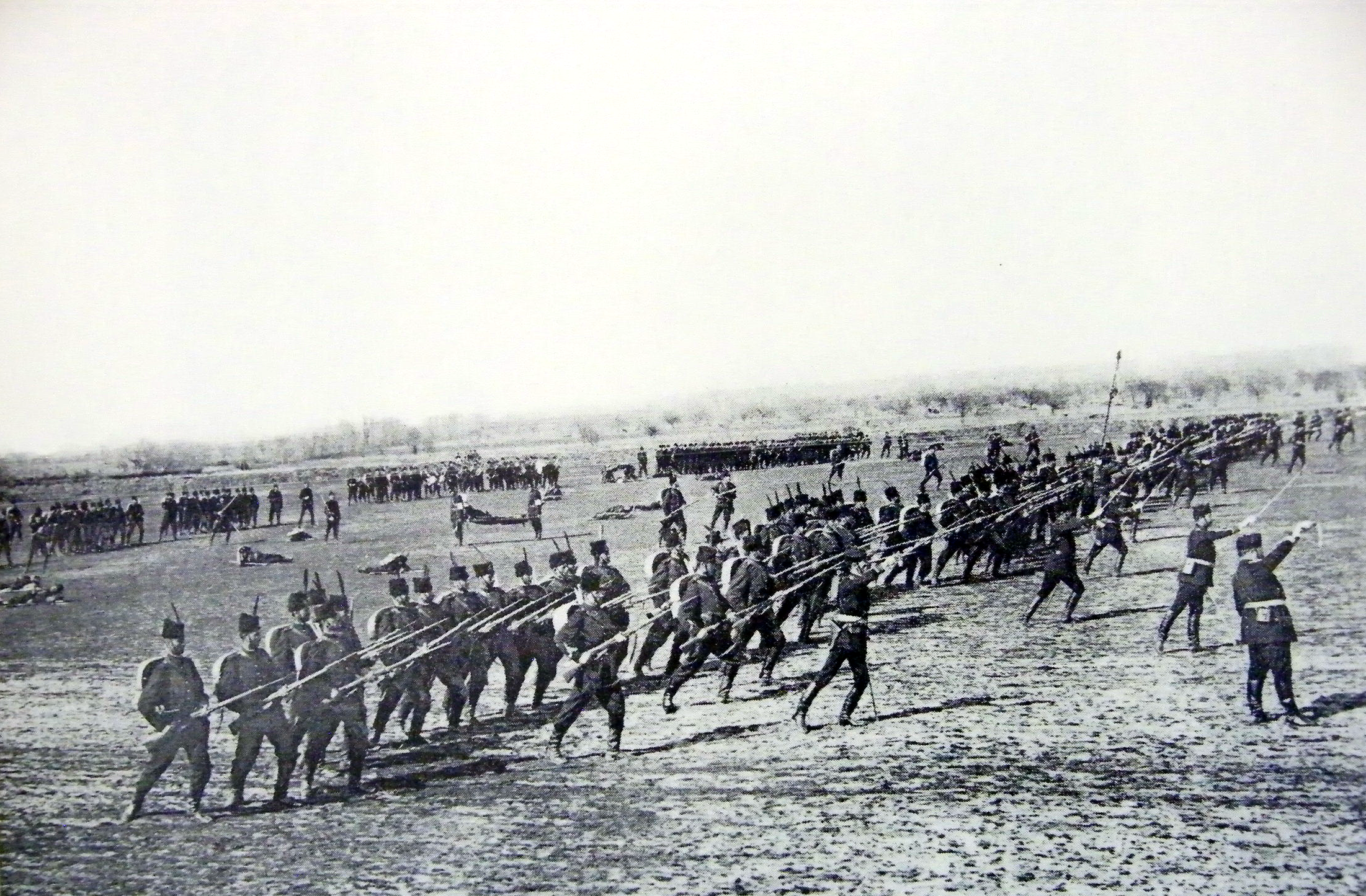
Unitate de dorobanți

Starea Armatei României în anii premergători declanșării războiului era una precară, fapt care avea să aibă repercusiuni grave în viitor, având în vedere că ea avea menirea de a materializa deciziile factorului politic. Organismul militar românesc era la sfârșitul unei lungi perioade de pace, de aproape patru decenii, rezultatul fiind că Armata României de la începutul secolului XX avea mai mult caracteristicile unei miliții înarmate decât ale unei armate moderne.:pp 7-8
Calitatea de membru în Tripla Alianță, apărea în ochii regelui și a decidenților politici ca fiind suficientă pentru asigurarea securității, mai ales că evenimentele internaționale nu au evidențiat mult timp iminența unui război, chiar și regional. Urmarea a fost că, armata nu a reprezentat un obiectiv prioritar pentru guvernările care s-au succedat în acest timp, astfel că evoluția sa a fost una lentă.:p. 3
Pregătirea și dotarea armatei a fost unul dintre domeniile care au suportat cele mai semnificative reduceri bugetare în această perioadă. Dimitrie A. Sturdza, care era și ministru de război în 1901, justifica aceste reduceri, spunând că decât o mare oștire nepregătită, este mai bine să avem una numai de 100.000 oameni, dar bine pregătită. Rezultatul după aproape 15 ani a fost doar că am avut o mică oștire de 100.000 de oameni dar nepregătită și neechipată.:p. 288
Trecuseră doar șapte ani de la răscoala din 1907, un eveniment care a avut un impact major asupra elitei politice românești, prin reliefarea necesității ca bazele pe care statul român era construit trebuiau reformate din temelii. Armata, ca garant al existenței statului român, nu putea face excepție. „Pentru înlăturarea răului de care am suferit până la 1907, trebuie o acțiune hotărâtă pentru aplicarea reformelor, completarea operei sociale și economice începute, operă atât de necesară consolidării statului nostru. Nu trebuie să așteptăm ca o primejdie din afară unită cu o frământare interioară să prindă statul nostru într-o situație mai grea decât aceea din 1907”.
Totuși, după liniștirea răscoalei aceste intenții au fost trecute în plan secundar, astfel încât la declanșarea crizei balcanice din 1912, percepția generală era că România nu avea instrumentul adecvat pentru a-și îndeplini obiectivul politic propus. Nicolae Iorga aprecia că o acțiune militară era dificilă, întrucât „noi nu puteam purta un război, neavând nimic în adevăr gata”.
Deși s-au încercat niște eforturi paliative în anii 1912-1913, disfuncțiile structurale nu au putut fi remediate, ele manifestându-se pe timpul campaniei din sudul Dunării, din 1913. Amalgamarea unităților permanente și nepermanente, insuficiența armamentului, munițiilor și echipamentului, slaba organizarea a serviciilor, inclusiv a celor sanitare, pregătirea modestă a unei părți din corpul ofițeresc etc. sunt numai câteva din caracteristicile acțiunii militare la sudul Dunării.:p. 3
Lecțiile identificate din participarea la cel de-Al Doilea Război Balcanic nu au fost urmate de o analiză serioasă și responsabilă a tuturor aspectelor, iar măsurile întreprinse au fost departe de necesități.
Sub impactul lecției severe primite în campania la sudul Dunării în 1913 și a izbucnirii în anul următor a Marelui Război, reforma armatei române a intrat într-o cursă contracronometru pentru recuperarea întârzierilor și pentru întărirea capacității de luptă. Condițiile erau mult mai dure, deoarece, la „1 ianuarie 1914, armata se găsea în cea mai mare lipsă de tot ce-i era neapărat trebuincios pentru a intra în campanie”. De asemenea, efectivul mobilizabil nu atingea cifra de 500 000 de oameni, rezervele nu erau organizate, iar în privința armamentului, munițiilor și echipamentului existau mari deficite.:p. 141
Acest lucru a avut repercusiuni grave în campania din anul 1916, care s-a soldat cu o înfrângere militară de proporții. A fost, într-un fel, „darul otrăvit” al victoriei ușoare din vara anului 1913.:p. 3

## Perioada neutralității

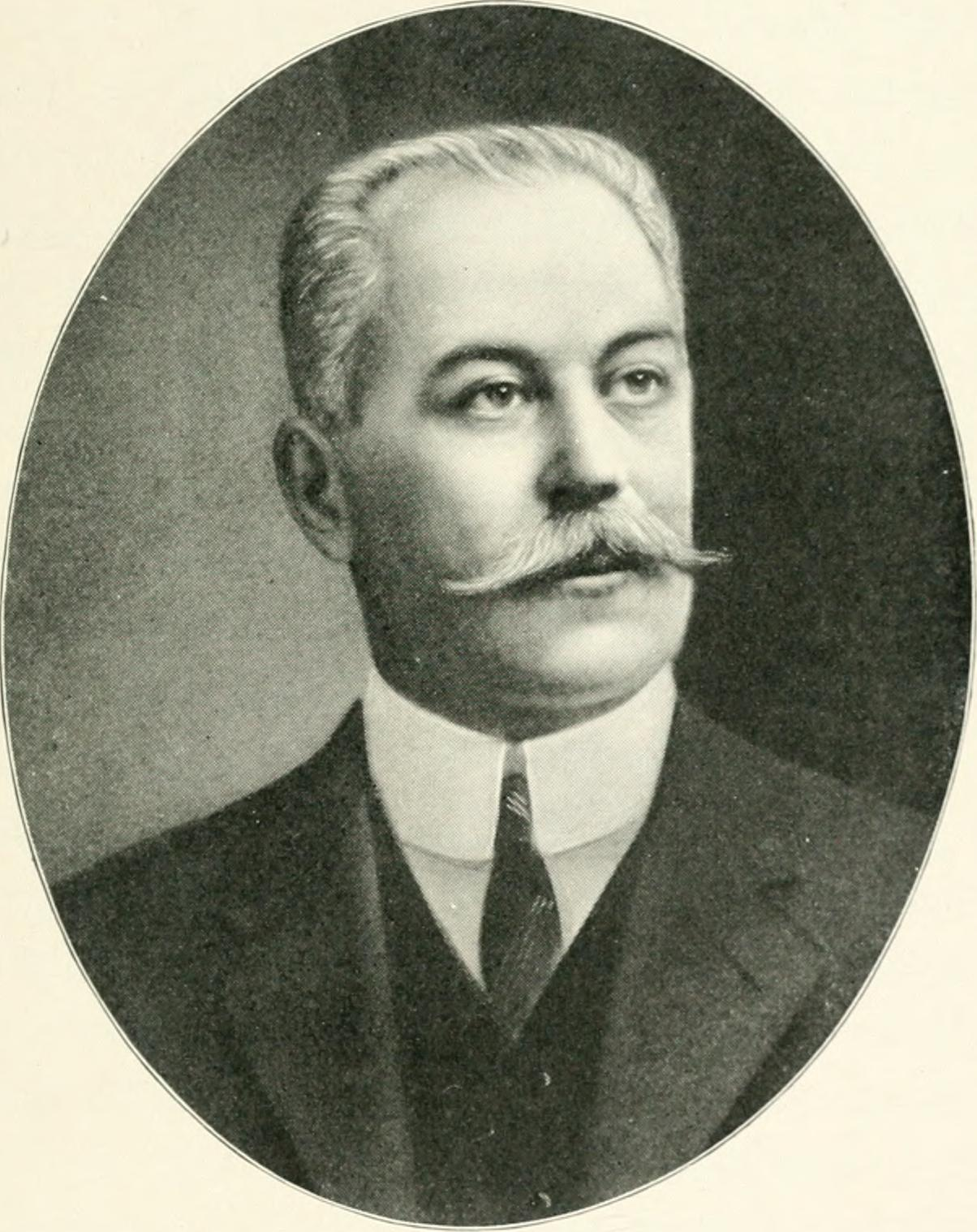
Nicolae Filipescu, liderul curentului pro-Antantă

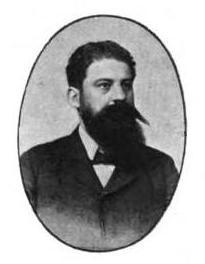
Constantin Stere liderul curentului pro-Triplică

Imediat după izbucnirea ostilităților ambele tabere solicită României să intre în război de partea sa. Astfel, Germania, prin intermediul împăratului Wilhelm al II-lea și cancelarului T. von Bethmann-Hollweg, cereau regelui Carol I să pună în aplicare tratatul de alianță și să-și facă datoria de aliat. La rândul său, Antanta, avansa României prin intermediu ministrului plenipotențiar al Rusiei Stanislas Poklewski-Koziel propunere de intrare în acțiune de partea sa, în schimbul recunoașterii drepturilor asupra teritoriilor locuite de români din cadrul Imperiului Habsburgic.:p. 157
Țara a întâmpinat criza departe de a fi unită. Existau dezacorduri politice serioase între rege și un mic grup de germanofili pe de o parte și majoritatea politicienilor si opinia publică, favorabile Antantei, pe de altă parte. Dar ambele părți erau de acord că era imperativ necesar să se evite războiul.:p. 415
În fața acestei situații regele decide convocarea unui Consiliu de Coroană, pentru a decide poziția pe care trebuia adoptată. Consiliul de Coroană a avut loc la castelul Peleș din Sinaia, la data de 3 august 1914. Consiliul a analizat două posibile opțiuni. Prima – susținută de regele Carol I și liderul conservator Petre Carp – cerea intrarea imediată în război de partea Puterilor Centrale, pentru îndeplinirea prevederilor tratatului de alianță. Cea de-a doua – susținută de marea majoritate a celorlalți lideri politici – cerea rămânerea în neutralitate, prin neîndeplinirea condițiilor pentru „casus foederis” prevăzute de art. 2 din tratat.:pp 51-66
După dezbateri aprinse au prevalat opțiunea celor care pledau pentru respingerea solicitărilor Puterilor centrale și păstrarea neutralității, pornind de la următoarele considerente sintetizate astfel de primul ministru Ionel Brătianu: „Un stat ca al nostru, care in alianță a intrat ca stat suveran și pe picior de egalitate, nu poate fi tratat în așa chip. […] Pe de altă parte, Romania nu ar putea admite să ia armele într-un război a cărui cauză este tocmai nimicirea unei națiuni mici. […] Sentimentul public este aproape în unanimitate împotriva războiului. […] Soarta Românilor de peste munți, idealul național al românismului, sunt chestiuni pe care nici un guvern român nu le poate nesocoti”.:pp 57-58
Regele Carol I a fost profund afectat de această decizie, pe care a considerat-o ca un gest de nerecunoștință din partea țării față de tot ce el făcuse de-a lungul domniei sale. Cu toate acestea a acceptat decizia luată.
„Constat că reprezentanții țării aproape în unanimitate au cerut neutralitatea României. Ca rege constituțional mă supun votului dumneavoastră, mi-e frică însă că prestigiul țării va ieși micșorat din ședința de azi și mă tem că ați luat o hotărâre de care România se va căi în viitor.”:p. 62
Carol I, Discurs la Consiliul de Coroană din 3 iulie 1914
Comunicatul oficial dat publicității după desfășurarea lucrărilor consiliului preciza următoarele: „Cu aproape unanimitate de voturi Consiliul a decis ca România să ia toate măsurile spre a păzi toate fruntariile sale, adică expectativa armată.”:p. 78

Regina Maria și-a adus o contribuție importantă și recunoscută, pe plan național și internațional, la realizarea obiectivelor naționale ale României, la sfârșitul Primului Război Mondial.
„Regina Maria, mai mult decât oricine altcineva, s-a bătut pentru a asigura reîntoarcerea Transilvaniei, Basarabiei și Bucovinei la România, la sfârșitul Primului Război Mondial. A dormit pe câmpurile de luptă ale celui de-al Doilea Război Balcanic și ale Primului Război Mondial, alături de soldații săi. Prin forța de nezdruncinat a voinței sale, această prințesă britanică s-a redefinit pe sine însăși ca româncă oferindu-le supușilor săi o mai bună înțelegere a ceea ce urma să fie România, decât oricare din viziunile fasciștilor sau comuniștilor autohtoni care au urmat după ea.”

—Robert D. Kaplan, Fantomele Balcanilor

### Acțiuni politico-diplomatice

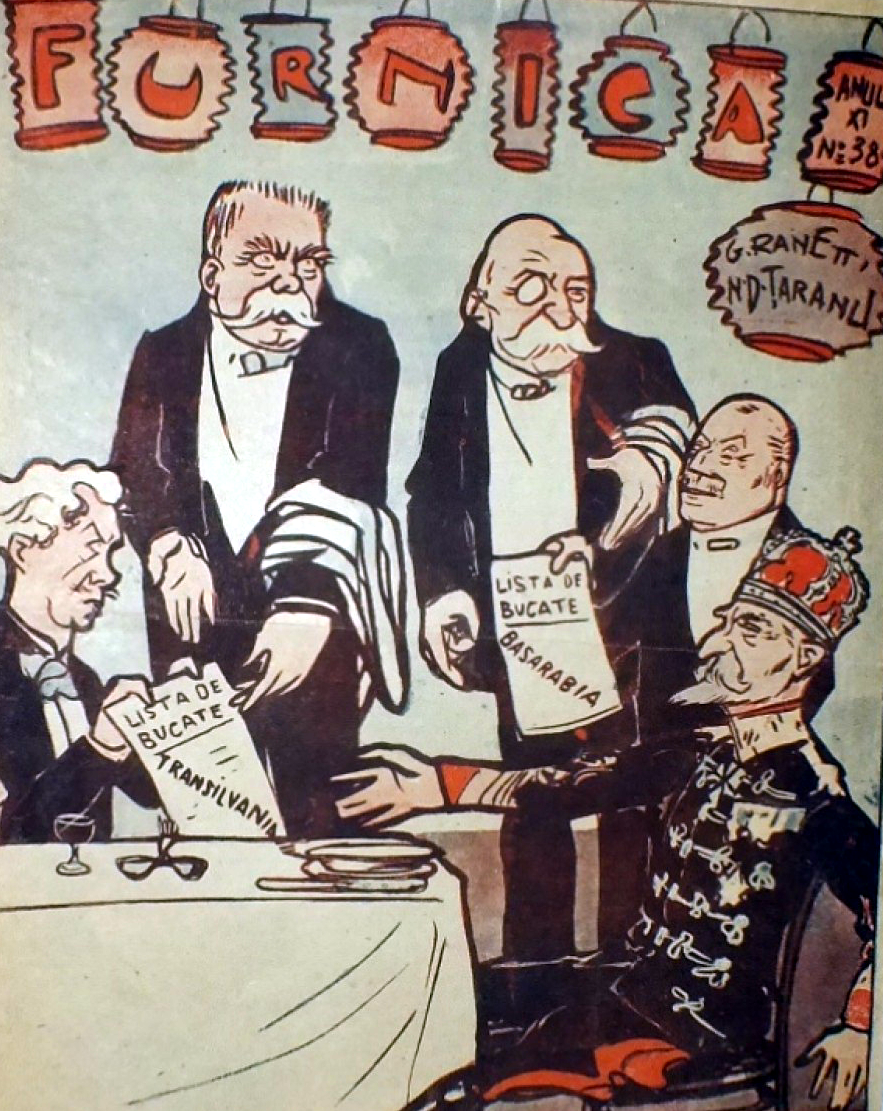
„Oferte” pentru România

În cei doi ani care au urmat ambele tabere vor depune eforturi intense pentru atragerea României de partea lor. Pe de altă parte, nici noul rege Ferdinand nici primul-ministru Ion I.C. Brătianu – ale cărui simpatii înclinau spre Antantă - nu aveau vreo intenție de a abandona starea de neutralitate până în momentul în care cursul războiului devenea clar și ei puteau fi siguri că-și vor realiza obiectivele naționale.:p. 295
La 1 octombrie 1914 la Sankt Petersburg a fost semnat un acord secret ruso-român – Convenția Sazonov- Diamandy. Prin aceasta, Rusia garanta integritatea teritorială a României și recunoștea drepturile acesteia asupra provinciilor din Austro-Ungaria locuite de români, urmând ca România să le ocupe când va considera oportun. În ce privește Bucovina, principiul naționalităților urma să servească drept bază în delimitarea teritoriilor între cele două state.:p. 158
La rândul său, la 29 iunie 1915 ministrul Austro-Ungariei la București, contele Ottokar Czernin prezenta oferta guvernului său care prevedea recunoașterea drepturilor României asupra Basarabiei, retrocedarea integrală a Bucovinei și o serie de concesii privind regimul populației române din Transilvania.:p. 159
Acest balet diplomatic avea să dureze până la intrarea României în război, câștigarea de timp fiind linia de conduită principală a guvernului român în această chestiune. După cum arăta Ion G. Duca „dacă tratativele nu mergeau mai repede aceasta se datora și faptului că aveam interesul să le tărăgănăm. Brătianu insista deci asupra condițiunilor sale, Aliații refuzau să i le încuviințeze, iar lucrurile stăteau în loc”.:p. 160

### Pregătiri militare pentru război

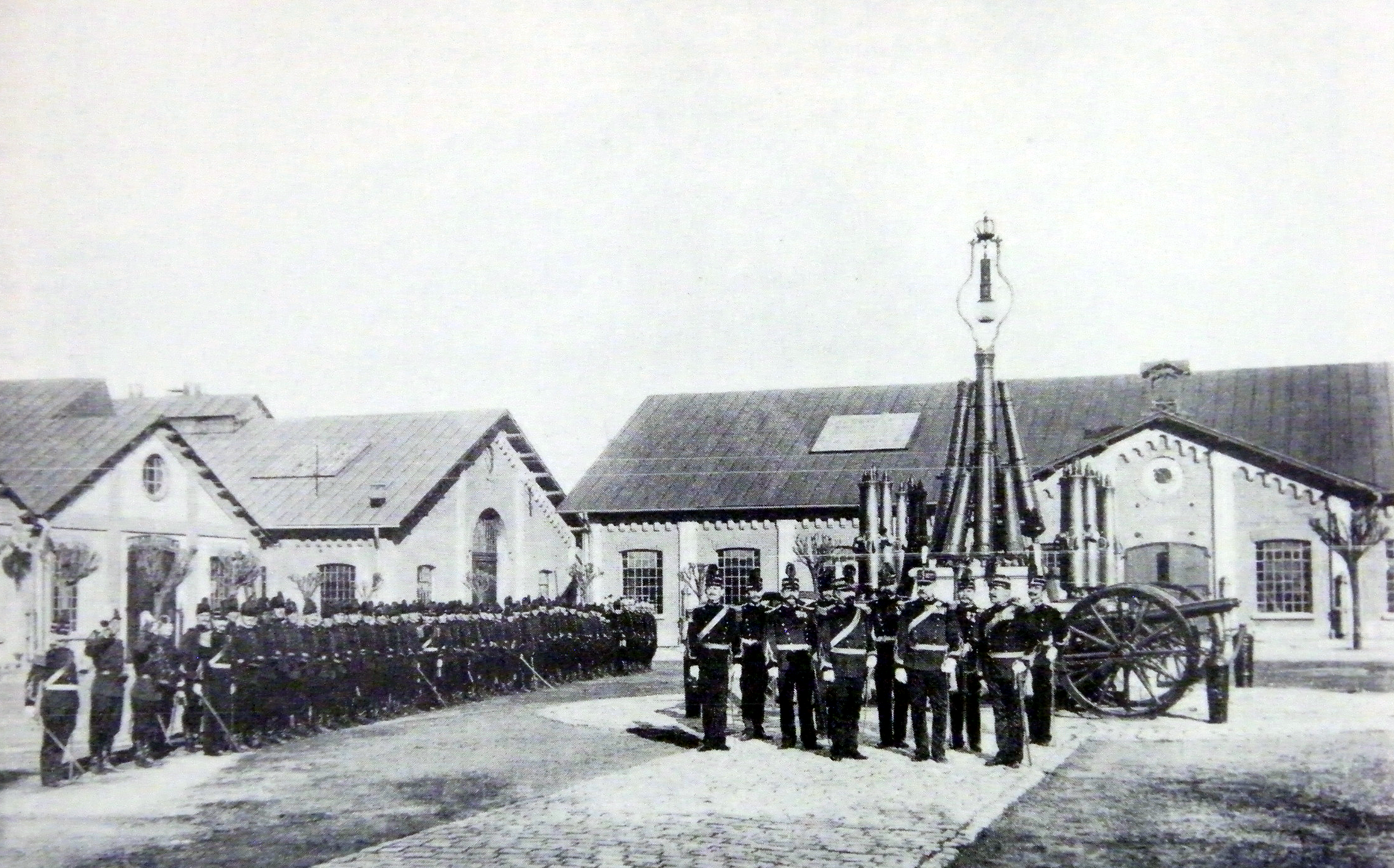
Arsenalul Armatei

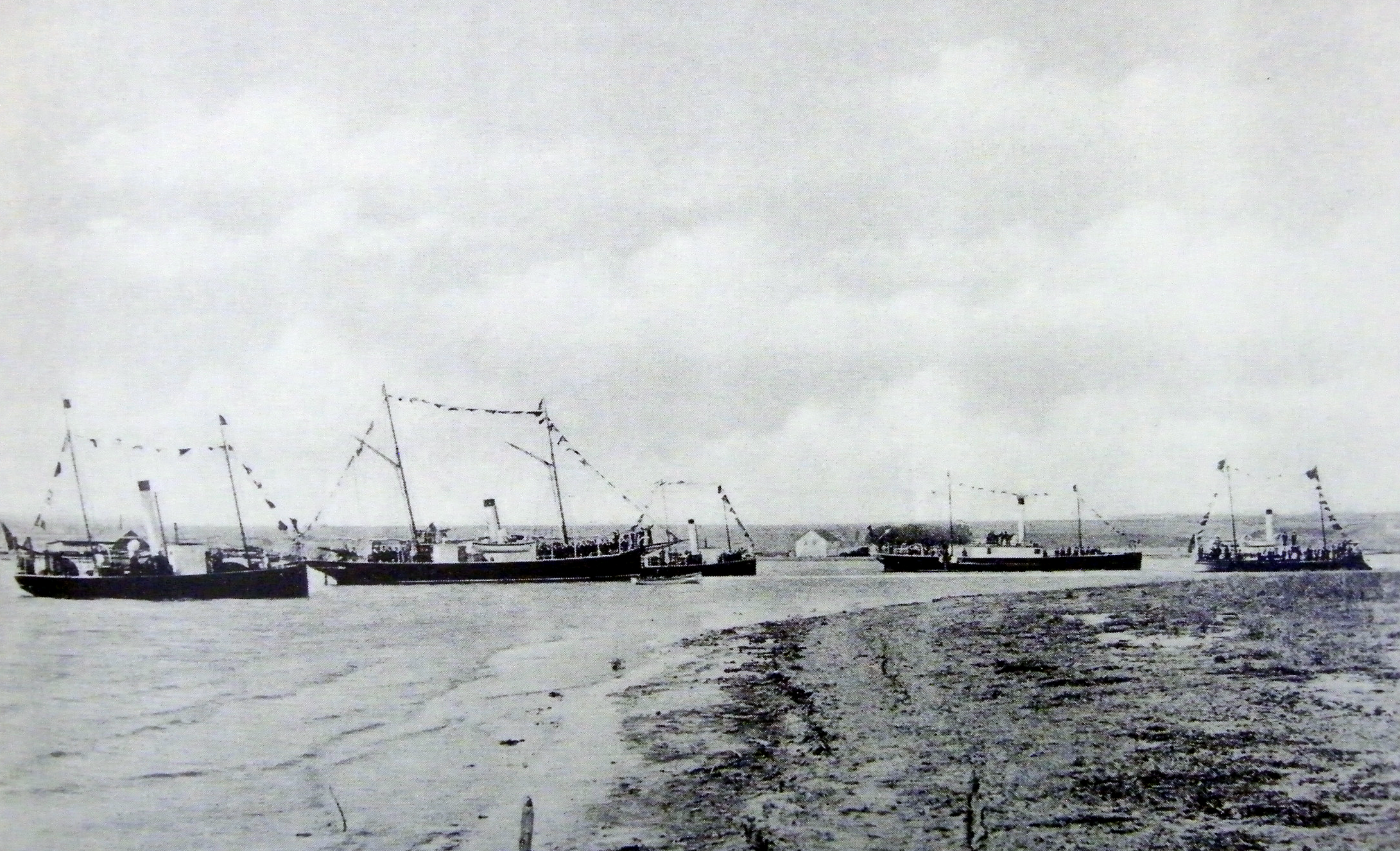
Nave ale Diviziei de Dunăre

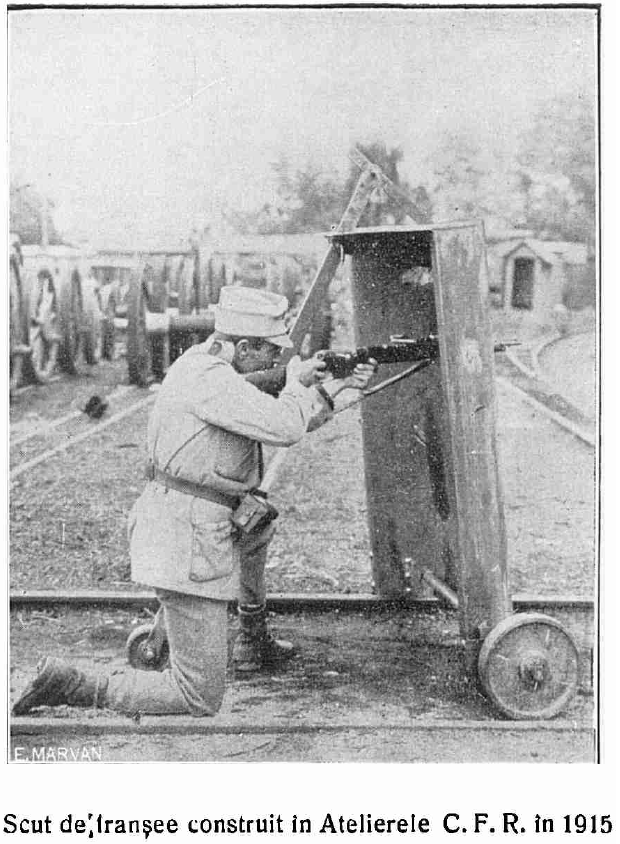
Scut de tranșee construit la Atelierele CFR

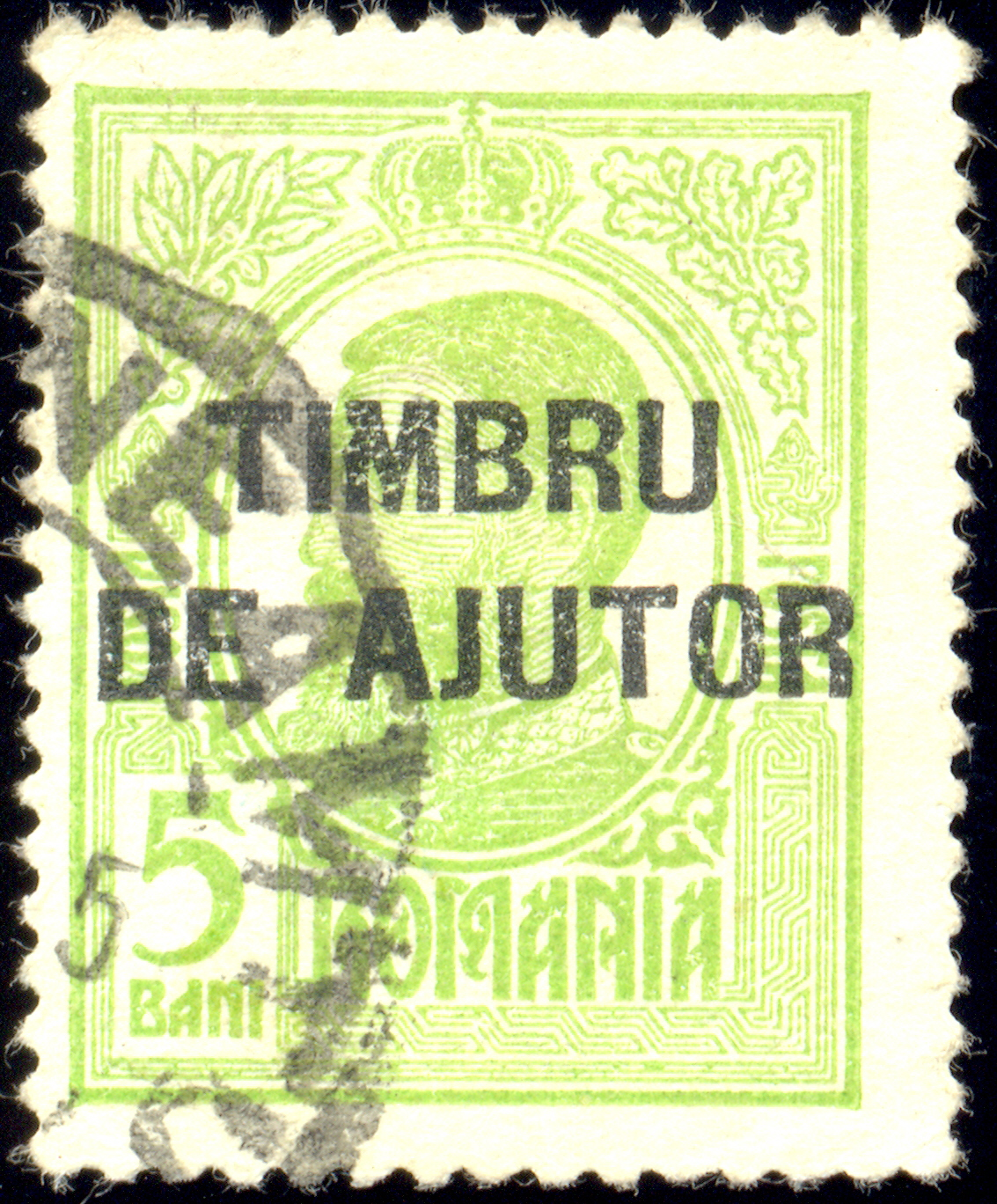
Timbru pentru ajutorul de război

La izbucnirea războiului, Armata României, din punct de vedere al nivelului capacității de luptă, nu putea asigura instrumentul de forță la îndemâna conducerii politice a țării pentru atingerea scopurilor unei eventuale participări la ostilități. Această stare de fapt se datora unei neglijări permanente a armatei de către decidenții politici. După cum arăta istoricul Constantin Kirițescu „Evenimentele politice din ultimul timp arătaseră că armata noastră avea lipsuri care-i micșorau puterea de luptă. Considerații de ordin politic - legăturile noastre cu puterile Triplei Alianțe – o făceau să pară inutilă; considerații de ordin financiar o făceau să pară imposibilă”.:p. 206 La rândul său, Ion G. Duca arăta că „Expediția din Bulgaria din anul precedent ne dovedise că puterea noastră militară era fictivă, că armata noastră n-avea cadre suficiente, că rezervele ei nu erau organizate, că lipseau echipamentul, munițiile, armamentul, artileria grea, serviciile dinapoi, medicamentele”.:p. 110
Sub impactul acestor lecții identificate, noul guvern liberal instalat la începutul anului 1914 a decis demararea unui program masiv de recuperare a întârzierilor și întărirea capacității de luptă a armatei, aflată într-o situație critică pentru că, după cum arăta generalul Dumitru Iliescu, sub-șef al Marelui Stat Major, „la 1 ianuarie 1914 armata se găsea în cea mai mare lipsă de tot ce-i era neapărat trebuincios pentru a intra în campanie”.:p. 141
În acest context, Ministerul de Război - al cărui titular era chiar premierul Ion I.C. Brătianu - și Marele Stat Major au elaborat patru planuri de reformă a armatei având ca obiectiv general creșterea capacității combative a acesteia: 1) „Planul de completare, transformare și reparare a armamentului, munițiilor și materialelor de război”; 2) „Planul pentru completarea echipamentului de toate categoriile și acela pentru hotărârea subzistențelor oamenilor și animalelor la toate eșaloanele de luptă și studierea înființării centrelor mari de aprovizionare de nutriment si echipament”; 3) „Planul sanitar al armatei”; 4) „Planul efectivelor trebuincioase armatei de operații și serviciilor ei”.:p. 12
Pentru punerea în practică a acestor planuri au fost alocate fonduri importante, atât prin buget cât și prin credite extraordinare. Bugetul Ministerului de Război a crescut de la 73.000.000 lei în 1913 la 115.000.000 lei (18% din bugetul de stat) în 1916. În același timp, până în toamna anului 1916 suma creditelor pentru armată a atins 700.000.000 lei, iar până la intrarea României în război la 838.841.215 lei.:p. 34
Conform planului de mobilizare, România putea mobiliza cinci corpuri de armată (15 divizii, dintre care zece active si cinci de rezervă), două divizii de cavalerie și cinci brigăzi de călărași; în total, o forță de 301 de batalioane (cu 260 de mitraliere); 99 de escadroane (cu 22 de mitraliere) si 227 de baterii (din care două de obuziere grele și nouă de asediu), cu un efectiv total de 630.000 de oameni, dintre care 488.000 formau armata de operații.:pp 35-36
In privința completării armamentului și echipamentului militar, responsabilii militari au fost nevoiți să facă față la două situații critice: lipsa unui personal și a mijloacelor calificate pentru producția internă de război și restrângerea surselor de aprovizionare externe, cele două coaliții aflate în luptă fiind reticente atunci când era vorba de onorarea comenzilor statului român. De asemenea, diversitatea de tipuri de calibre a armamentului a avut un impact negativ asupra instruirii trupelor, nepermițând o uniformizare a instrucției și a adus greutăți în aprovizionarea cu muniții în timpul războiului mondial.:pp 112-125
Rezultatul eforturilor din anii neutralității au avut ca efect transformarea armatei române într-un real instrument de luptă, având însă două mari limitări: o inferioritate a înzestrării tehnice - ca rezultat al greutăților în asigurarea cu armament și muniție ca urmare a izbucnirii războiului – și o lipsă de pregătire și instruire privind noile metode, tactici și procedee de ducere a luptei utilizate pe fronturile de război.:pp 211-212

## Intrarea în război

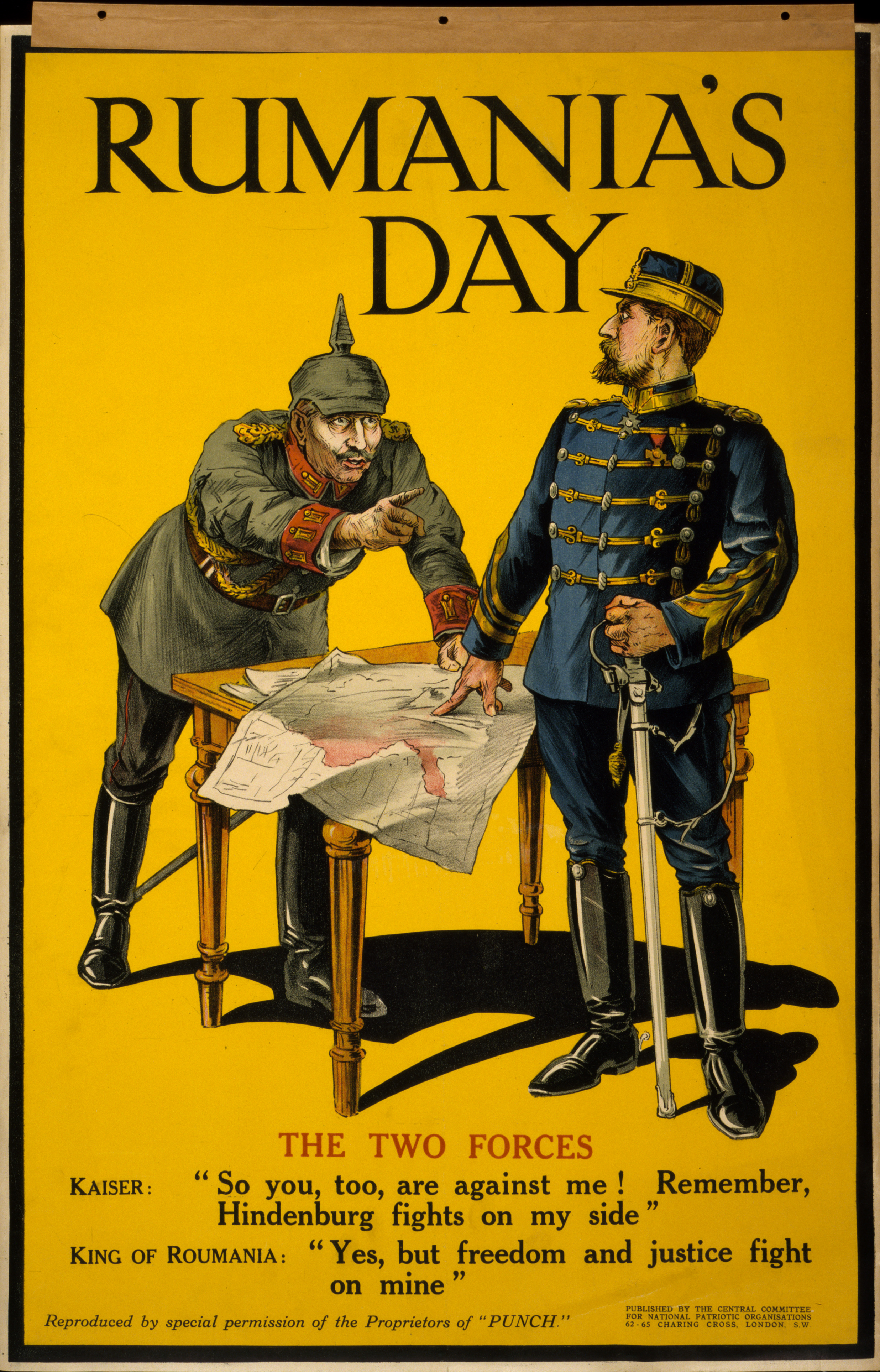
Poster de propagandă britanic legat de intrarea României în război

Poziționarea sa strategică la flancul celor două alianțe aflate în conflict, precum și o armată de 600.000 de oameni, au fost motivele pentru care ambele tabere au depus eforturi intense pentru a atrage România de partea lor. Se credea că intrarea României de partea Antantei va avea un impact decisiv asupra războiului. Mareșalul Paul von Hindenburg a exprimat cel mai bine această convingere: „judecând după situația militară consideram că era suficient ca România să intre în acțiune pentru a decide soarta războiului mondial”.:p. 27
Cu toate acestea România nu a ales cel mai favorabil moment pentru a intra în război. Neîncrederea cvasigenerală a liderilor politici și militari români în Rusia l-a determinat pe primul ministru Ionel Brătianu să amâne alăturarea României puterilor Antantei până în momentul în care Rusia a fost de acord să recunoască în scris revendicările României. S-au pierdut în acest fel două luni prețioase, astfel că România a intrat în război când Ofensiva Brusilov și Bătălia de pe Somme practic încetaseră. „Tragismul situației a fost că România, tărăgănând lucrurile pe problema alăturării Aliaților, a lăsat luarea unei decizii până când a fost prea târziu, și în loc să participe la consolidarea unui mare succes în iunie ea s-a oferit pe sine însăși în august unei impetuoase răzbunări germane.”:pp 115-116

### Negocierile cu Aliații

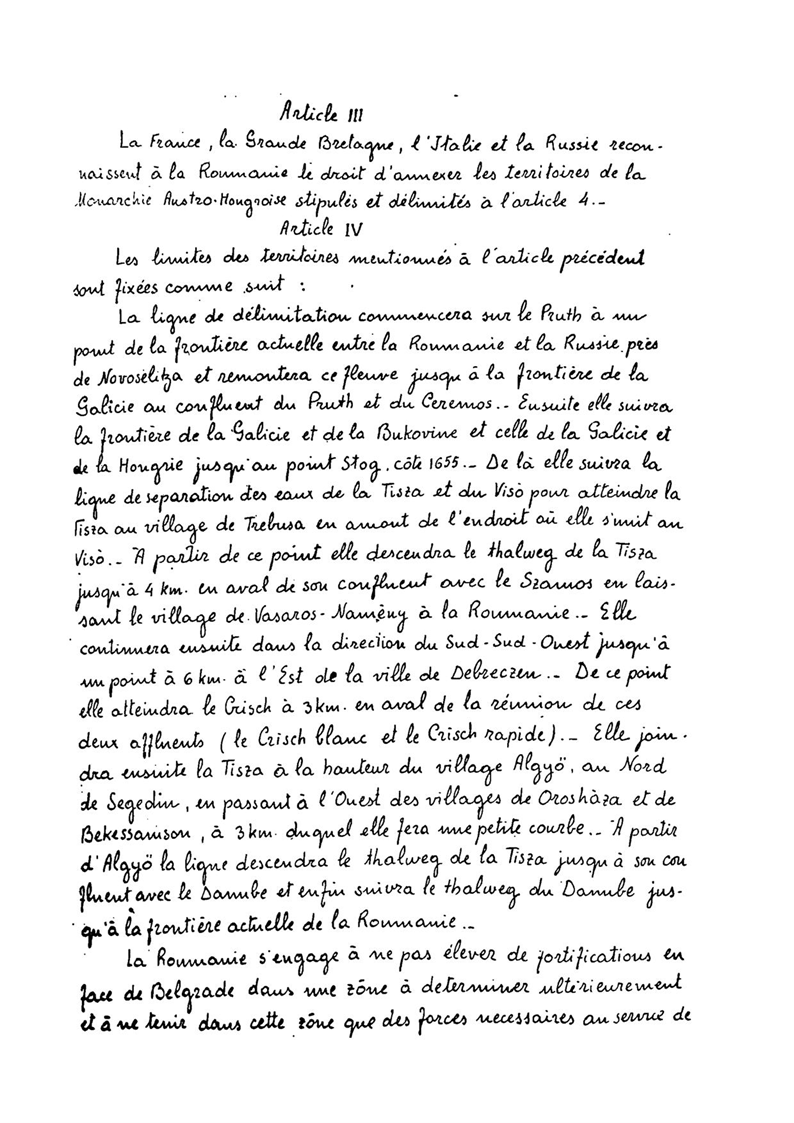
Revendicarile teritoriale ale Romaniei din tratatul cu Antanta

Nedorind să fie pus în situația în care s-a găsit tatăl său, Ion C. Brătianu, la sfârșitul Războiului de Independență, când România a pierdut sudul Basarabiei în favoarea fostului aliat, Imperiul Rus, primul-ministru Ion I. C. Brătianu a negociat cu mare atenție și precauție condițiile pentru intrarea în război de partea Antantei, urmărind în special recunoașterea drepturilor României asupra teritoriilor locuite de români din Imperiul Austro-Ungar.:pp 262-263
Precauția lui Brătianu s-a dovedit a fi justificată, la sfârșitul războiului făcându-se publice documente care arătau că Puterile Antantei nu aveau de gând să își respecte promisiunile făcute României. Astfel la 11 august 1916, Franța și Rusia semnaseră un acord secret destinat să împiedice participarea României cu drepturi depline la viitoarea conferință de pace. În iulie 1916 se încheiase o altă înțelegere secretă între Franța și Marea Britanie care prevedea că România nu trebuia să beneficieze de ajutorul armatei de la Salonic, decât dacă ataca simultan și Bulgaria.:p. 345
La 4/17 august 1916, în casa lui Vintilă Brătianu, s-au semnat în secret documentele prin care România intra în război de partea Antantei. În memoriile sale, I.G. Duca scria că „nu au fost de față la iscălirea tratatelor decât cinci persoane: Brătianu, Poklevski, Diamandi, Vintilă Brătianu și cu mine. Poklevski a sosit cel din urmă, cu cele cinci originale destinate Rusiei, Franței, Angliei, Italiei și României. (...) Prin aceste acte declaram război numai Austro-Ungariei (...) Când cetirile au fost terminate a venit rândul iscălirii (...) Vintilă Brătianu pregătise în mijlocul mesei o călimară frumoasă și un condei destinat a fi păstrat în amintirea acestei scene istorice.”:p.257
În condițiile prezentate, Aliații au acceptat solicitările părții române. Semnarea tratatului a fost o mare victorie diplomatică pentru România, pentru că reușise să consfințească printr-un act internațional, purtând iscăliturile celor mai mari puteri din Europa, drepturile seculare ale neamului romanesc asupra tuturor ținuturilor locuite de români din Monarhia Habsburgică. Orice s-ar fi întâmplat, învingători sau învinși, era prima dată în istoria neamului nostru când aceste revendicări ni se recunoșteau în chip formal.:p.255
Există studii care arată că dacă România s-ar fi alăturat efortului aliat de război mai devreme în acel an, mai înainte de declanșarea Ofensivei Brusilov, era foarte posibil ca rușii să fi reușit să obțină o mare victorie.

### Consiliul de Coroană
Români ! 

Războiul care de doi ani a încins tot mai strâns hotarele noastre a sdruncinat adânc vechiul așezământ al Europei și a învederat că pe viitor numai pe temeiul național se poate asigura viața pașnică a popoarelor. 

Pentru neamul nostru el a adus ziua așteptată de veacuri de conștiința națională, ziua unirii lui. 

De noi atârnă astăzi să scăpăm de sub stăpânirea străină pe frații noștri de peste munți și din plaiurile Bucovinei, unde Ștefan cel Mare doarme somnul lui de veci. 

În noi, în virtuțile, în vitejia noastră, stă putința de a le reda dreptul ca intr-o Românie întregită și liberă de la Tisa până, la Mare, sa propășească în pace potrivit datinilor si aspirațiunilor gintei noastre. 

Români! 

Însuflețiți de datoria sfântă ce ni se impune, hotărâți să înfruntăm cu bărbăție toate jertfele legate de un crâncen război, pornim la lupta cu avântul puternic al unui popor care are credința neclintită în menirea lui. 

Ne vor răsplăti roadele glorioase ale isbândei. Cu Dumnezeu înainte! 

Ostași!

V-am chemat ca să purtați steagurile voastre peste hotarele unde frații voștri vă așteaptă cu nerăbdare si cu inima plină de nădejde. 

Veți lupta alături de marile națiuni cu care ne-am unit. O luptă aprigă vă așteaptă. Cu bărbăție să îndurăm însă greutățile și cu ajutorul lui Dumnezeu isbânda va fi a noastră. 

Arătați-vă deci demni de gloria străbună. 

Dea lungul veacurilor un neam întreg vă va binecuvânta și vă va slavi.

FERDINAND 
Consiliul de Coroană care a hotărât intrarea României în război a avut loc în ziua de duminică, 14/27 august 1916, ora 11 dimineața, la Palatul Cotroceni.:p.82
La consiliu au participat:
- Regele Ferdinand I și principele moștenitor Carol;
- membrii Consiliului de Miniștri, adică: Ion I. C. Brătianu, Emil Costinescu, Emanoil Porumbaru, Vasile G. Morțun, Alexandru Constantinescu, Alexandru G. Radovici, Dr. Constantin Angelescu, Victor Antonescu și Ion G. Duca;
- reprezentanții Parlamentului: Mihail Pherekyde, președintele Camerei Deputaților și Constantin F. Robescu care-l înlocuia pe Basile M. Missir, președintele Senatului, aflat în străinătate;
- foști președinți ai Consiliului de Miniștri: Theodor Rosetti, Petre P. Carp și Titu Maiorescu;
- șefii partidelor din opoziție: Take Ionescu, Nicolae Filipescu și Alexandru Marghiloman;
- foști președinți ai Camerei și Senatului (reprezentând opoziția): Constantin Olănescu și Constantin Cantacuzino-Pașcanu.[13]:p. 78

Spre deosebire de consiliul din august 1914, noul monarh, regele Ferdinand a deschis lucrările anunțând că a convocat pe mai marii țării nu ca să le ceară un sfat, căci hotărârea lui este luată, ci ca să le ceară sprijinul. Regele a anunțat apoi hotărârea sa de a angaja România de partea Antantei și împotriva Puterilor Centrale. A mai spus că spre a se ajunge la o atare hotărâre, a trecut prin încercările cumplite pe care desigur le pricepem, dar că, având în vedere numai interesele țării a cărei Coroană o poartă, s-a învins pe sine însuși. A urmat apoi primul ministru Ionel Brătianu care a făcut mărturisirea solemnă a faptului împlinit: «Și eu și țara suntem în ceasul de față angajați, nu mai putem da înapoi.»:p. 405:p. 273-274
Membrii consiliului și-au exprimat apoi pe rând opiniile, care majoritatea au sprijinit opțiunea regelui și guvernului, existând totuși și opinii pentru păstrarea în continuare a neutralității (Titu Maiorescu) sau chiar intrarea în război de partea puterilor Centrale (Petre P. Carp).:p.82
Ultimul a vorbit Ionel Brătianu care a argumentat din nou decizia guvernului pe care îl conducea: „fără îndoială că vom ieși învingători, dar nu sunt sigur, se poate să fim și învinși. De aceea, vreau să se știe bine de toți, că, chiar învinși, tot cred că țara mea trebuie în această clipă să facă acest gest. În viața națiunilor sunt afirmări de drepturi care se socotesc mai mult decât izbânzi trecătoare și sunt gesturi de abdicare, de dezertare morală, care compromit viitorul lor pentru veacuri de-a rândul. Într-o astfel de situație este astăzi românismul … și dacă nu azi, atunci mâine vom culege roadele acestor jertfe și acestor afirmări de drepturi… ”:p. 282
Consiliul s-a încheiat fără a se da vreun comunicat, dar în după amiaza zilei s-a anunțat instaurarea stării de asediu și decretarea mobilizării generale.:p.82

### Planul de campanie - Ipoteza „Z”

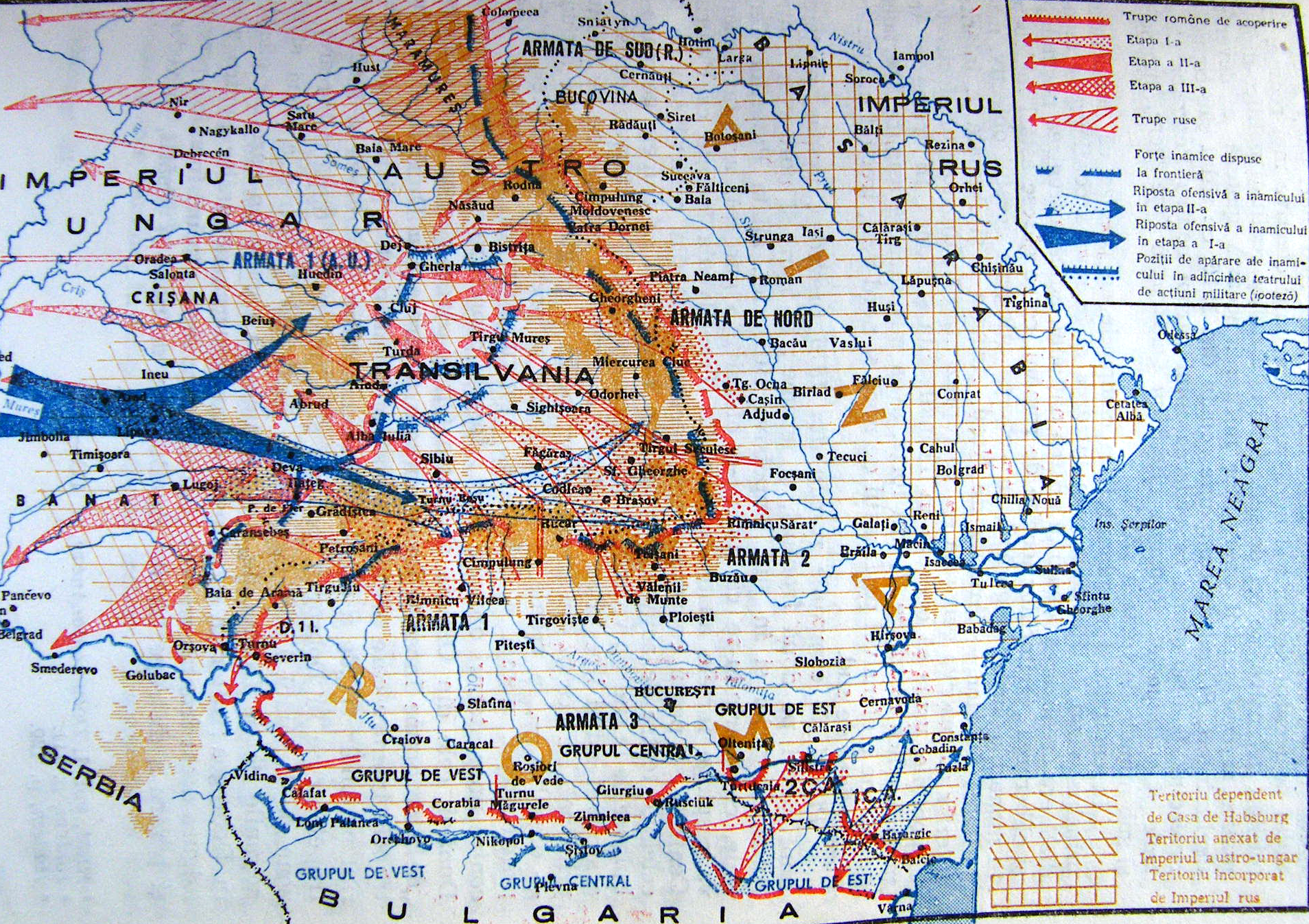
Planul de campanie român din 1916

Planul de campanie pentru anul 1916, „Ipoteza Z” definea obiectivul politic major al războiului ca fiind „realizarea idealului nostru național, adică întregirea neamului, prin eliberarea teritoriilor locuite de români, care se găsesc astăzi înglobate în monarhia austro‑ungară”.:p. 97
Planul prevede desfășurarea de către Armata Românei de operații militare pe două fronturi astfel: o ofensivă strategică în Transilvania, pe frontul de nord și nord-vest și defensiva strategică pe frontul de sud. Premisele fundamentale pe care s-a întemeiat această decizie au fost că: printr-o ofensivă viguroasă armata română va respinge forțele austro-ungare din Transilvania, înainte ca Puterile Centrale să poată aduce pe acest front efective noi, precum și că trupele germano-bulgare de la sud de Dunăre nu aveau capacitatea de a duce o operație militară de anvergură, care să pună în pericol acțiunile de pe frontul din Transilvania.:pp 763-764
Pe frontul din Transilvania acțiunile militare ofensive urmau să se desfășoare în trei etape și erau prevăzute să dureze 30 de zile de la începerea mobilizării, moment în care forțele române trebuiau să atingă aliniamentul Ciucea-Caransebeș în vederea angajării unei bătălii generale cu inamicul.:p.51
În conformitate cu prevederile acestui plan, în momentul declarării mobilizării se înființau patru armate: Armata 1, Armata 2, Armata 3 și Armata de Nord, prin transformarea corpurilor de armată existente. Forțele angajate au fost următoarele: 576.408 militari în unitățile combatante din care 420.324 pe frontul din Transilvania (Armatele 1,2 și de Nord), 145.430 militari pe frontul de sud (Armata 3) și 51.165 militari (Corpul 5 Armată și artileria grea) rezerva la dispoziția Marelui Cartier General. Acestora li se adăugau alți 257.193 de militari în partea sedentară.:p.50
Un element care a impietat puternic punerea în execuție a acestui plan a fost faptul că formarea celor patru comandamente de armată s‑a făcut după declanșarea mobilizării și nu înaintea ei, așa cum ar fi fost normal. Prin urmare, comandamentele nou create nu au putut să gestioneze această operație dificilă, preluând comanda asupra forțelor subordonate și controlul operațiilor aflate în curs de desfășurare simultan cu propria lor constituire.
Excepția a reprezentat-o Armata de Nord unde generalul Prezan, a fost singurul comandant de corp de armată rămas la comanda armatelor. Acesta este și unul din factorii majori care au contribuit la modul organizat și disciplinat în care au fost conduse și desfășurate acțiunile militare ale Armatei de Nord, față de ezitările și improvizațiile care s-au manifestat în cazul operațiilor desfășurate de restul armatei române.:p. 240

## Campania anului 1916

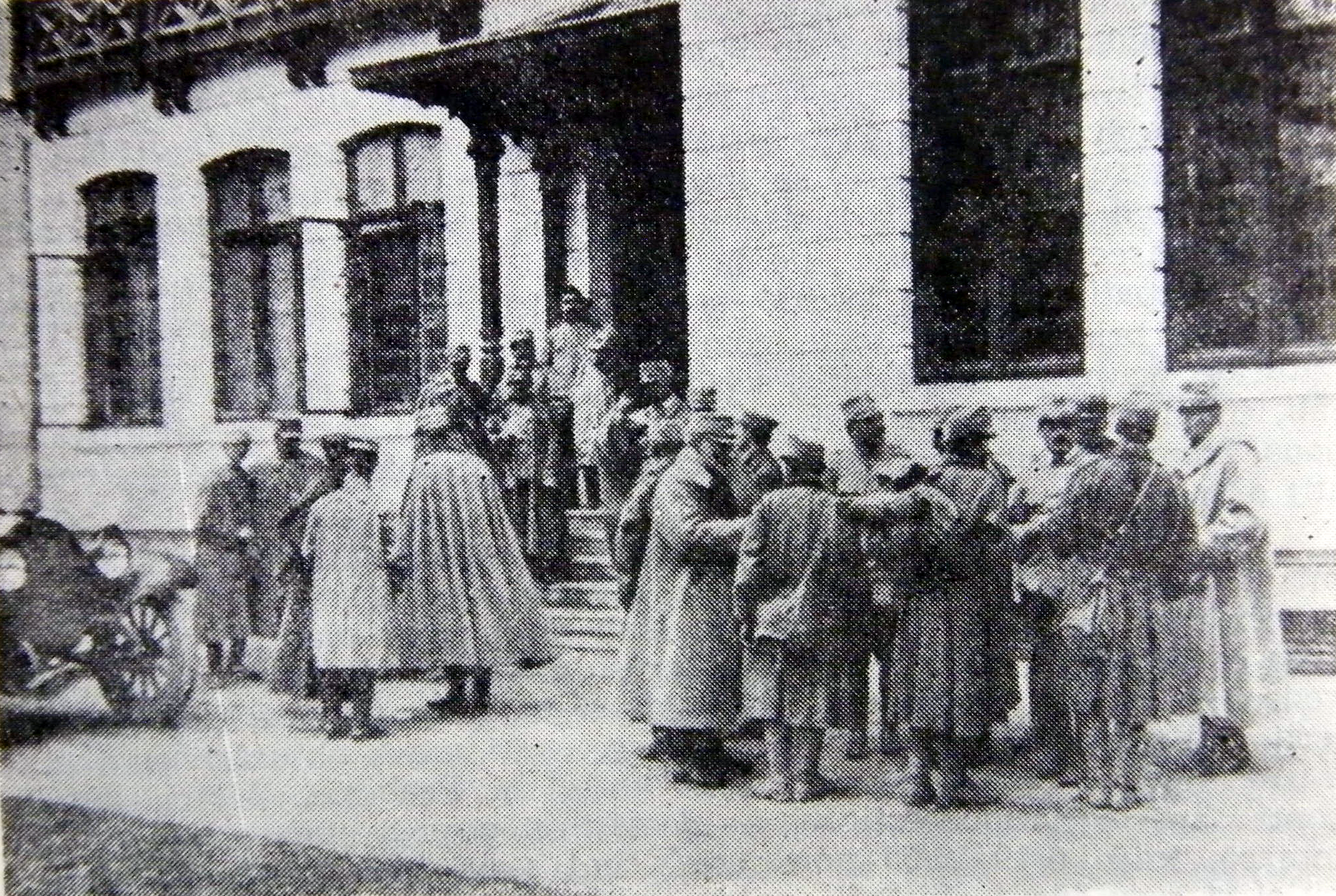
Sediul Marelui Cartier General de la Periș

La 27 august 1916 România a declarat război Imperiului Austro-Ungar. La rândul lor Germania și Turcia declară război României la 28 respectiv 30 august. Pe 31 august Bulgaria atacă România fără declarație de război, care va fi făcută abia pe 1 septembrie 1916.:p. xxiv
Din punct de vedere militar, Campania anului 1916 a cuprins patru operații militare de nivel strategic, fiecare dintre acestea incluzând un număr de mari bătălii:
- Operația ofensivă în Transilvania;
- Operația de apărare pe frontul de sud (incluzând operația de nivel operativ-strategic de la Flămânda);
- Operația de apărare a trecătorilor din Munții Carpați;
- Operația de apărare a teritoriului Munteniei (incluzând operația de nivel operativ-strategic de apărare a Bucureștiului).[21]:pp 398-497

### Operația ofensivă în Transilvania

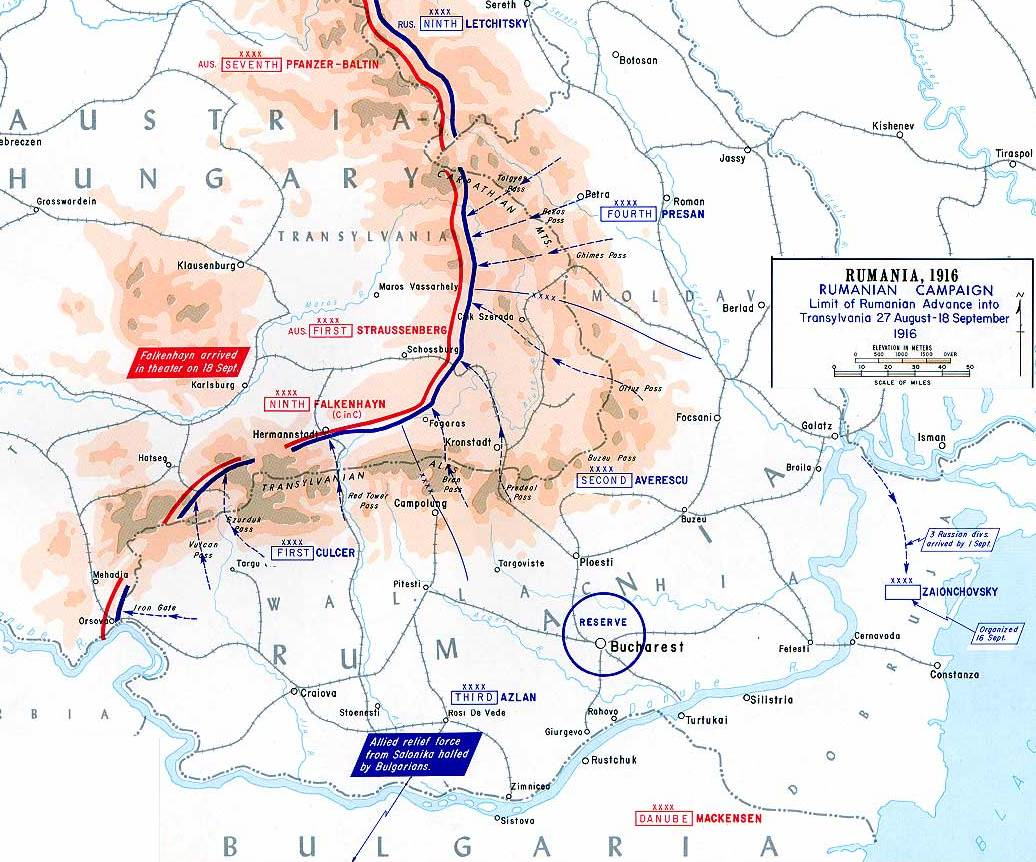
campania română în Transilvania, august 1916

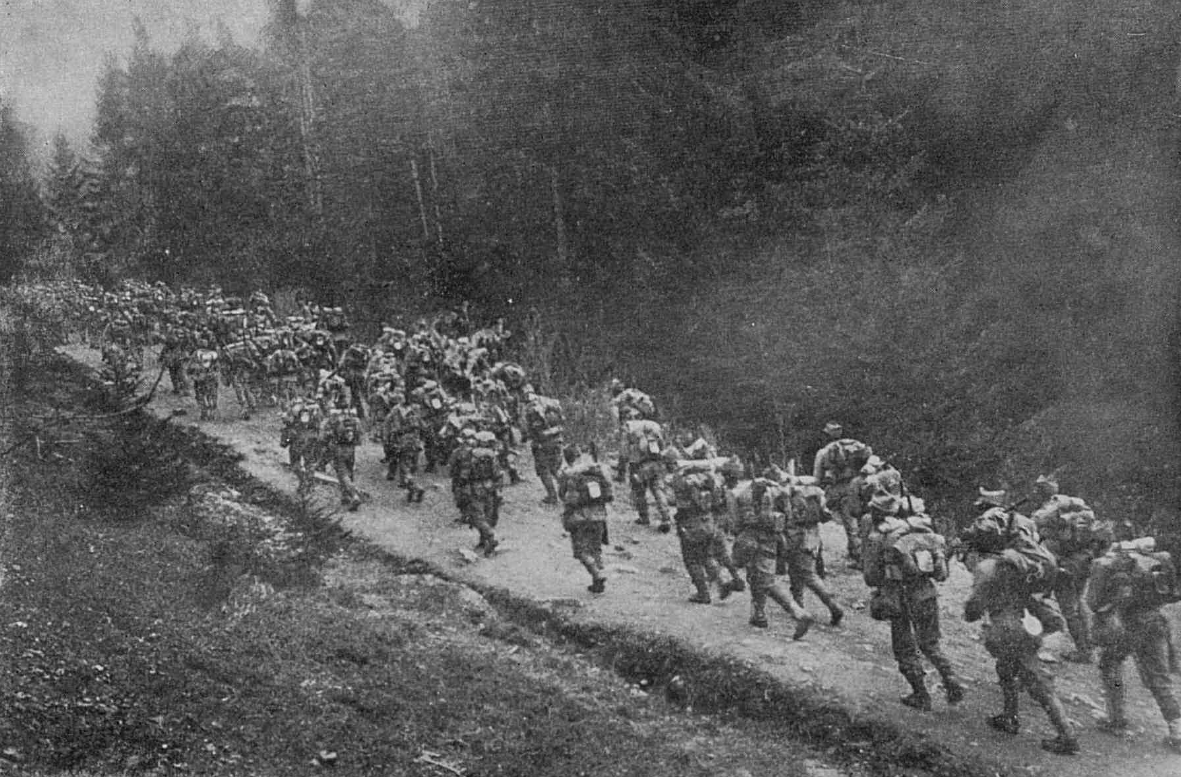
Trupe române trecând Carpații

Operația ofensivă strategică în Transilvania s-a desfășurat între 27 august și 26 septembrie 1916.
Pentru desfășurarea operației, Marele Cartier General român destinase un număr de 3 armate (1, 2 și de Nord) cu un efectiv total de circa 420.000 de militari, reprezentând aproape 80% din efectivele Armatei de Operații.:p.50 Obiectivul acestora era de „a înainta în Transilvania și Banat, cu scopul de a se concentra în vederea unei bătălii generale în zona Ciucea (spre nord) și Caransebeș (spre sud)”.:p.52
Raportul general de forțe era unul foarte bun pentru o operație ofensivă, de 10,3 la 1 față de forțele Puterilor Centrale. În fața celor peste 420.000 de militari români, organizați în 235 de batalioane se găseau circa 40.000 de militari inamici, organizați în 50 de batalioane. Raportul gurilor de foc era de asemenea favorabil părții române, fiind de 8,6 la 1.:p. 256
La declararea războiului, în seara zilei de 27 august 1916 grupurile de asigurare ale celor trei armate române au trecut la atac simultan „deschizând” trecătorile din Munții Carpați, în scopul de a permite afluirea nestingherită și concentrarea trupelor mobilizate. Operațiunile inițiale au fost încununate de succes, obligând forțele austro-ungare la o retragere generalizată. Operațiile au fost oprite temporar la 10 septembrie 1916, ca urmare a deciziei de executare a operației de la Flămânda. În urma insuccesului acesteia și a sosirii pe frontul din Transilvania a patru divizii germane, la 26 septembrie 1916 s-a luat decizia de oprire a ofensivei și trecerea la apărarea strategică pe linia Munților Carpați.:pp 20-22

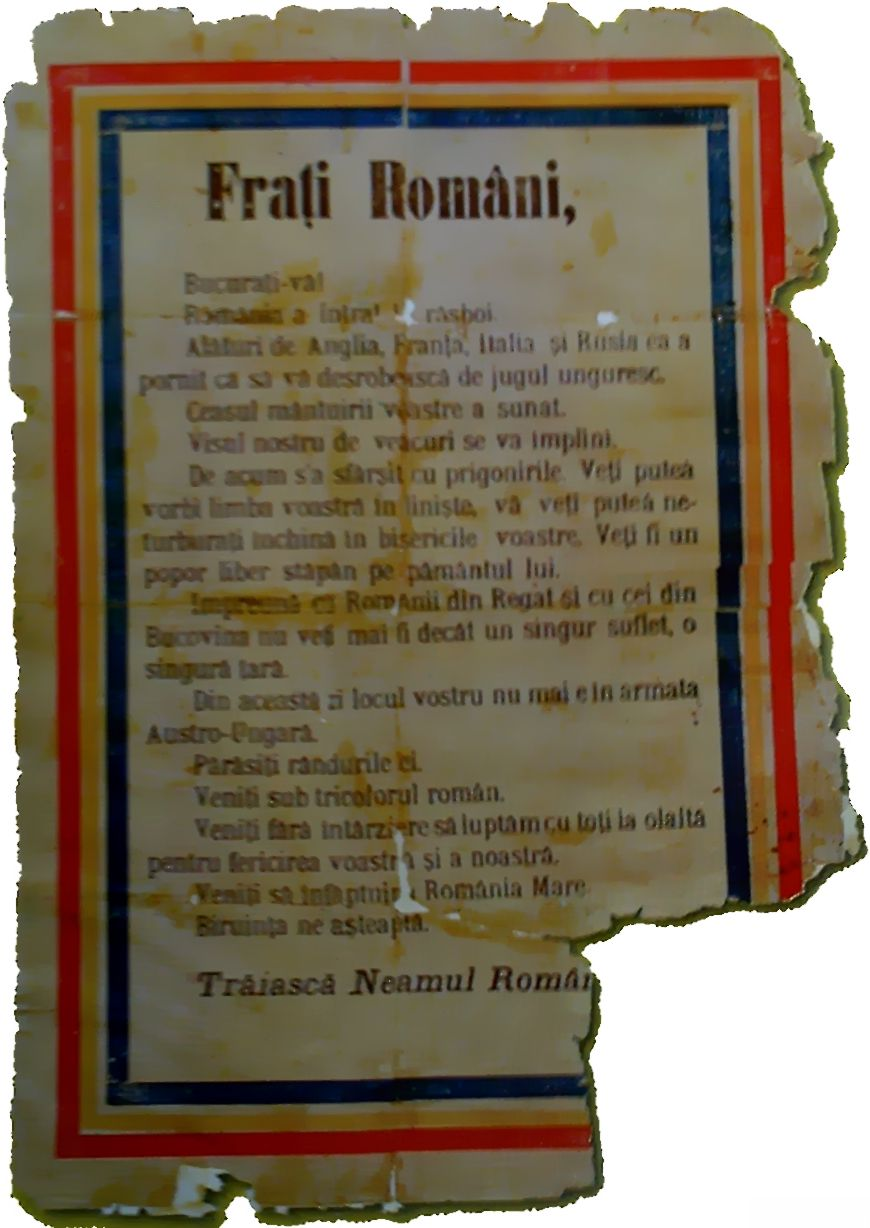
Manifest românesc aruncat în Transilvania

Realitatea a demonstrat că oprirea ofensivei a fost o eroare strategică care a influențat decisiv soarta campaniei. Generalul Erich Ludendorff recunoștea în memoriile sale că o înaintare rapidă a românilor în interiorul Transilvaniei ar fi condus nu numai la învăluirea grupării de forțe a Puterilor Centrale, „dar drumul ar fi devenit liber pentru a merge către inima Ungariei și împotriva comunicațiilor cu Peninsula Balcanică [...] Am fi fost învinși”.:p. 415
La rândul său, generalul american Vincento Esposito considera că liderii militari români au comis o serie de greșeli strategice în aplicarea principiilor luptei armate:
Din punct de vedere militar, strategia română n-ar fi putut să nu fie mai rea. Alegând Transilvania ca obiectiv prioritar, armata română a ignorat armata bulgară din spatele ei. Când ofensiva din munți a eșuat, înaltul comandament român nu a ținut cont de principiul economiei de forțe prin crearea unei rezerve mobile, cu care să respingă ulterior înaintarea lui Falkenhayn. Românii nu au respectat nici principiul masării forțelor, nereușind în nici un loc o concentrare corespunzătoare a forțelor care să conducă la concentrarea corespunzătoare a puterii de luptă.(General Vicento Esposito, Atlas of American Wars, vol 2)
Acestea au fost însă chiar principiile folosite împotriva forțelor române de către forțele Puterilor Centrale, lucru prevăzut de generalul Constantin Prezan în Consiliul de Război din 15 septembrie 1916, când a fost singurul care s-a împotrivit inițierii operației de la Flămânda și a cerut hotărât continuarea ofensivei în Transilvania, fiindcă „se crea inamicului o situație defavorabilă, fiindcă nu mai avea putință de a concentra forțele în această regiune și a ataca cu ele, rând pe rând, cele trei armate românești (1, 2 și de Nord)”.:p.125

## Legături externe

România în Primul Război Mondial (AGIES 1934)

### Operația de apărare pe frontul de sud

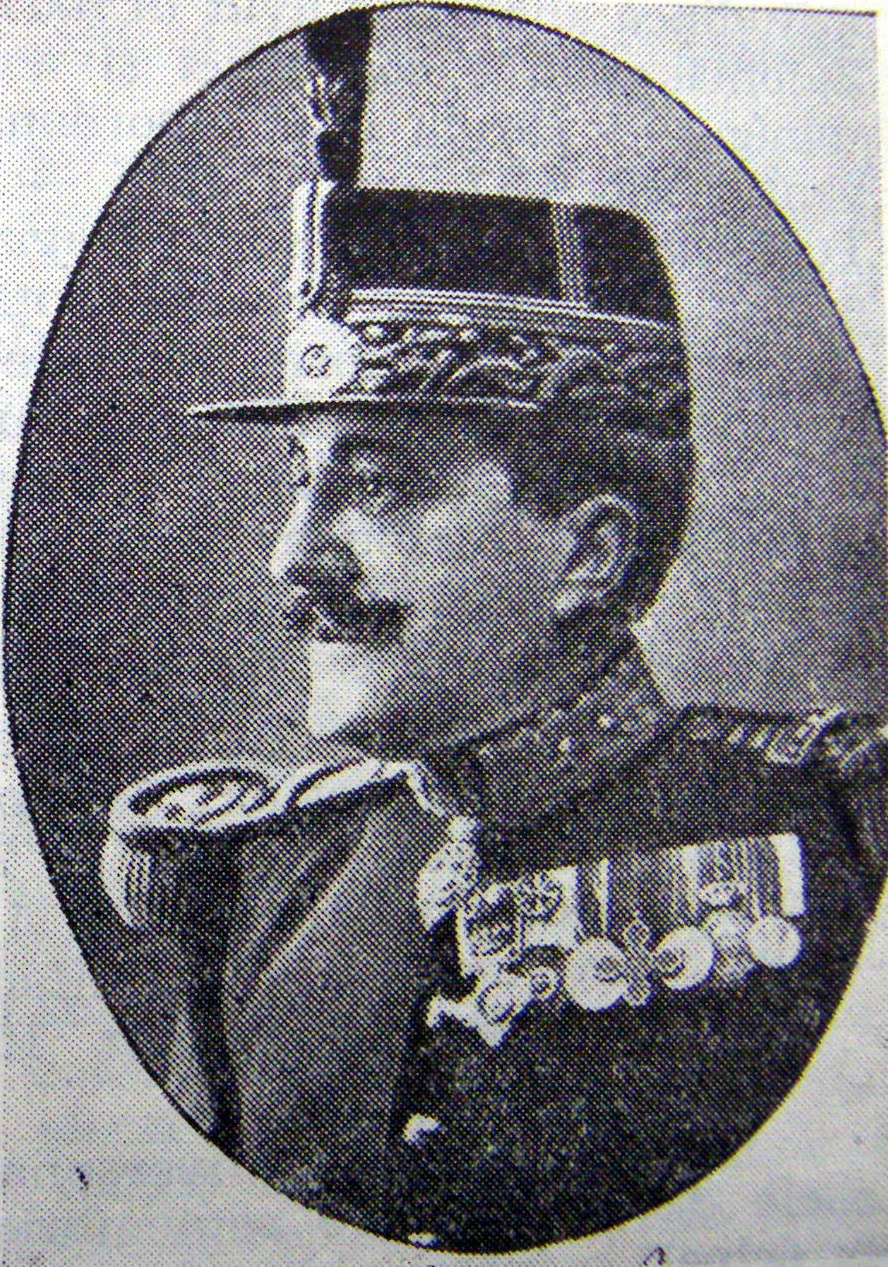
Generalul Mihail Aslan, comandantul Armatei 3

Planul de campanie prevedea ca pe frontul de sud Armata României să ducă o operație defensivă strategică. Inițial forțele Armatei 3 urmau să asigure acoperirea frontierei sudice de la Calafat la Marea Neagră urmând ca ulterior, după sosirea Corpului 47 Armată rus să desfășoare o operație ofensivă limitată în vederea scurtării liniei frontului pe linia Rusciuc - Șumla - Varna.:pp 111-121
Obiectivul acestor două operații era acela de a asigura libertatea de acțiune a forțelor principale ale Armatei României care operau în Transilvania.:p. 411
Armata 3, cu un efectiv total de 142.523 de oameni, ocupa dispozitiv de luptă de-a lungul frontierei, astfel:
- Grupul de Vest, dispus în Oltenia, format din Divizia 20 Infanterie cu un efectiv de 19.864 de oameni;
- Grupul Central, dispus între Olt și Argeș, format din Diviziile 16, 18 Infanterie și 1 Cavalerie și Brigada 2 Călărași, cu un efectiv de 50.846 de oameni;
- Grupul de Est, dispus între Argeș și Marea Neagră, format din Diviziile 17 (Zona Fortificată Turtucaia), 9 (Zona Fortificată Silistra) și 19 (Zona Fortificată Cernavodă) Infanterie și 1 Cavalerie și Brigada 5 Călărași, cu un efectiv de 71.813 de oameni.[36]:p. 227[44]:p. 50

Comandant al Armatei 3 era generalul de divizie Mihail Aslan iar comanda diviziilor era asigurată de: general de brigadă Constantin Teodorescu - Divizia 17 (Turtucaia), general de brigadă Ioan Basarabescu - Divizia 9 (Silistra), general de brigadă Nicolae Arghirescu - Divizia 19 (Cernavodă), contraamiral Nicolae Negrescu - Flotila de Dunăre.:p. 416
Totodată, trupele române din Dobrogea urmau să fie sprijinite de Corpul 47 Armată rus (comandant - generalul A.M. Zaloncicovski), format din o divizie de infanterie și o divizie de cavalerie rusești și Divizia sârbă, cu un efectiv total de circa 30.000 de oameni. Concentrarea trupelor rusești s-a realizat în raionul Medgidia-Peștera, însă cu întârziere, abia la 1 septembrie 1916.:pp 433-435
Raportul general de forțe era unul foarte bun pentru o operație defensivă, de 1,2 la 1 față de forțele Puterilor Centrale (raportul optim între apărare și ofensivă este considerat de 1 la 3). În fața celor peste 140.000 de militari români, organizați în 104 de batalioane se găseau 120.000 de militari inamici, organizați în 86 de batalioane. Raportul gurilor de foc era de asemenea favorabil părții române, fiind de 1,7 la 1.:p. 256

#### Bătălia de la Turtucaia
Modul de organizare a acțiunilor de apărare a Turtucaiei a reprezentat o eroare majoră de planificare a Marelui Cartier General. Această eroare a făcut ca o înfrângere tactică minoră să aibă implicații strategice majore asupra armatei și a întregii populații a țării. Generalul Averescu se întreba retoric:
„Cine este autorul ideei ca să avem la Turtucaia, un cap de pod?
Ce avem de apărat la Turtucaia?! Faimosul cap de pod fără pod!
Cine a fost inconștientul care a legat de un punct fără însemnătate - cărui îi lipsea partea esențială, podul - soarta a 33.000 de oameni și reputația noastră militară?!:p. 31”—Alexandru Averescu, Răspunderile
La rândul său I. G. Duca ajungea la aceeași concluzie, arătând că în condițiile în care se renunțase la planul inițial care prevedea o acțiune ofensivă în sud, și se decisese adoptarea defensivei strategice, „întărirea Turtucaiei era din punct de vedere strategic o greșeală evidentă și de nepermis”.:p. 15
Bătălia de la Turtucaia s-a desfășurat între 1-6 septembrie 1916. Pe 2 septembrie, forțele bulgaro-germane aflate sub comanda generalului Mackensen au început să atace pozițiile Armatei României din zona fortificată Turtucaia.
Capul de pod era apărat de trupele Diviziei 17 Infanterie sub conducerea generalului Constantin Teodorescu și formate preponderent din rezerviști. Din cauza în principal a modului defectuos de exercitare a actului de comandă de către conducerea militară superioară a armatei (șeful Marelui Cartier General, comandantul Armatei 3, comandanții Divizilor 17, 9 și 19 Infanterie), după numai cinci zile de lupte, trupele bulgaro-germane ocupă Turtucaia.:pp 364-398
Pierderile suferite de armata română au fost foarte mari: 160 ofițeri și circa 6.000 trupe și grade inferioare, morți și răniți, plus 480 de ofițeri și circa 28.000 de alți militari luați prizonieri. Din capul de pod de la Turtucaia au reușit să se salveze circa 2.000 de militari care au fost evacuați peste Dunăre de vasele Flotilei de Dunăre și alți circa 3.500 care s-au retras în debandadă spre Silistra.:p. 398
„Turtucaia a avut două consecințe dezastruoase: una morală și alta materială. Cea morală: abia pornisem atât de bine, trecusem fără greutate Carpații, ne vedeam înaintând spre inima Ardealului, și iată-ne deodată bătuți la sud de Bulgari, și amenințați cu invazia lor în Dobrogea. Înfrângerea era așa de răsunătoare, încât nu numai ca anula toate netăgăduitele succese de la nord dar ea arunca de la început un fel de val de discredit asupra întregii noastre intrări in acțiune. Neajunsurile trebuia repede să le resimțim în armată, în populația civilă și în afară.:p. 17”—I. G. Duca, Amintiri politice
Consecințele înfrângerii de la Turtucaia au fost imense, influențând decisiv cursul campaniei anului 1916. Pentru bulgari recucerirea orașului „răpit” în 1913 a dus la o creștere a moralului național și a dorinței de a continua să lupte alături de Puterile Centrale. Ea a reprezentat o „gură de oxigen” și o încurajare pentru liderii austro-germani care se confruntau cu o serioasă criză și căutau încă soluții pentru a contracara ofensiva românească în Transilvania. În România, căderea Turtucaiei a creat o panică generalizată în rândul populației care nu se mai gândea la speranțele pentru România Mare ci se temea pentru soarta României Mici. Dar cea mai importantă consecință a fost decizia autorităților române de a opri ofensiva în Transilvania și a abandona planul de campanie inițial, fapt care avea să ducă la o serie de înfrângeri și în cele din urmă la pierderea a două treimi din teritoriul național.:pp 396-397

#### Operația de la Flămânda

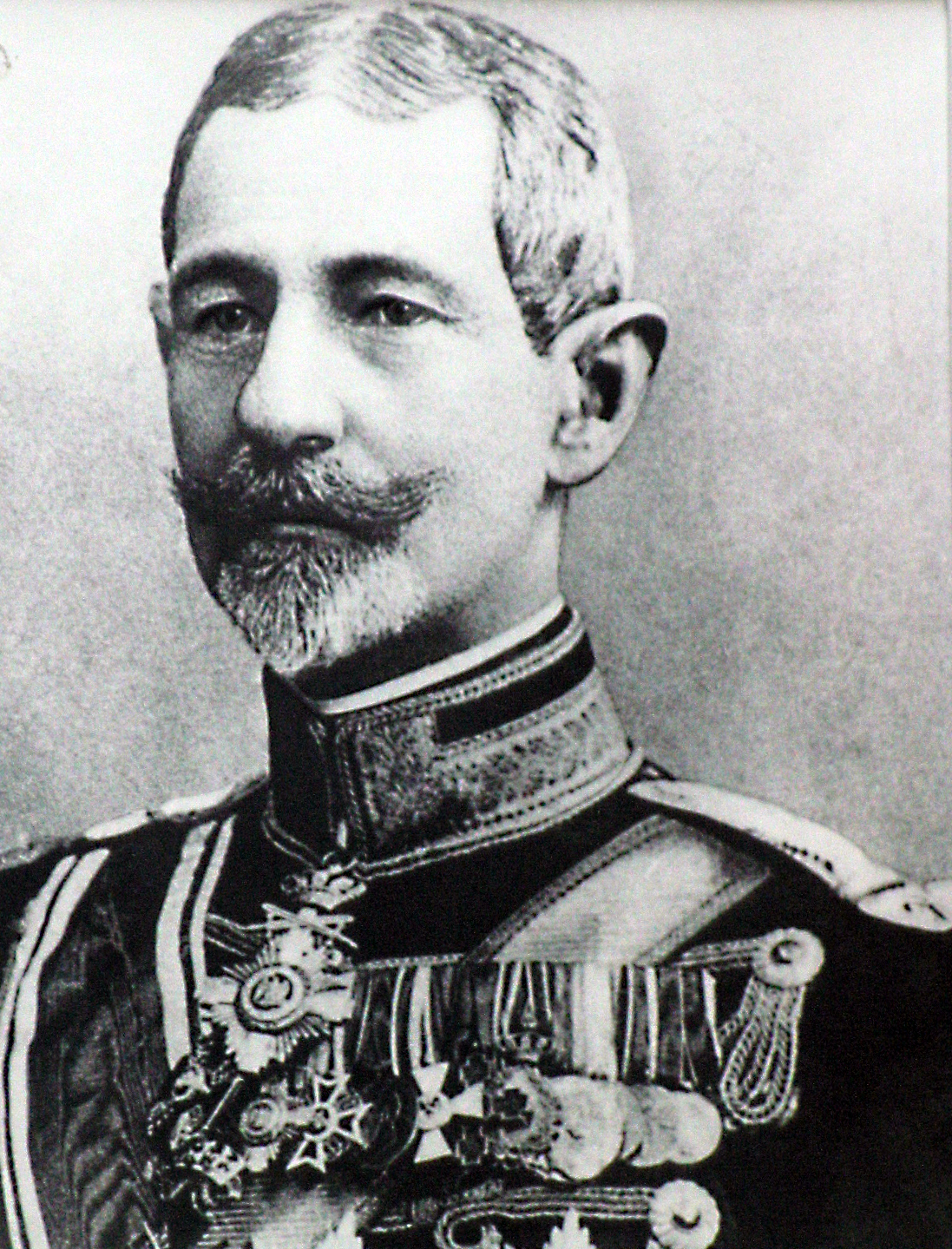
Generalul Alexandru Averescu

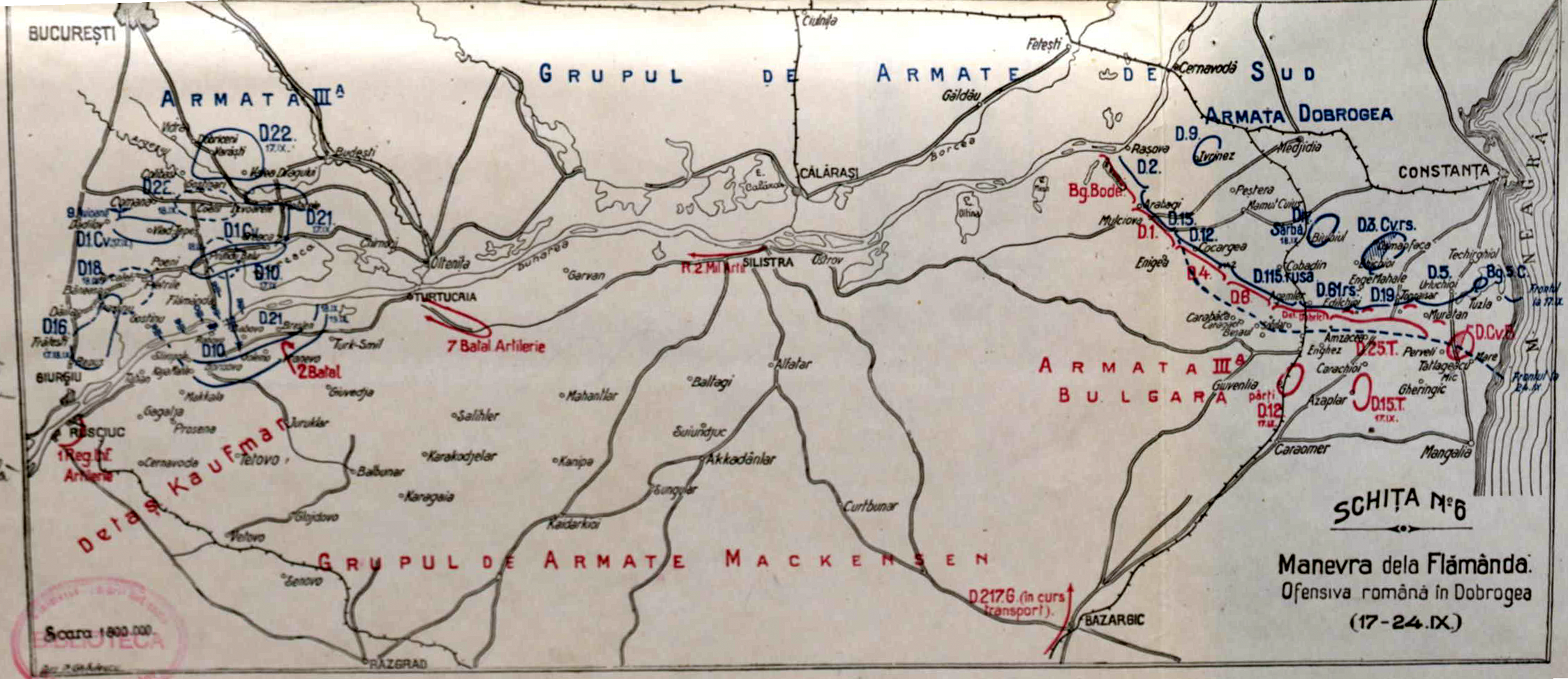
Desfășurarea acțiunilor militare

După Turtucaia, comandamentul germano-bulgar de pe de pe frontul de sud comandat de von Mackensen, a realizat faptul ca românii nu aveau experiența unui război modern, conducere politică și militară a țării nefiind pregătită să accepte riscuri, chiar minore. Viitoarele lor acțiuni militare au fost pregătite pornind de la considerentul că românii, care încă luptau conform doctrinei apărării terenului cu orice preț si nu anihilării forțelor vii ale inamicului, nu vor accepta o amenințare directă asupra Capitalei, în spatele forțelor din Transilvania, amenințare care nu era serioasă în fapt, armata bulgară neavând capacitatea de a angaja forțe semnificative la nord de Dunăre, în condițiile în care avea masat grosul forțelor pe frontul de la Salonic.
La 15 septembrie 1916, regele convoacă la Periș un Consiliu de Război la care participă primul ministru, locțiitorul șefului Marelui Cartier General – generalul Dumitru Iliescu, și comandanții de armate, generalii Ioan Culcer, Alexandru Averescu si Constantin Prezan. Pe timpul consiliului s-au conturat două concepții diametral opuse, una susținută de generalul Prezan care cerea continuarea planului inițial și a ofensivei din Transilvania, cu unele întăriri punctuale ale frontului de sud și cea de-a doua susținută de generalul Averescu căruia i s-au adăugat ceilalți comandanți de armate, care prevede oprirea ofensivei în Transilvania și desfășurarea unei ofensive la sud de Dunăre.:pp 660
Pe timpul dezbaterilor „s-au amestecat rațiuni de stat cu orgolii personale, propuneri fanteziste si oferte realiste etc”. Consiliul a adoptat varianta susținută de Averescu, care a fost însărcinat cu pregătirea și conducerea operațiunii.:p. 427
Operația de la Flămânda „- subiect de studiu excelent în manualele de artă militară – a fost o improvizație cu efecte dezastruoase pentru începutul campaniei anului 1916 în România”.
Acest lucru a fost recunoscut după război chiar de principalul ei artizan, generalul Averescu, care arăta că:
„dacă trecerea Dunării și-ar fi urmat cursul, până la completa realizare a planului stabilit, din cauza modului cum s-au desfășurat evenimentele, în celelalte părți ale teatrului de operațiuni român, suma algebrică a tuturor operațiunilor ar fi fost negativă, în așa măsură, încât ar fi echivalat cu un quasi-dezastru, pentru situațiunea generală, oricare ar fi fost rezultatul local”.:p. 9”—Alexandru Averescu, Manevra de la Flămânda
Obiectivele operației au fost neclare, chiar pentru cei implicați în ea: „Pregătită în secret și întreruptă înainte de a se fi conturat îndeajuns, pentru a i se cunoaște caracterul, scopul și mecanismul, această indrăsneață operațiune, a rămas pentru toată lumea o enigmă”.:p. 5

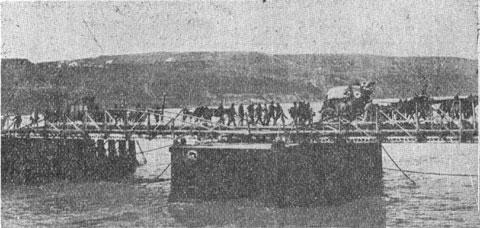
Trecerea Dunării

La rândul său, generalul Erich Ludendorff își exprima nelămurirea referitor la planificarea unei astfel de operații: „Ce a urmărit comandamentul român cu această operațiune nu am putut să înțeleg. Ea nu putea schimba în nici un caz cursul evenimentelor din Ardeal si Dobrogea”.
Operația de la Flămânda s-a desfășurat între 23 septembrie – 6 octombrie 1916. Planul inițial prevăzând trecerea la sud de Dunăre a unui număr de 6 divizii și executarea unui atac concentric cu acestea și forțele din Dobrogea, în vederea respingerii forțelor bulgaro-germane.:p. 367
După construirea unui pod la Flămânda și trecerea la sud de Dunăre a două divizii în data de 1 octombrie 1916, operația a fost anulată în ziua următoare, din cauza ruperii podului și inundării sectorului de trecere în urma unor ploi torențiale. Trupele au fost retrase la nord de Dunăre pe 3 și 4 octombrie 1916. Paradoxal, generalul Averescu își asumă și aici marele merit de a fi ajutat astfel Marele Cartier General să mute aceste trupe din nou pe frontul din Carpați: „Aceasta schimbare a putut sa se facă la timp, și deci cu rezultat fericit, mulțumită în parte faptului, că din cauza unor ploi torențiale, îndrumarea operațiunilor de la Flămânda a suferit o oareșicare întârziere.”:p. 11
Șirul deciziilor pripite începute cu Turtucaia și continuate cu „Manevra de la Flămânda“ a dus la oprirea ofensivei pe frontul din Transilvania, armatele române trecând la apărare pe un aliniament nefavorabil, dând astfel timp forțelor Puterilor Centrale pentru realizarea dispozitivului de luptă în vederea trecerii la ofensivă pentru străpungerea apărării de pe Carpați, în timp ce un număr important de divizii românești se deplasau de pe un front pe altul în marșuri istovitoare. „S-a dovedit încă odată adevărul dictonului conform căruia generalul care nu știe să piardă o provincie pierde întreaga țară”.:p. 22
Averescu însă considera că dincolo de realitățile războiului și de rezultatele dezastruoase, concepția operației a fost una strălucitoare: „Independent însă de aceste considerațiuni generale, de ordin strategic, trecerea Dunării pe la Flămânda, considerată în sine însăși, prezintă un interes netăgăduit, pentru că avea la bază o concepțiune strategică din cele mai îndrăznețe”.:p. 12

#### Acțiunile militare din Dobrogea
La 1 septembrie 1916 armata a 3-a bulgară a trecut frontiera bulgaro-română și a înaintat spre Dobrogea.
Generalul rus Andrei Medardovici Zaioncikovski și trupele sale au sosit în grabă pentru a întări frontul aliat româno-rus, în încercarea de oprire a armatei lui Mackensen mai înainte ca acestea să cucerească calea ferată București – Constanța. Au urmat lupte grele, cu atacuri și contraatacuri viguroase până pe 21 septembrie.
În Dobrogea, generalul Mackensen a lansat o nouă ofensivă pe 20 octombrie, după o lună de pregătiri atente, și trupele amestecate de sub comanda sa au reușit să le învingă pe cele ruse. Rușii au fost forțați să se retragă din Constanța spre Delta Dunării. Armata rusă era nu doar demoralizată, dar și cu proviziile pe sfârșite. Mackensen a ales să transfere în mare secret o jumătate din armata sa lângă orașul Sviștov (Sistova) din Bulgaria, pregătindu-se să forțeze cursul Dunării.

### Operația de apărare a trecătorilor

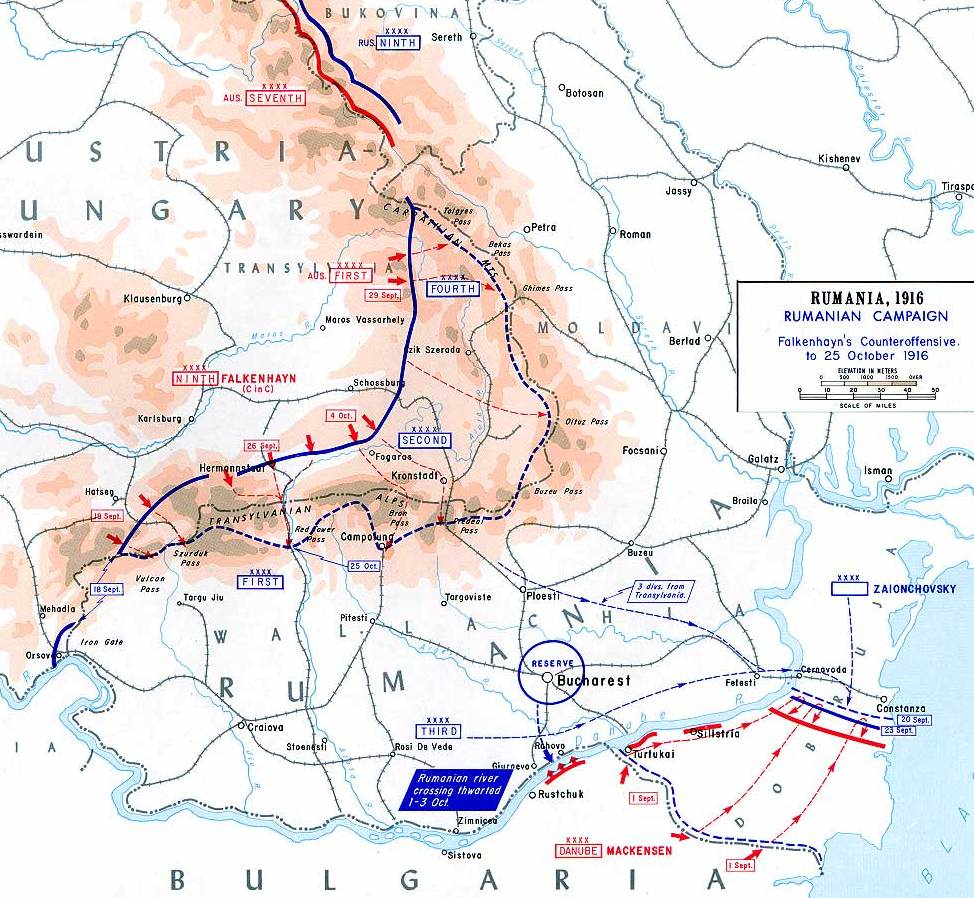
Contraatacul Puterilor Centrale, septembrie-octombrie 1916

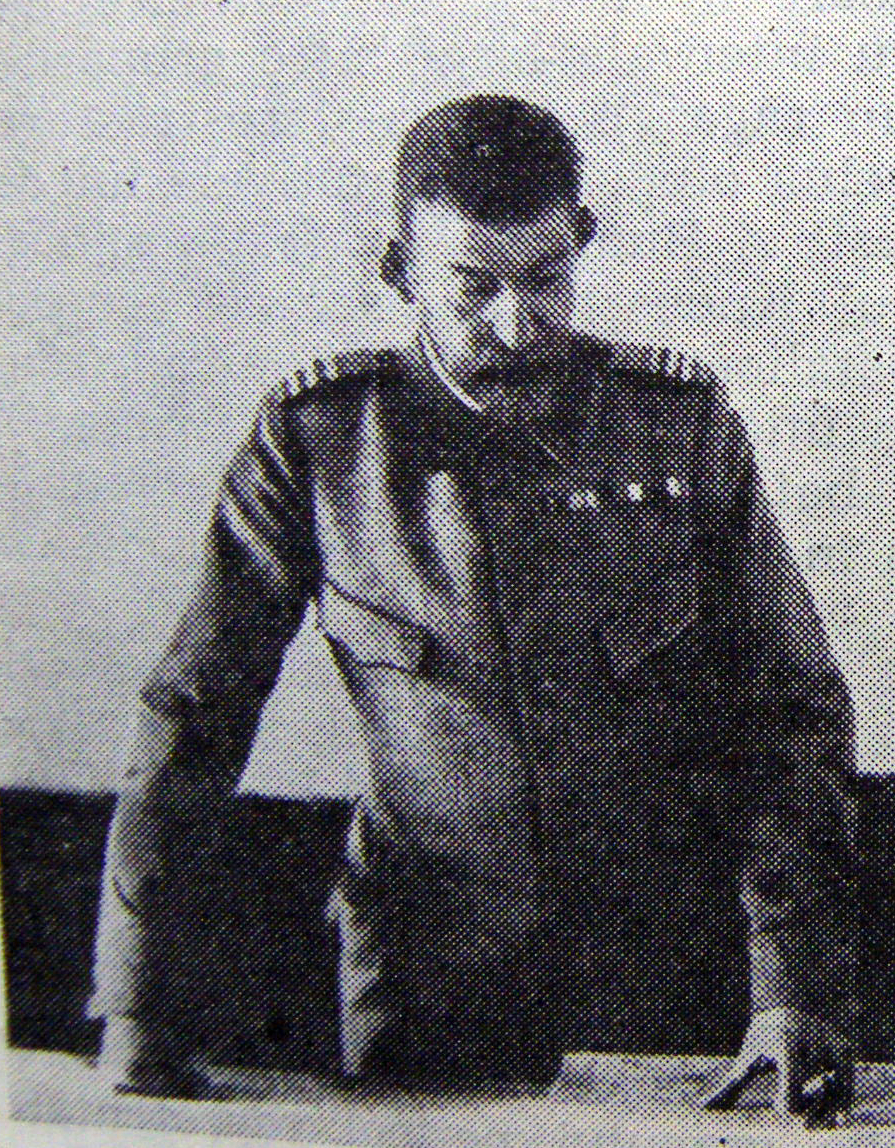
Regele Ferdinand la sediul Marelui Cartier General din Periș

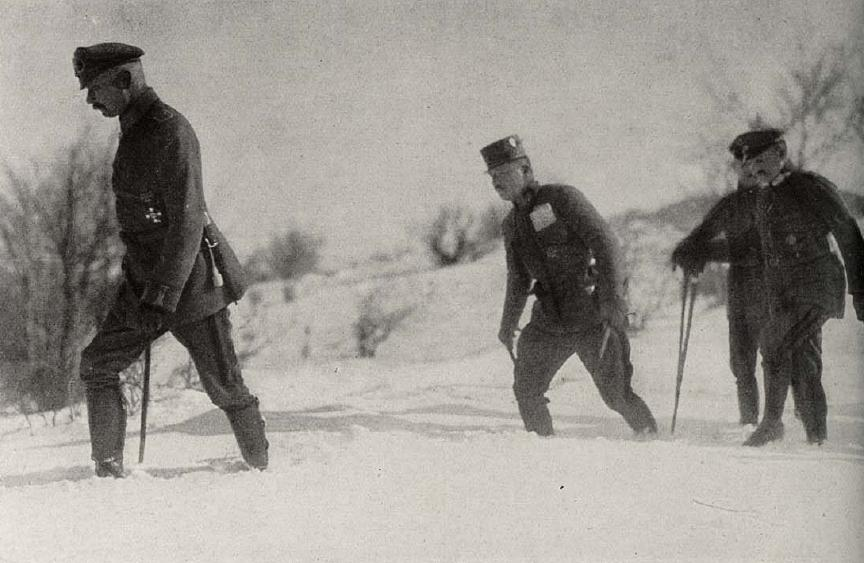
Generalul Erich von Falkenhayn pe frontul românesc

Operația de apărare a trecătorilor din Munții Carpați a fost cea de-a treia operație de nivel strategic desfășurată de Armata României în campania anului 1916. Ea s-a desfășurat începând cu a doua decadă a lunii septembrie și până la începutul lunii octombrie 1916, având trei obiective principale: oprirea ofensivei declanșate de inamic pe frontul din Transilvania, menținerea și consolidarea unui dispozitiv defensiv pe aliniamentul Munților Carpați și crearea condițiilor pentru reluarea inițiativei strategice și trecerea la ofensivă.:pp 472-473
Gruparea de forțe inamică era comandată de arhiducele Carol, moștenitorul tronului austro-ungar și era formată din trei armate: Armata 7 austro-ungară, acționând în Bucovina, Armata 1 austro-ungară acționând între Târnava Mare și Olt și Armata 9 germană acționând în partea sudică a frontului, aflată sub conducerea generalului Erich von Falkenhayn, proaspăt demis din funcția de șef al Statului Major general.:pp 23-27
Planul de operații al Puterilor Centrale prevedea în faza inițială o dublă ofensivă. Prima dintre acestea era a Armatei 1 austro-ungară în zona Trotuș-Oituz având ca scop ocuparea acestei trecători și ulterior interceptarea comunicației de pe Valea Siretului pentru a preveni sosirea ajutoarelor ruse. Cea de-a doua urma să fie desfășurată de Armata 9 germană și avea ca obiectiv „deschiderea drumului peste munți spre București, pe calea cea mai scurtă, astfel ca întreg teritoriul de vest al Munteniei să fie tăiat ca de un cuțit”. Dacă aceste două operații reușeau, planul prevedea o a treia operație care consta în trecerea Dunării de către forțele aflate sub comanda lui Mackensen și desfășurarea unui atac concentrat asupra Bucureștiului.:p. 394
Planul de operații român prevedea trecerea la apărarea strategică pe întreg frontul de nord și menținerea de către cele trei armate (1, 2 și de Nord) a aliniamentului Carpaților până la sosirea iernii „când zăpezile mari ce vor cădea peste munți vor opri operațiile”.:p. 391
Ofensiva Armatei 1 austro-ungare întărită cu trei divizii germane având ca scop forțarea Carpaților Orientali, s-a desfășurat între 19 și 27 octombrie 1916. Toate încercările de forțare a trecătorilor (Tulgheș, Bicaz, Trotuș, Oituz, etc.) au fost respinse de Armata de Nord. Înfrângerea în bătălia decisivă de la Oituz și respingerea trupelor sale peste graniță, a dus la decizia comandamentului central de a stopa operația și a trece la defensivă pe frontul din Carpații Orientali.:pp 397-409:pp 417-426
„La 27 octombrie generalul von Arz sfârșise bătălia din munții Moldovei cu o decisivă și completă înfrângere. Generalul Prezan și viteaza Armată de Nord se arătaseră tot atât de vrednici în defensivă cum se arătaseră și în ofensivă. Porțile Moldovei erau bine păzite.:p. 409”—Constantin Kirițescu, Istoria războiului pentru întregirea României
Planul general al ofensivei Armatei 9 germane prevedea „trecerea munților odată cu inamicul, sau în cel mai rău caz înainte ca el să aibă timpul a se instala în lucrările de fortificație existente pe înălțimile trecătorilor de pe granițe”.:p. 105 În acest scop urmau să fie atacate succesiv forțele românești care apărau trecătorile Carpaților Meridionali, în vederea ocupării prin surprindere a uneia dintre acestea și facilitarea astfel a trecerii grosului forțelor germane la sud de Carpați.:pp 105-132
Din cauza rezistenței forțelor române la Jiu, Olt, Bran, Valea Prahovei etc. acțiunea germană nu își atinge obiectivul fixat, Falkenhayn ajungând la concluzia că „încercarea, de a trece munții odată cu inamicul, a eșuat”. La 29 octombrie 1916, Falkenhayn decide schimbarea strategiei și concentrarea eforturilor pentru forțarea unei singure trecători, alegând pentru aceasta trecătoarea Pasul Lainici (Surduc) din defileu Jiului, unde a concentrat forțele principale ale armatei sale.:p. 133
„Rezultatul calculelor a fost că ceea ce n-am putut obține în regiunea Surduc, prin surprindere, trebuia obținut prin întrebuințare forței brutale. Numai în această cea mai îngustă porțiune a munților era posibil a executa cu trupele trecerea spre câmpia romanească, într-un marș forțat. Numai aci cunoșteam condițiunile, de ambele părți ale șoselei, în mod precis. Aci ieșirea spre Sud se afla în mâna noastră, și puteam spera să surprindem inamicul. Era evident, că după succesul obținut împotriva lui Kneussel, el nu mai conta pe repetarea atacului nostru.:p. 134”—Erich von Falkenhayn, Campania Armatei a 9-a împotriva românilor și a rușilor
Pe 11 noiembrie, forțele germane declanșează atacul reușind după cinci zile de lupte să cucerească defileul Jiului și să iasă în zona de câmpie a Olteniei, fapt care a dus la prăbușirea sistemului defensiv al Armatei României.:pp 476-477:pp 141-144 Acest fapt se datora însă, pe lângă superioritatea forțelor germane și unei erori de planificare a Marelui Cartier General român care după succesul din bătălia din 28 octombrie considerase că inamicul nu va mai ataca în acest punct, lăsând pentru apărarea defileului Jiului forțe total insuficiente. „Cu masa formidabilă a patru divizii de infanterie, Falkenhayn reușise să rupă linia frontului român, într-un loc unde garda era ținută de trupele unei biete brigăzi.”:p. 460 La rândul său șeful de stat major al Misiunii Militare Franceze, colonelul Victor Petin arăta că „lovitura a fost dură și neașteptată. Comandamentul român nu s-a gândit că la numai zece zile de la un eșec răsunător va reîncerca aceeași manevră. Surpriza strategică a fost completă.”:p. 44
S-a văzut ulterior că dacă atacul german ar fi fost planificat să fie declanșat trei zile mai târziu, sau dacă forțele române ar fi avut capacitatea de a rezista acesta trei zile, el ar fi fost puternic afectat dacă nu chiar compromis de viscolul puternic care a blocat trecătorile începând cu ziua de 14 noiembrie 1916.:pp 462-464

#### Bătălia de la Sibiu

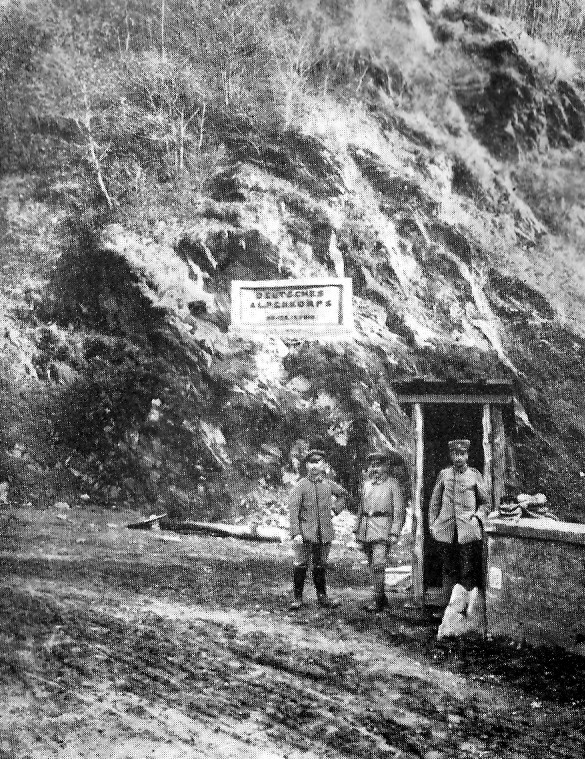
Militari din Corpul Alpin german în trecătoarea Turnu Roșu

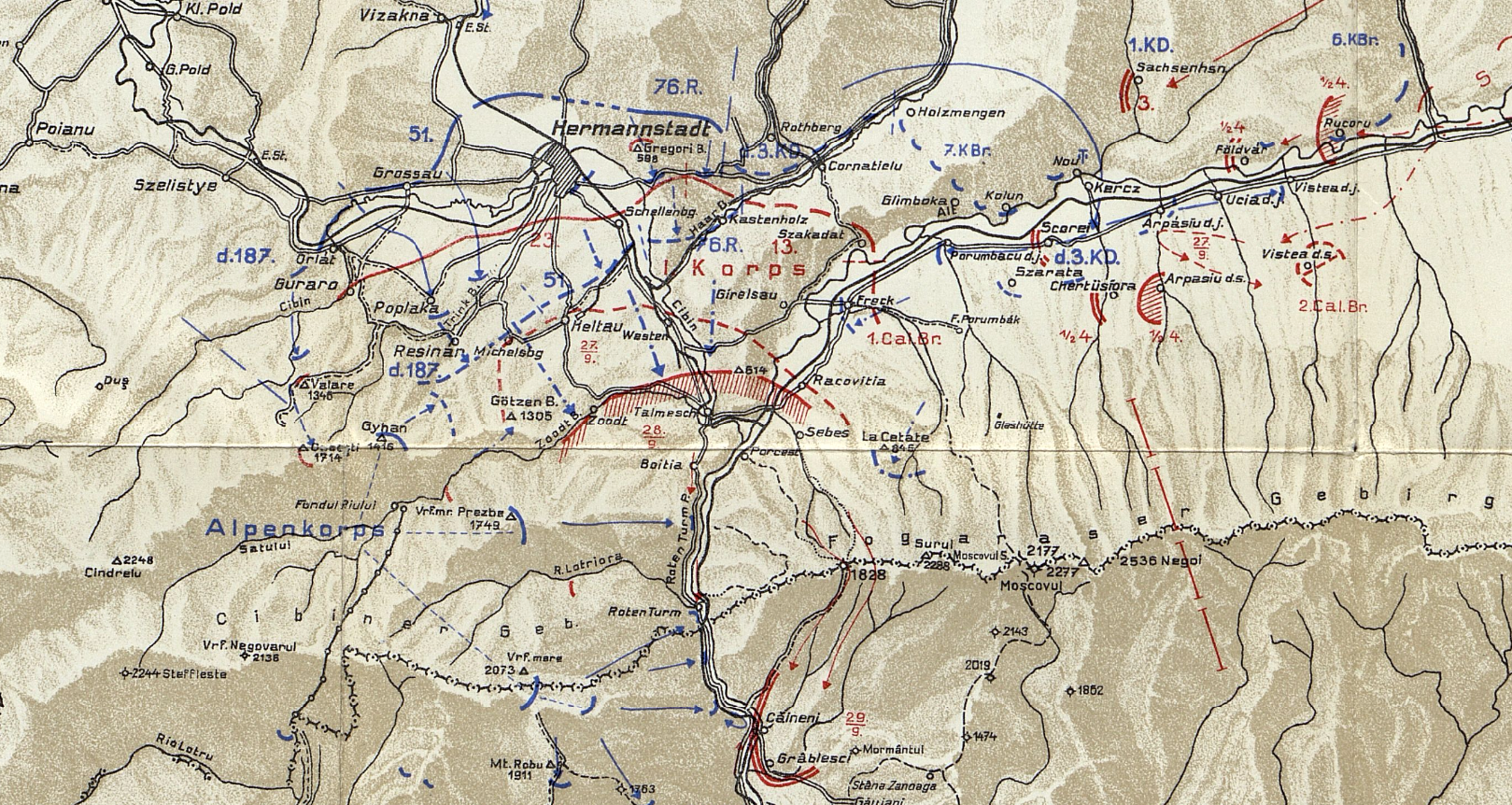
Desfășurarea acțiunilor militare

Bătălia de la Sibiu s-a desfășurat între 26-29 septembrie 1916, în ea fiind angajate forțele Corpului 1 Armată român (Diviziile 13 și 23 infanterie și Brigada 1 cavalerie) și forțele Armatei 9 germane (Corpul 39 rezervă și Corpul Alpin). Corpul 1 Armată român ocupa un front de 55 de km la sud - sud-est de Sibiu, pe aliniamentul Racovița-Avrig-Săcădat-Cașolț-Gura Râului, cu flancurile sprijinite pe Munții Făgăraș la est și Munții Cibin la vest. Marile unități ale corpului erau dispuse astfel: Divizia 13 infanterie între Avrig și Dealul Gregori (23 km), Divizia 23 infanterie între Cașolț și Gura Râului (22 km) și Brigada 1 Călărași în zona Avrig. Pentru atacul pozițiilor românești, comandamentul german destinase forțele principale ale Armatei 9: Corpul 39 rezervă cu trei divizii de infanterie - 76 rezervă, 187 germană și 51 honvezi - și Corpul Alpin.:pp 312-322
Bătălia de la Sibiu nu a fost atât câștigată de partea germană cât a fost mai degrabă pierdută de partea română. O conducere incompetentă, atât a Corpului 1 Armată comandat de generalul Ion Popovici zis „Provincialul” - „ofițer ce rămăsese cu apucăturile unui grad inferior”:p. 129 - cât și a Armatei 2 comandată de un general „dezastruos” - Grigore Crăiniceanu,:p. 112 „au pus trupele încă de la început într-o situație tactică disperată”.:p. 271
Acest fapt a fost recunoscut și de comandantul Armatei 9 germane care arăta că pentru a-și asigura victoria a fost nevoie să-și angajeze toate forțele, într-o situație pe muche de cuțit, din care, dincolo de manevra strălucită de învăluire a Corpului Alpin sau vitejia cavaleriștilor lui von Schmettow, a ieșit cu bine doar deoarece „comandamentul român a acționat extrem de șovăitor și de nesigur”.:p. 60
Situația armatei [germane n.n.], din noaptea de 15/16 septembrie, trebuia privită ca foarte critică. [...] Exista posibilitatea, ca Armata 2-a română [comandată de Crăiniceanu n.n.] va putea interveni încă la trecătoarea Turnul Roșu, asupra grosului Armatei a 9-a. [...] Dacă grupul inamic scăpa la timp din trecătoare, ar fi însemnat desigur o trecere a Armatei a 9-a de la ofensivă la defensivă, cu rezultat pierderea campaniei din Transilvania. [...] Mai rar în viața mea, nu tocmai săracă în puncte culminante dramatice, am așteptat cu încordare mai serioasă desfășurarea evenimentelor din ziua de 16 septembrie.:pp 60-61
General Erich von Falkenhayn, Campania Armatei a 9-a împotriva românilor și a rușilor

#### Bătălia de la Brașov

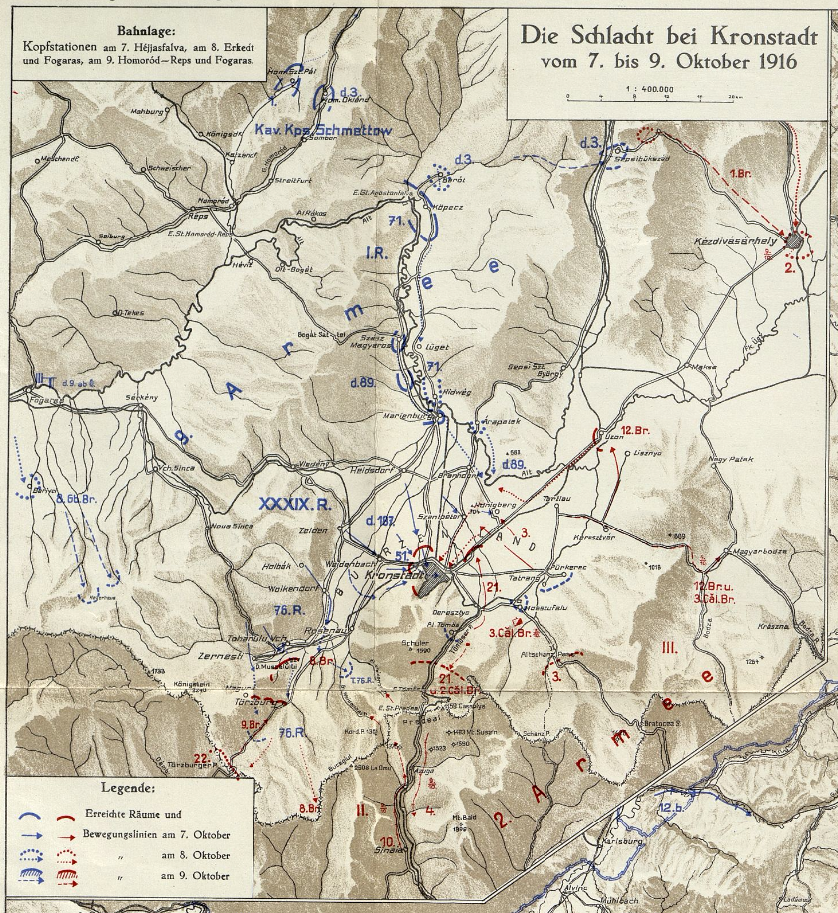
Desfășurarea acțiunilor militare

După victoria de la Sibiu, comandamentul Puterilor Centrale a declanșat contraofensiva împotriva dispozitivului Armatei 2 române care s-a retras prin luptă pe aliniamente succesive, pierzând tot teritoriu dintre Mureș și Olt cucerit în prima fază a operațiilor. Faza finală a acestei succesiuni de retrageri a fost bătălia de la Brașov, desfășurată între 7 și 8 octombrie 1916.:pp 447-450
Deși raportul de forțe nu era unul foarte defavorabil, trupele române, deși s-au luptat cu determinare, apărându-se și contraatacând în mai multe rânduri, au trebuit să se recunoască înfrânte, din cauza superiorității înzestrării tehnice și a experienței de luptă a inamicului, dar și din cauza modului dezastruos în care generalul Grigore Crăiniceanu a condus acțiunile forțelor din subordine. Ca urmare trupele române au fost forțate să evacueze Brașovul și să se retragă pe vechea frontieră.:pp 291-298
Acest fapt a impus ca și Armata de Nord să renunțe la teritoriul eliberat, astfel că ambele armate se găseau, la sfârșitul lunii septembrie 1916, pe linia de plecare la ofensivă în august 1916.:p. 450
Generalului Crăiniceanu i se ia comanda Armatei 2 și numai prietenia cu Ionel Brătianu îl salvează de curtea marțială. Referindu-se la situația acelor zile, maiorul Radu Rosetti, șeful Biroului Operațiuni din Marele Cartier general consemna: „... haosul și zăpăceala domnește în comandamentul și printre trupele Armatei a 2-a. Aflăm că Crăiniceanu a dat ordin de «retragere în marș forțat», locotenent-colonelul Gh. Dabija, sub-șeful de stat major al Armatei 2 insistă să i se ieie imediat comanda lui Crăiniceanu”.:pp 124-125

#### Bătălia de pe Valea Prahovei

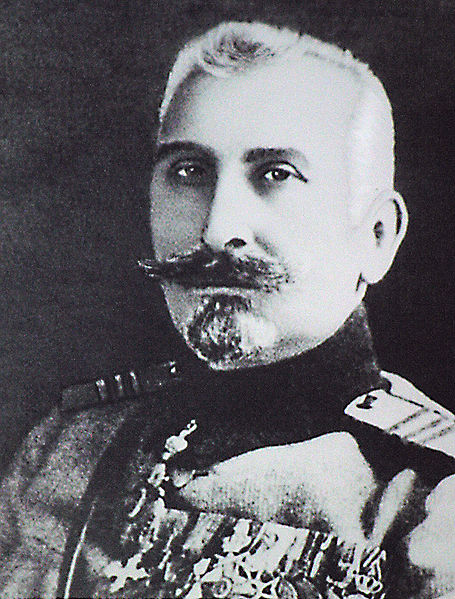
Generalul Arthur Văitoianu

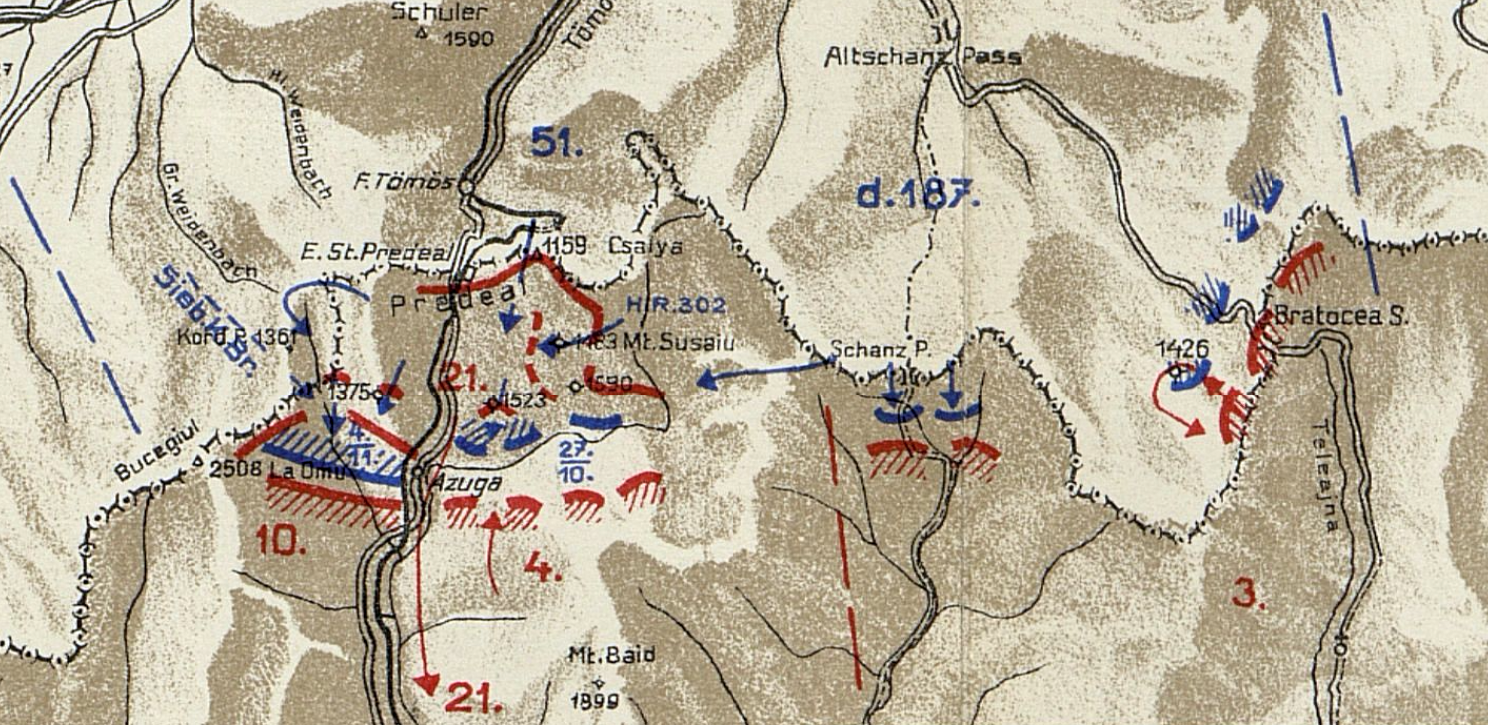
Desfășurarea acțiunilor militare

Bătălia pentru apărarea defileului Prahovei s-a desfășurat între 9-25 octombrie 1916 și a avut ca rezultat zădărnicirea încercării Armatei 9 germane de forțare a Munților Carpați pe „cel mai scurt drum spre București”. Forțele române erau reprezentate de elemente ale Armatei 2 respectiv Corpul 1 Armată care ocupa un dispozitiv de luptă centrat pe șoseaua Ploiești - Brașov, cu Divizia 10 Infanterie (comandant general de brigadă Arthur Văitoianu) în flancul drept și Divizia 21 Infanterie (comandant general de brigadă Dimitrie Lambru) în flancul stâng.:pp 450-454
Ambele divizii făcuseră parte din gruparea de forțe destinată operației de la Flămânda și fuseseră aduse pentru a înlocui resturile Diviziei 4 care se retrăseseră în debandadă după pierderea bătăliei de la Brașov. După cum arăta istoricul Constantin Kirițescu:
Din fericire, abandonarea planului loviturii de la Flămânda punea la dispoziția Marelui Cartier câteva divizii și un comandant capabil. Trupe și comandant fură trimise în cea mai mare grabă la punctul primejduit ca să scutească țara de rușinea de a fi invadată de dușman, la o lună și jumătate de la intrarea ei în război. [...] Comanda Armatei a II-a reconstruită era încredințată din nou generalului Averescu. Paza „drumului celui mai scurt” spre Capitală era încredințată în mâini sigure, tot așa cum era și cea a porților Moldovei [Armata de Nord condusă de generalul Prezan, n.n.]:p. 410
Constantin Kirițescu, Istoria războiului pentru reîntregirea României
Forțele germane erau formate din Divizia 51 Honvezi și Divizia 187 Infanterie germană, sprijine de o puternică grupare de artilerie. După atacuri susținute din partea forțelor germane, acestea nu au putut străpunge apărarea trupelor române, rezultatul fiind stoparea ofensivei cu un câștig tactic nesemnificativ de numai patru kilometri, noua linie a frontului fiind pe aliniamentul Clăbucet - Azuga, cu poziții întărite foarte puternice pentru trupele române.:p. 241
Eșecul operației avea să fie recunoscut și de comandantul Armatei 9 germane, generalul Erich Falkenhayn, care arăta în memoriile sale că: 
Corpul 39 rezervă nu a făcut nici un progres important, cu toată presupunerea că trecătoarea Predeal va cădea curând în mâinile noastre. [...] După succese cu rezultate schimbătoare în luptele zilnice ce se desfășurau acolo am trebuit să recomand Diviziei 89, după propunerea ei, să oprească atacurile și să treacă în defensivă. Altfel trebuia să mă tem de pierderea efectivului ei.:p. 118, 128
General Erich Falkenhayn, Campania Armatei a 9-a împotriva românilor și a rușilor

#### Bătălia din zona Bran-Câmpulung

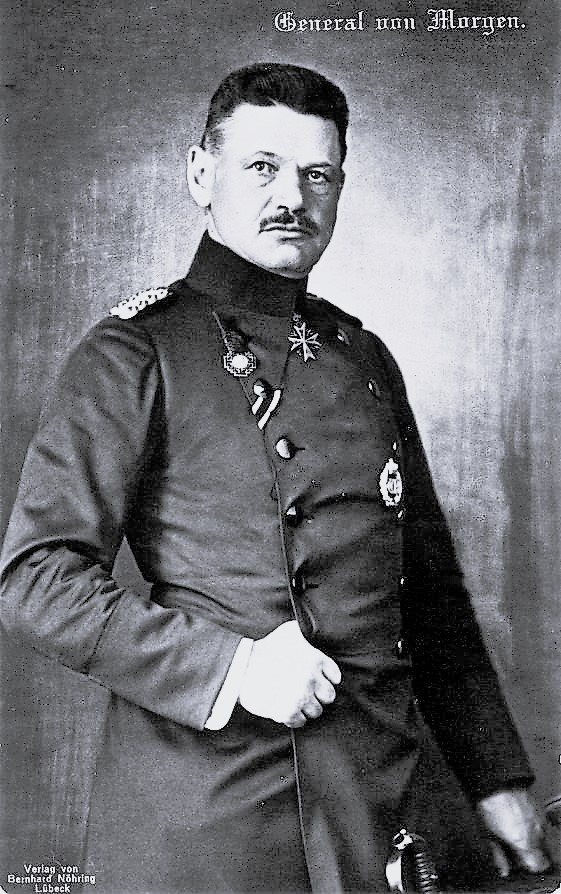
Generalul Curt von Morgen, comandantul Corpului 1 Rezervă german

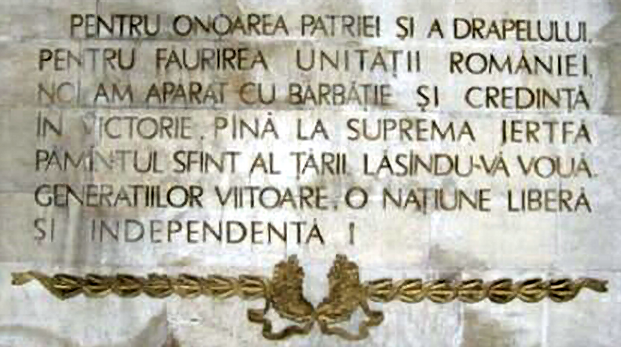
Inscripție de pe Mausoleul de la Mateiaș

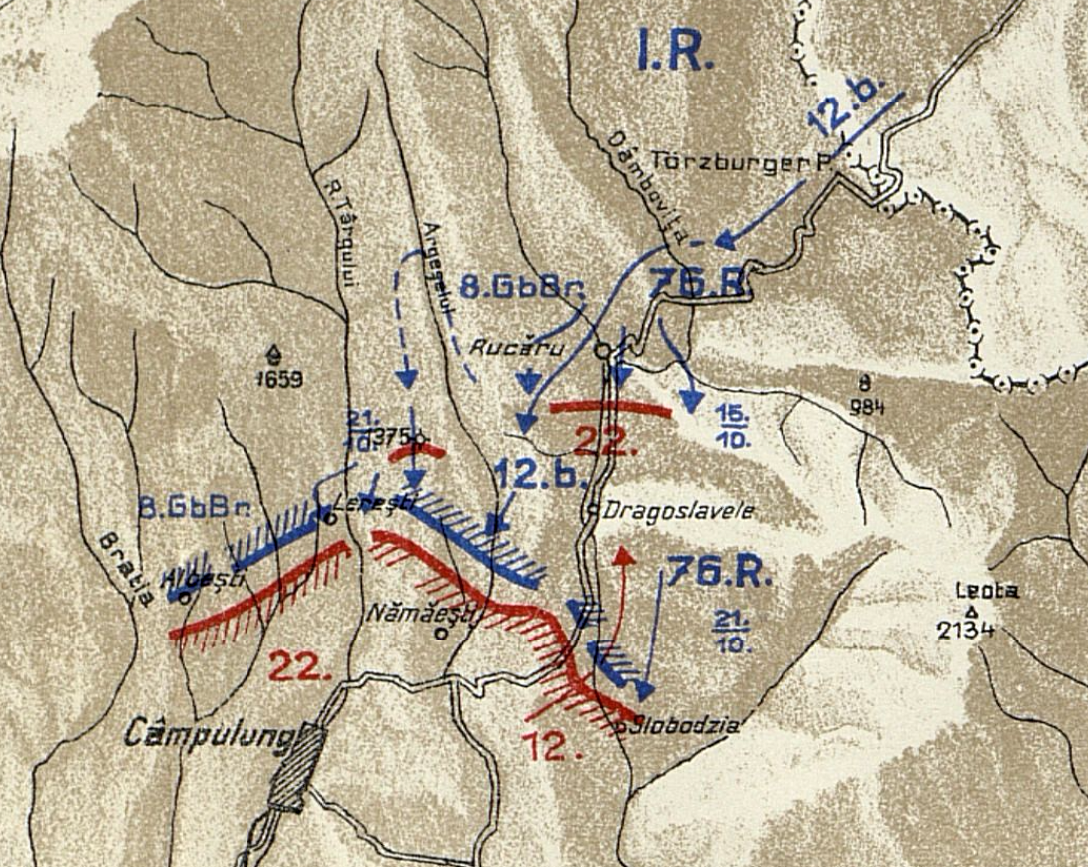
Desfășurarea acțiunilor militare

Bătălia din zona Bran-Câmpulung s-a desfășurat între 8-23 octombrie 1916 și a avut ca rezultat anihilarea încercării Armatei 9 germane de forțare a Munților Carpați prin Culoarul Rucăr-Bran. Forțele române erau reprezentate inițial din Divizia 22 Infanterie (comandant general de brigadă Aristide Razu) proaspăt intrată în dispozitiv de luptă după sosirea din zona operației de la Flămânda. Acesteia avea să i se alăture începând cu noaptea de 7/18 octombrie Divizia 12 Infanterie (comandant general de brigadă Traian Găiseanu) retrasă de pe frontul din Dobrogea.:pp 412-416
Forțele germane erau formate din trupele Corpului 1 Rezervă german (Divizia 76 Infanterie germană și Brigada 8 Munte austro-ungară) comandate de generalul Curt von Morgen. Planul german prevedea executarea unei lovituri frontale cu Divizia 76 Infanterie concomitent cu o manevră de învăluire dinspre vest executată de Brigada 8 Munte austro-ungară. Pe de altă parte, ordinul dat forțelor române de către comandantul Armatei 2, generalul Averescu, cerea opunerea unei rezistențe puternice, precizând imperativ că:
Retragerea de pe pozițiunile actuale nu se va face decât prin ordine; ea se va executa în așa mod că, pe când o parte a trupelor vor fi îndreptate spre poziția de ocupat, restul, constituit în ariergardă va întârzia înaintarea inamicului, folosindu-se de pozițiunile intermediare ce oferă terenul și care vor fi și ele recunoscute de pe acum.:p. 658
General Alexandru Averescu, Ordin de operații pentru Armata 2
Respectarea cu strictețe de către trupele române a acestui ordin de operații a făcut ca deși inamicul a obținut un număr de victorii tactice în faza inițială, în cele din urmă a fost nevoit să oprească acțiunea ofensivă și să treacă la defensivă, într-o situație nu foarte favorabilă:
Corpul 1 rezervă se afla la 18 octombrie aproape în același loc în care se afla cu paisprezece zile înainte, la intrarea trecătorii Branului spre bazinul Câmpulung. [...] Cheia poziției inamice, Muntele Mateiaș (1.241 m) foarte bine întărit, nu a putut fi cucerit; și când la 13 octombrie au început din nou atacuri foarte puternice din partea adversarului, executate cu forțe noi aduse, corpul a fost bucuros să se poată menține. El [generalul Kurt von Morgen, n.n.] a suferit în câteva locuri chiar înfrângeri, care l-au determinat să ceară cu toată insistența ajutor. Am fost nevoit să-l refuz, deoarece nu aveam rezerve la dispoziție.:p. 130
General Erich Falkenhayn, Campania Armatei a 9-a împotriva românilor și a rușilor

#### Bătălia pe Valea Oltului

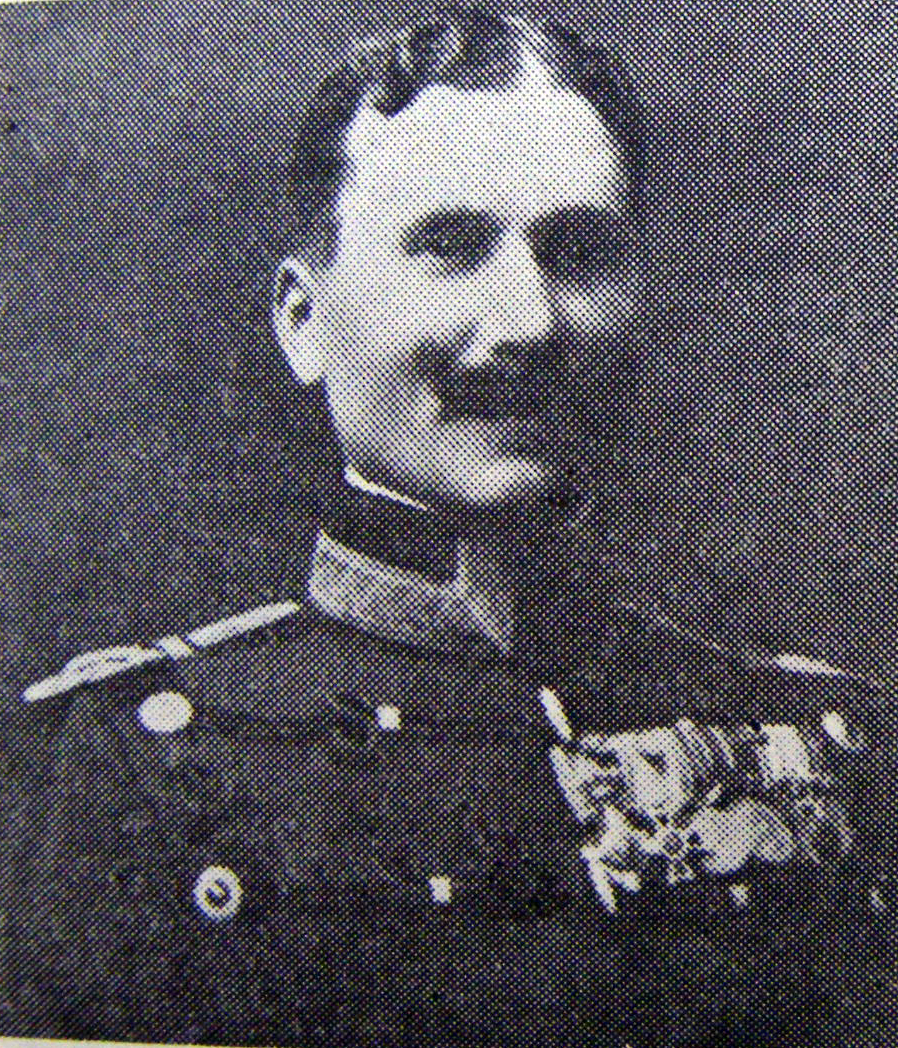
Generalul David Praporgescu

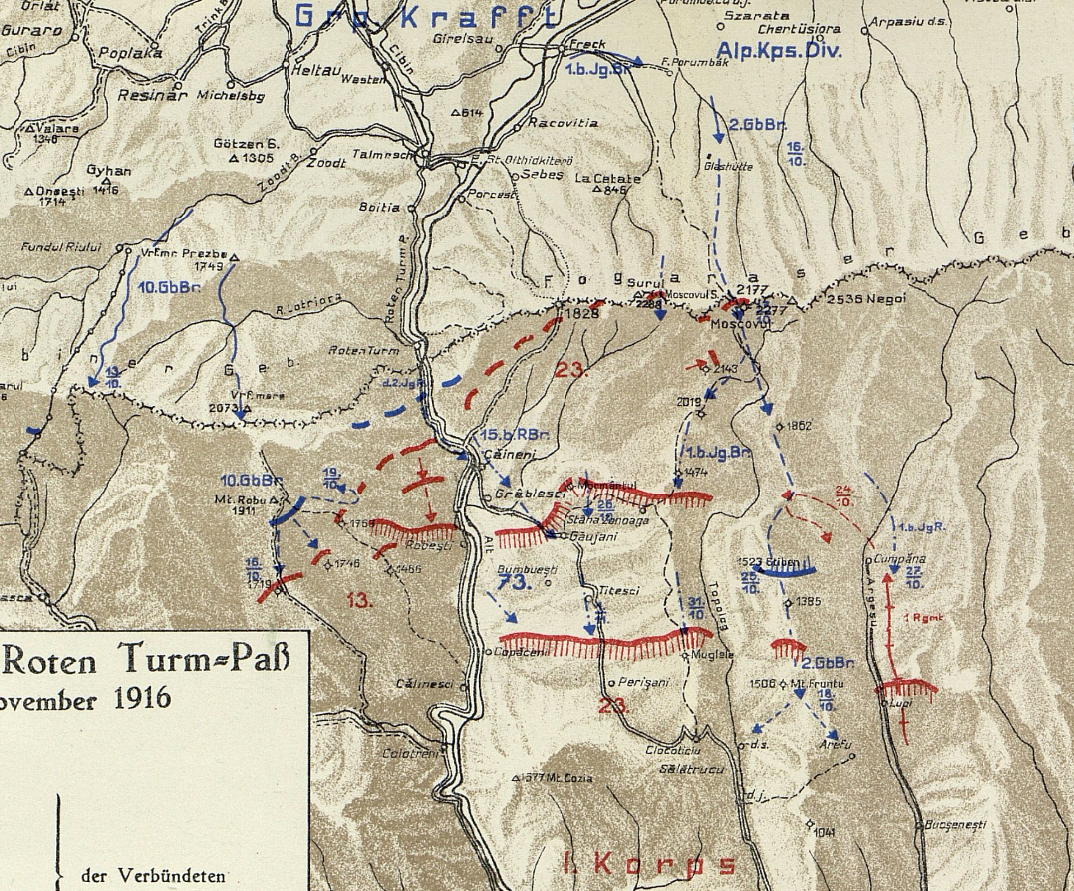
Desfășurarea acțiunilor militare

Bătălia pentru apărarea defileului Oltului s-a desfășurat între 16 octombrie-26 noiembrie 1916 și a avut ca rezultat blocarea încercării Armatei 9 germane de a trece Carpații pe văile Oltului și Topologului. Forțele române erau reprezentate de unități ale Corpului 1 Armată (comandant general de brigadă David Praporgescu), care ocupau un dispozitiv de luptă centrat pe râul Olt, cu Divizia 13 Infanterie (comandant general de brigadă Gheorghe Sănătescu) în flancul stâng și Divizia 23 Infanterie (comandant colonel Traian Moșoiu) în flancul drept. Suplimentar, Brigada 1 Călărași asigura legătura cu forțele Armatei 2.:pp 464-467
Acționând energic și eficient, generalul David Praporgescu a reușit să stabilizeze situația frontului după retragere în debandadă și cu pierderi semnificative a Corpului 1 Armată, care a urmat pierderii bătăliei de la Sibiu sub comanda dezastruoasă a fostului comandant, generalul Ioan Popovici. La 13 octombrie 1916 generalul Praporgescu este rănit mortal de un obuz căzut din întâmplare lângă grupul de ofițeri cu care inspecta o poziție de pe front.
Generalul Praporgescu era un soldat de elită, cu frumoase însușiri sufletești și profesionale. Generalul moștenise de la predecesorul său [generalul Ioan Popovici, n.n.] o situație aproape disperată; el făcu sforțări mari ca să organizeze pozițiile defensive ale armatei sale, să pună ordine în unitățile Corpului român, care erau foarte amestecate, să pregătească trupa din nou pentru luptă și să-i reînalțe moralul.:p. 422
Constantin Kirițescu, Istoria războiului pentru reîntregirea României
Forțele germane erau formate din Grupul „Kraft” - Corpul Alpin german întărit cu Brigăzile 2 și 10 Munte austro-ungare, sprijinite de o puternică grupare de artilerie. Planul german prevedea realizarea unei manevre dublu-învăluitoare asupra flancurilor dispozitivului român de către cele două brigăzi montane, urmând ca lovitura frontală de forțare a trecătorii să fie dată de Corpul Alpin.:pp 125-136
După zece zile de lupte grele, forțele germane au trebuit să înceteze ofensiva, reușind doar o serie de câștiguri teritoriale tactice, fără a-și îndeplini obiectivul propus, de forțare a Carpaților.
Grupul Olt, n-a înaintat până pe linia, pe care trebuia s-o ajungă. […] Înaintarea s-a înfăptuit prin luptele cele mai grele. Românii au rezistat cu disperare. Fiecare munte trebuia luat cu asalt. Chiar dacă prin acest procedeu noi cuceream pradă bogată, prizonieri, material, trebuia în schimb să plătim înaintarea noastră cu sacrificii serioase.:p. 136
General Erich von Falkenhayn, Campania Armatei a 9-a împotriva românilor și a rușilor

#### Bătălia de pe Valea Jiului

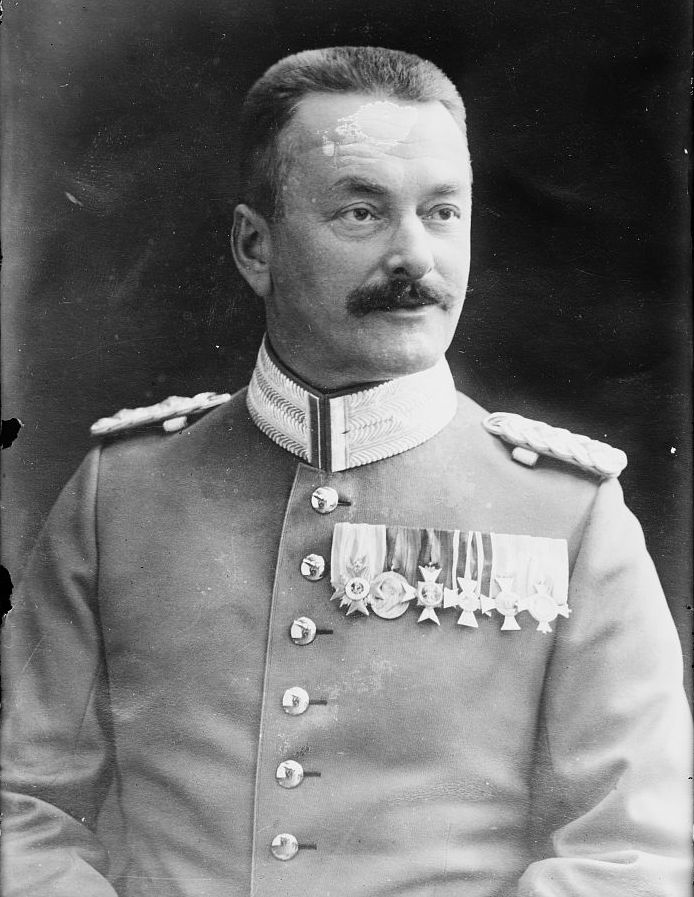
Generalul Paul von Kneussl

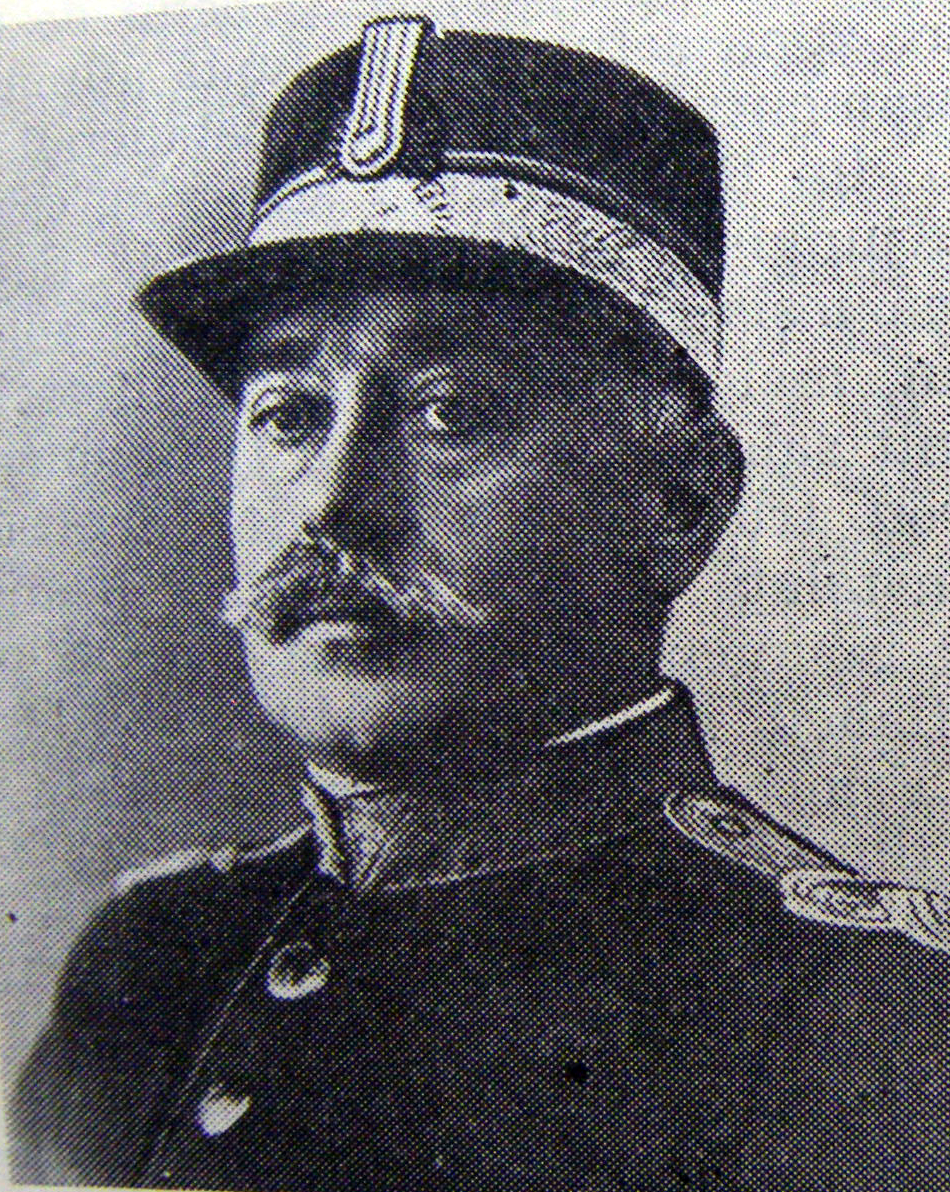
Generalul Ion Dragalina

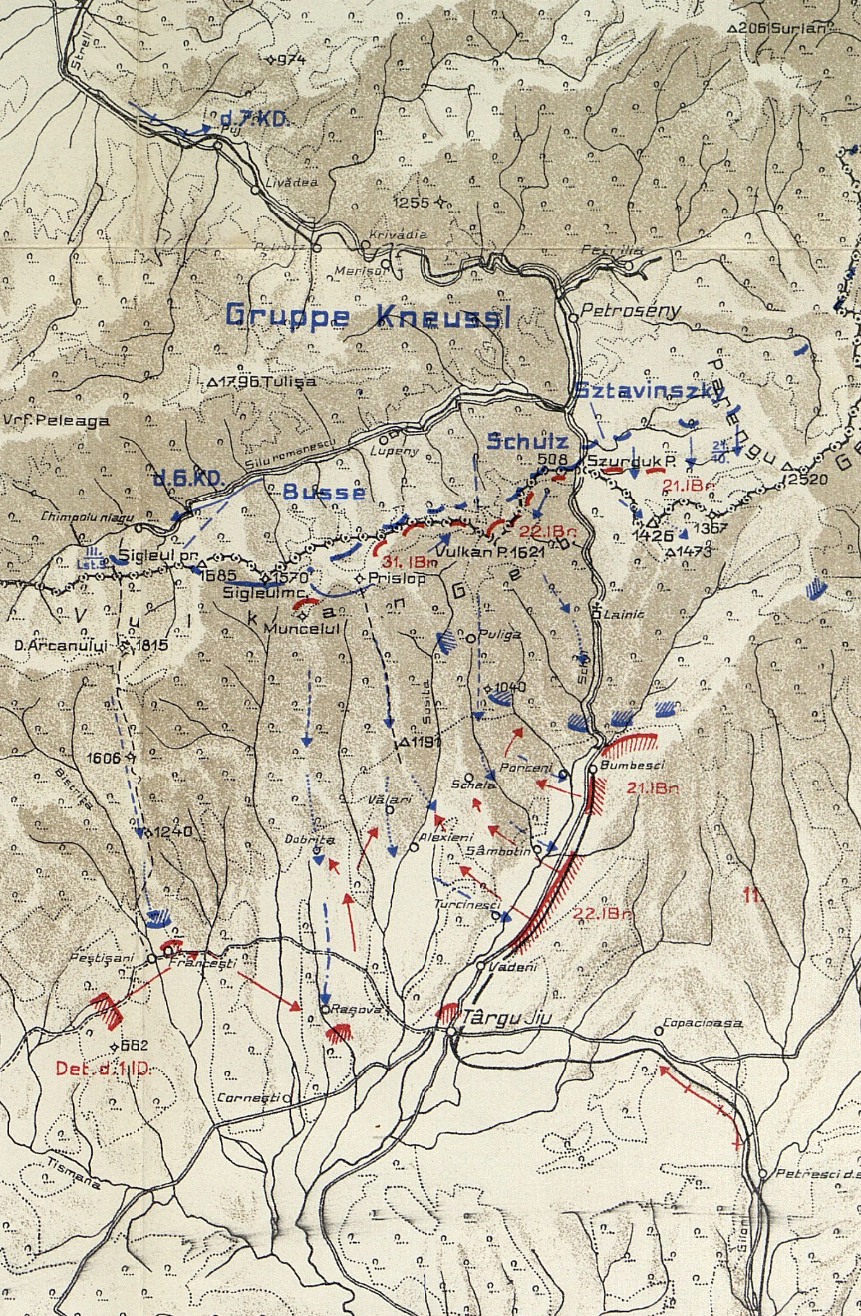
Desfășurarea acțiunilor miltare

Prima bătălie din defileul Jiului s-a desfășurat între 23 - 29 octombrie 1916. Obiectivul forțelor germano - austro-ungare era de a trece munții Carpați prin trecătorile Surduc (Lainici) și Vâlcan. În acest scop a fost constituită o grupare comandată de generalul Paul von Kneussl, compusă din Divizia 11 Infanterie Bavareză, Divizia 6 Cavalerie germană, Brigada 114 Infanterie austriacă și două batalioane de cicliști, sprijinită de 22 de baterii de artilerie.:pp 441-444
Planul de operații german prevedea fixarea de front în pasurile Vâlcan și Surduc și executarea unei duble învăluiri la flancurile dispozitivului românesc. În același timp, Divizia 6 Cavalerie trebuia să treacă peste dealul Arcanului și să înainteze spre câmpie, fără a ține cont de rezultatul luptelor din munți, pentru a deschide drumul trupelor care dădeau atacul frontal.
Ideea de bază a operațiunilor de acolo a fost și este de a deschide drum masei de cavalerie în regiunea deluroasă română, în scopul de a o utiliza apoi, în primul rând, pentru a executa o largă învăluire a grupărilor române care se aflau în fața ei.:p. 125
General Erich von Falkenhayn, Campania Armatei a 9-a împotriva românilor și a rușilor
Atacul german a survenit chiar în preziua în care Marele Cartier General român intenționa să retragă trupele Diviziei 11 Infanterie pentru a o constitui ca rezervă la dispoziția sa, urmând ca sectorul Jiu să fie apărat doar de 6 batalioane. Planul a fost anulat de declanșarea ofensivei germane astfel încât lupta a fost dată de forțele acestei divizii: 17 batalioane de infanterie, 2 escadroane de cavalerie și 15 baterii de artilerie.:p. 469
Forțele germane reușesc să rupă apărarea română în dimineața celei de-a doua zile a ofensivei, 24 octombrie 1916, când reușesc să surprindă și să ia prizonier, fără a trage un foc, întregul detașament Homoriceanu (două batalioane infanterie și un escadron de călărași) care asigura apărarea pasului Vâlcan. Prin breșa creată au început să se scurgă grosul forțelor atacatoare. Comandantul Armatei 1, generalul Ioan Culcer consideră situația pierdută și propune Marelui Cartier General să aprobe retragerea trupelor pe linia Oltului și abandonarea Olteniei.:p. 434
Regele Ferdinand nu aprobă atitudinea defetistă a generalului Culcer și îi ia acestuia comanda înlocuindu-l cu generalul Ioan Dragalina, pe 25 octombrie 1916:
În situația actuală nu admit să se vorbească de retragere. Trebuie ca toată lumea, începând cu generalul comandant al armatei să desfășoare o energie extremă, trebuie a se utiliza aptitudinea fundamentală a soldatului nostru: vrednicia la atac. [...]
În locul generalului Culcer Ioan numesc comandant al Armatei 1 pe generalul Dragalina Ioan . În locul generalului Lupescu Alexandru numesc șef de stat major al Armatei 1 pe locotenent-colonelul Găvănescu Constantin.:p. 145
Regele Ferdinand, Ordinul Comandamentului de Căpetenie nr. 2262 din 24 octombrie 1916
Generalul Dragalina ordonă un nou plan de operații dispunând efectuarea unor atacuri de flanc de către trupe ale diviziilor vecine concomitent cu oprirea înaintării forțelor germane la nord de Târgu Jiu. Deși generalul Dragalina este rănit a doua zi într-o inspecție pe front, planul său este dus până la urmă la îndeplinire de către comandantul nou înființatului „Grup Jiu”, colonelul Ioan Anastasiu, rezultând după alte trei zile de lupte înverșunate respingerea trupelor germane dincolo de fosta frontieră.:pp 432-441:pp 441-444

#### Primele bătălii de la Oituz

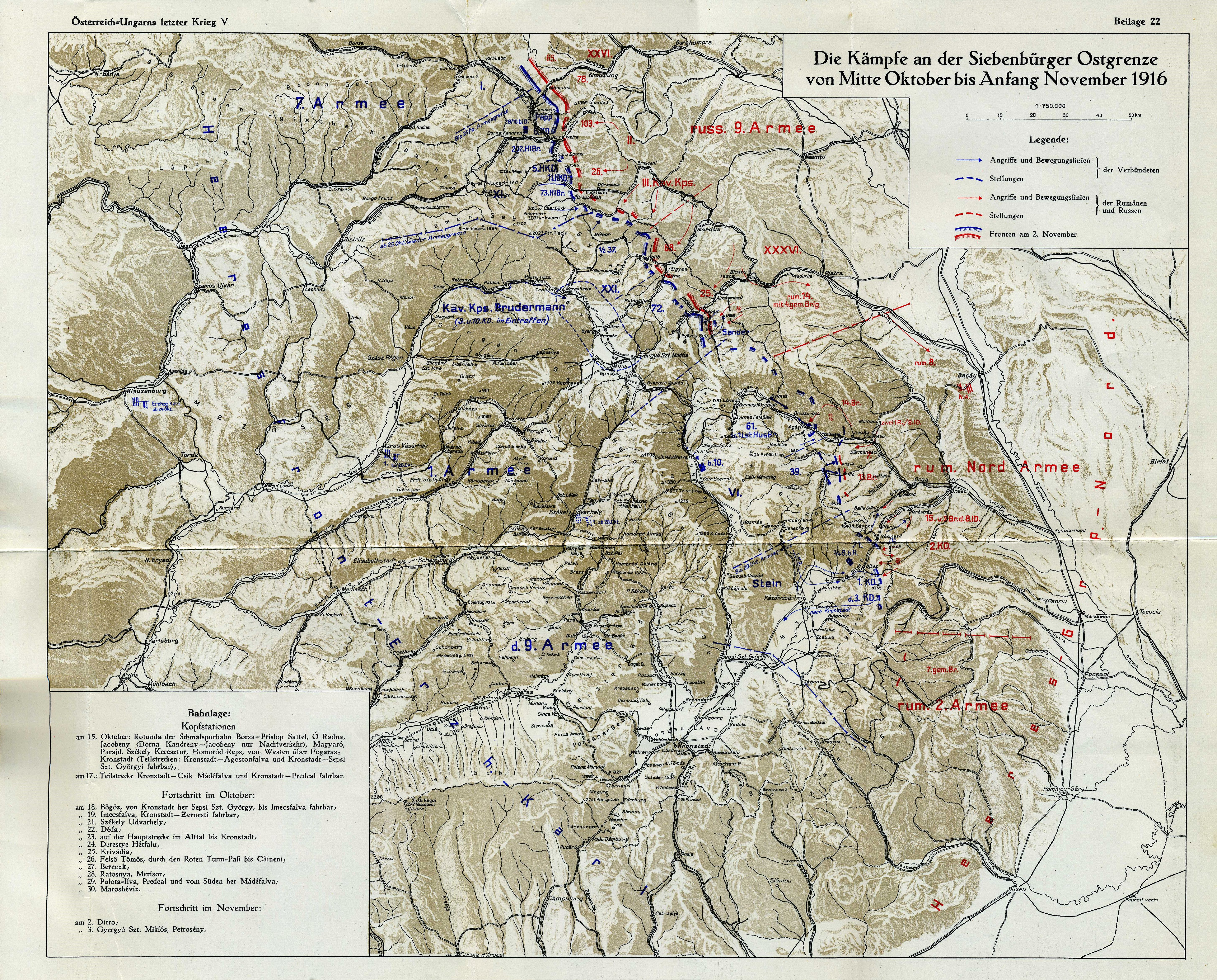
Desfășurarea acțiunilor militare

### Operația de apărare a teritoriului Munteniei

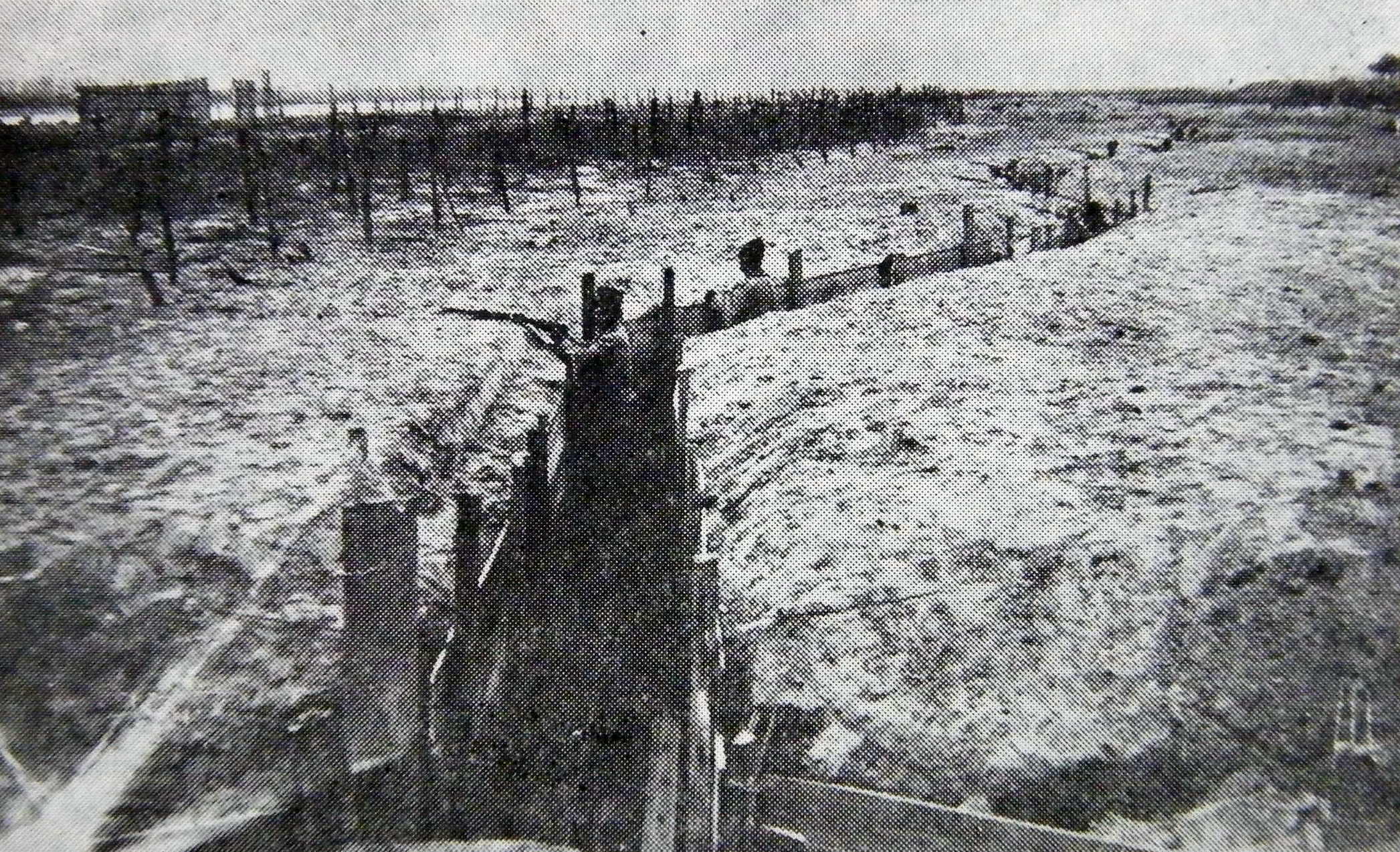
Unitate româna în aparare pe timpul operațiilor din Muntenia

#### Operația de apărare a Bucureștiului

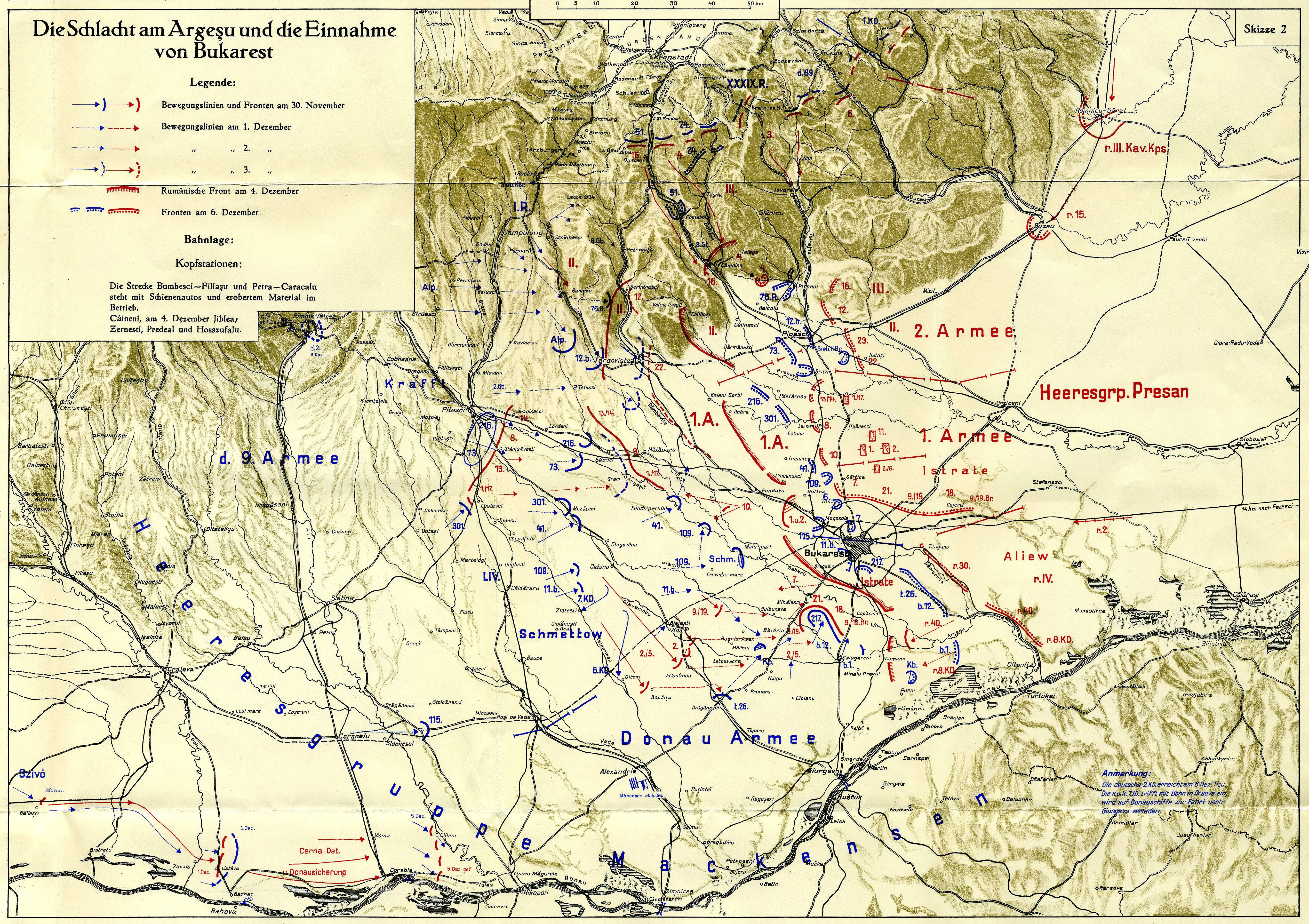
Desfășurarea acțiunilor militare

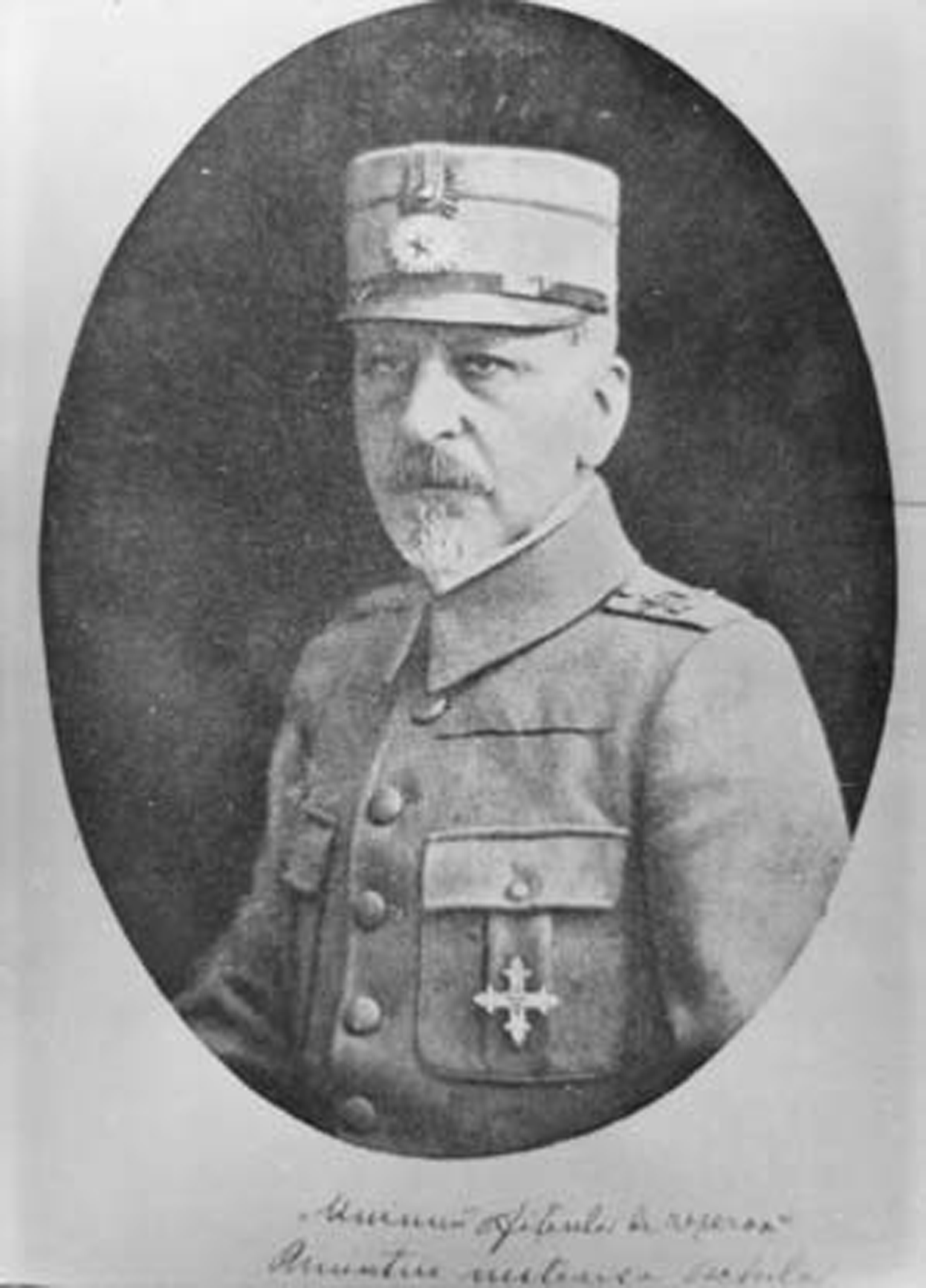
Generalul Constantin Prezan

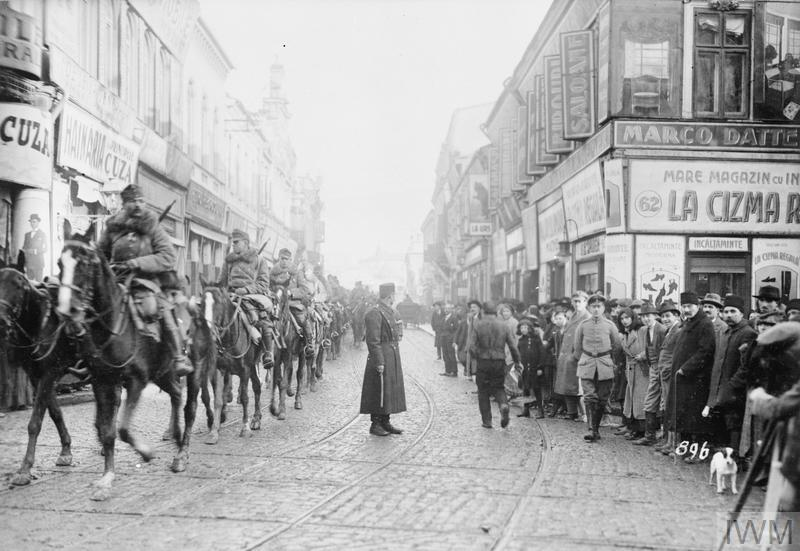
Trupele germane intrând în București, 6 decembrie 1916

„Bătălia pentru București”, a avut ca obiectiv stoparea ofensivei forțelor Puterilor Centrale în Muntenia și prevenirea capturării capitalei țării, orașul București, de către acestea. Bătălia, desfășurată între 30 noiembrie și 3 decembrie 1916, a avut un caracter defensiv, la acțiunile militare participând alături de Armata României și un contingent din armata imperială rusă. Forțele atacatoare au fost preponderent germane, reprezentate de două grupări armate care atacau concentric, din Oltenia și din sudul Dunării, dar și de forțe bulgare și turce.:p. 258 :pp 81-136
Forțele româno-ruse, circa 150.000 de oameni, au fost conduse de generalul Constantin Prezan, în timp ce forțele Puterilor Centrale, circa 250.000 de oameni, s-au aflat sub comanda generalilor August von Mackensen și Erich von Falkenhayn.:p. 153:p. 40
Planul de luptă al generalului Prezan a fost unul îndrăzneț, prevăzând un atac puternic la joncțiunea celor două grupări germane, care în cazul unei reușite, ar fi condus la respingerea peste Dunăre a grupării lui Mackensen și întoarcerea flancului grupării conduse de von Falkenhayn. Planul a reușit în faza inițială, forțele româno-ruse reușind să surprindă inamicul. Ulterior însă, în urma unei serii de circumstanțe („trădarea” generalului Socec, lipsa de implicare a unităților ruse, capturarea de către germani a planurilor de campanie), forțele germano-bulgaro-turce au reușit să restabilească situația și, beneficiind de superioritatea numerică, să forțeze trupele române să se retragă.:pp 480-495:pp 172-181
Ca urmare, la 6 decembrie 1916 trupele germane au intrat în București și l-au ocupat. Guvernul român, precum și unitățile armatei române au fost obligate să se retragă în final în Moldova. Deși Bătălia pentru București a fost pierdută, ea a fost doar o înfrângere tactică, deoarece Puterile Centrale nu și-au atins obiectivul strategic de a scoate România din război.:p. 264:p. 139:p. 42

#### Stabilizarea frontului în Moldova

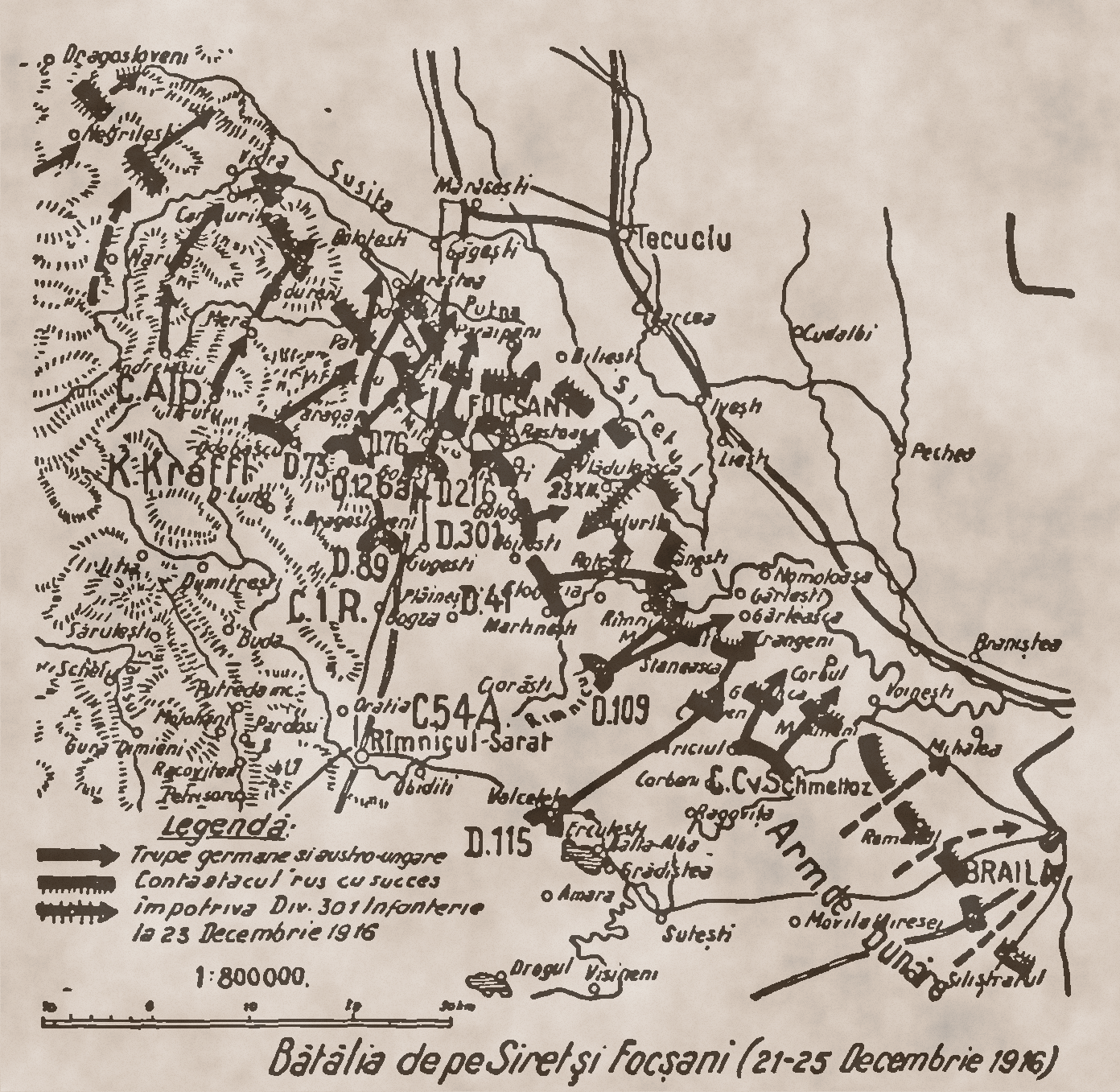
Desfășurarea acțiunilor militare

Guvernul și curtea regală română s-au retras la Iași. Bucureștiul a fost ocupat pe 6 decembrie de cavaleria germană. Numai vremea și drumurile proaste au salvat o bună parte a armatei române de la încercuire sau distrugere. Totuși, peste 150.000 de soldați români fuseseră capturați.
Rușii au fost forțați să trimită întăriri masive pe frontul românesc pentru a evita o invazie germană în sudul Rusiei. După mai multe lupte de mică amploare, armata germană a fost oprită din avansare la mijlocul lunii ianuarie 1917. Armata română continua să lupte, deși cea mai mare parte a teritoriului său se afla sub ocupație străină.
Pierderile armatei române au fost estimate la 300 – 400.000 de soldați, morți, răniți, dispăruți sau prizonieri. Pierderile cumulate ale germanilor, austriecilor, bulgarilor și otomanilor au fost estimate la aproximativ 60.000 de oameni.
Campania victorioasă a întărit mult moralul trupelor germane și a generalilor lor: Falkenhayn și Mackensen. În cele mai multe cazuri, victoriile fuseseră obținute de diviziile germane, cu un ajutor bulgar în sud. Germanii se dovediseră superiori la toate capitolele: aprovizionare, echipare, pregătire de luptă și capacitate a conducătorilor. Printre tinerii ofițeri din trupele de elită Alpen Korps se afla și viitorul feldmareșal Erwin Rommel.

## Campania anului 1917
Luptele au continuat în 1917, Moldova rămânând neocupată datorită strategiei de apărare în triunghi a Armatei a 4-a (cu pierderi minore după retragerea menționată anterior), care a rămas neclintită în apărarea Carpaților Răsăriteni, protejând Iașii împotriva atacurilor germane repetate. În mai 1917, armata română a atacat alături de aliații ruși pentru a sprijini Ofensiva Kerenski. După ce au reușit să rupă frontul austro-ungar la Mărăști, avansarea trupelor ruso-române a trebuit să fie oprită datorită eșecului dezastruos al Ofensivei Kerenski. Forțele lui Makensen au contraatacat, dar au fost învinse la Mărășești.
Între timp, tehnicienii germani au reușit să repună în funcțiune sondele din câmpurile petroliere din jurul Ploieștiului, iar până la sfârșitul războiului au extras peste un milion de tone de țiței. De asemenea, germanii au rechiziționat două milioane de tone de cereale de la țăranii români. Aceste materiale au fost vitale pentru aprovizionarea Germaniei până la sfârșitul războiului, în 1918. (John Keegan, World War I, pag. 308).

### Planul de campanie

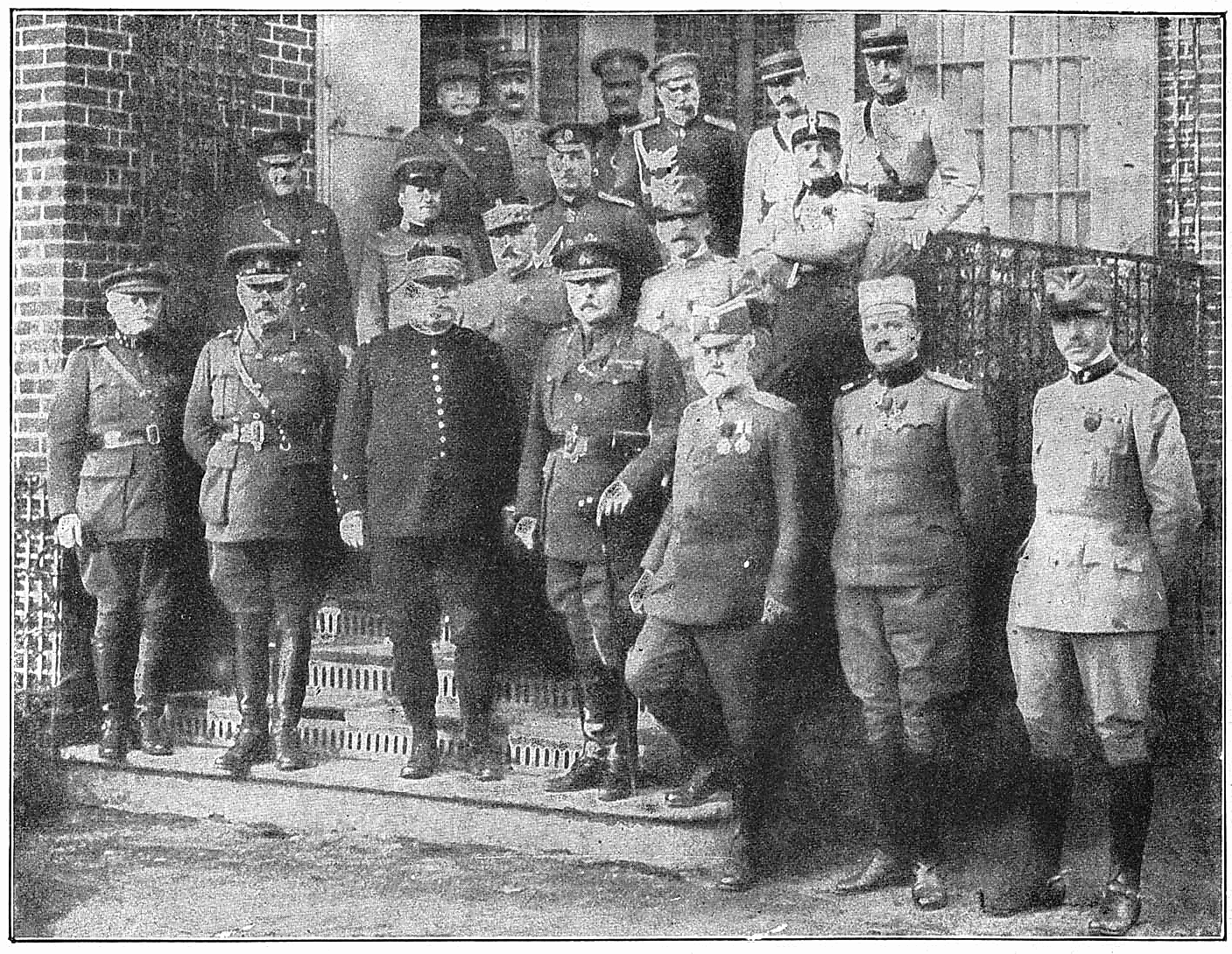
Participanții la Conferința interaliată de la Chantilly

Planul de campanie pentru anul 1917 a fost întocmit de Marele Cartier General român în iarna 1916/1917. Deși planul urmărea îndeplinirea obiectivului politic fundamental – eliberarea teritoriului ocupat, planul a trebuit să țină seama și să fie armonizat cu cerințele concrete rezultate din configurația frontului, solicitările aliaților, existența a trei armate ruse pe teritoriul național, având propriile obiective etc.
În perioada 2/15-3/16 noiembrie 1916 se desfășoară la sediul Cartierului General francez de al Chantilly o conferință interaliată de planificare, la care au participat comandanții militari șefi sau reprezentanți ai acestora din toate țările Antantei. România a fost reprezentată de colonelul Ioan Rășcanu, fostul șef al Secției operații din Marele Cartier General. Conferința a stabilit proiectul planului general de operații al Antantei pentru anul 1917. Referitor la frontul românesc, planul prevedea o operație ofensivă în primăvara lui 1917, în cadrul ofensivei generale preconizate la nivelul alianței, dar lăsând la latitudinea autorităților militare ruse să stabilească direcția loviturii principale și numărul de lovituri rezervate pentru Frontul de est.:pp 48-49
Forma inițială a planului a fost coordonată și agreată de comandamentele rus și român în martie 1917. Având în vedere că perioadele preconizate de executare a operațiilor nu coincideau, linia directoare a planului era de a se realiza fixarea forțele inamice prin executarea de lovituri de fiecare dintre armate, în vederea împiedicării transferului de către inamic a forțelor de pe un teatru de operații pe altul. Ofensiva rusă era planificată a se desfășura la începutul lui martie 1917 în Galiția, în timp ce ofensiva pe frontul român trebuia să înceapă în luna aprilie, concomitent cu acțiunile forțelor Antantei pe celelalte fronturi.:pp 540-541
Izbucnirea revoluției din Rusia (februarie/martie 1917) a amânat declanșarea ofensivei ruse preconizate. Pentru a clarifica situația, între 22 aprilie/5 mai-29 aprilie/12 mai 1917, prim-ministru Ion I.C. Brătianu, însoțit de generalul Constantin Prezan, a efectuat o vizită la Petrograd, iar la începutul lunii mai, generalul Prezan s-a întâlnit, la Moghilev, cu generalii Mihail Alekseev, șeful Marelui Cartier General rus și Dmitri Șcerbaciov, comandantul trupelor ruse din Moldova. În acest context, la începutul lunii aprilie 1917, Comandamentul Frontului Român a decis modificarea planului de campanie inițial, hotărând executarea loviturii principale pe direcția Brăila, de către Armatele 4 și 6 ruse. În urma obiecțiilor formulate de Marele Cartier General Român, rușii au acceptat modificarea din nou a planului, în sensul executării unei lovituri pe două direcții divergente astfel: un grup de 4-6 divizii române aflate în reorganizare, să spargă frontul în sectorul Nămoloasa dezvoltând ofensiva spre Râmnicu Sărat, în timp ce Armata 6 rusă să atace în direcția Brăila, cum fusese prevăzut inițial. Deoarece marile unități române preconizate a lua parte la ofensivă nu au finalizat procesul de reorganizare, declanșarea ofensivei a fost amânată pentru mijlocul lunii iunie 1917.:pp. 292-294
La 30 mai/12 iunie 1917 s-a desfășurat la Iași, conferința de comandament în cadrul căreia a fost definitivat planul de operații pentru campania anului 1917, pe frontul românesc. La reuniune au participat regele Ferdinand, prim-ministrul Ion I.C. Brătianu, generalii români Constantin Prezan, Alexandru Averescu și Constantin Christescu, generalii ruși Dmitri Șcerbaciov, Nikolai Golovin, precum și generalul Henri Berthelot, șeful Misiunii Militare Franceze.
În cadrul reuniunii au ieșit în evidență concepțiile diferite ale lui Averescu și Prezan, primul propunând ca rolul cel mai important să revină Armatei 2, al cărui comandant era. Ea trebuia să dea lovitura principală la joncțiunea celor două grupuri de armată inamice dispuse din Bucovina până la Oituz și, respectiv, în Munții Vrancei și în Câmpia Siretului, pentru a le putea înfrânge apoi pe părți.:pp. 162-164
După discuții furtunoase între Averescu și Prezan, participanții la conferință au adoptat planul mai realist propus de Prezan, față de planul mai îndrăzneț, dar mult mai riscant prezentat de Averescu. Planul prevedea:
- o lovitură principală care urma să fie dată de Armata 1 română împreună cu Armata 4 rusă în sectorul Nămoloasa, având ca obiectiv nimicirea grupării principale de forțe a inamicului reprezentată e Armata 9 germană.
- o lovitură secundară care urma să fie dată de Armata 2 în sectorul Mărăști, cu scopul de a fixa forțele inamice și de a sprijini acțiunile de la flancul drept al grupării care executa lovitura principală.[21]:p. 542

### Marile bătălii

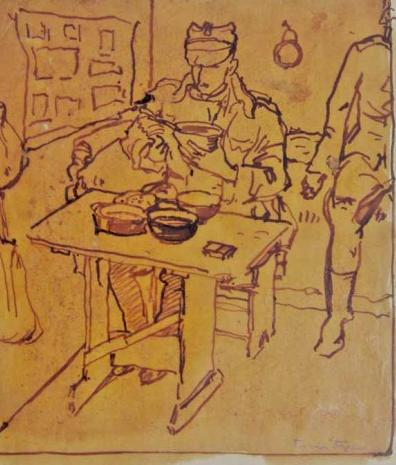
Soldat mâncând

#### Bătălia de la Mărăști

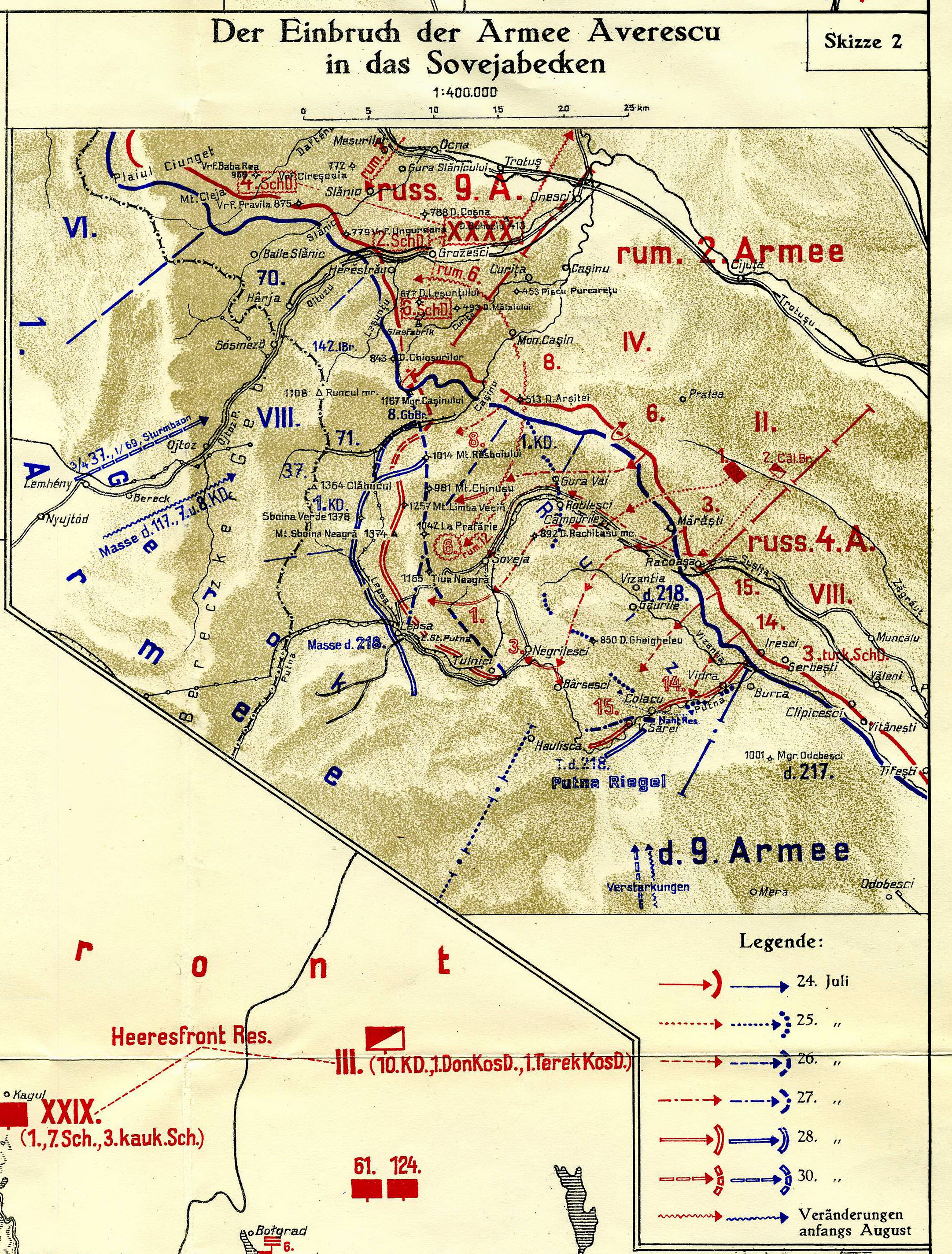
Desfășurarea acțiunilor militare

Bătălia de la Mărăști a fost prima din marile bătălii desfășurate pe teritoriul României în timpul campaniei anului 1917. S-a desfășurat între 22 iulie și 1 august 1917 fiind concepută ca o operație ofensivă pe o direcție secundară a armatelor române și ruse, în paralel cu operatia ofensivă principală de la Nămoloasa, la care s-a renunțat între timp.

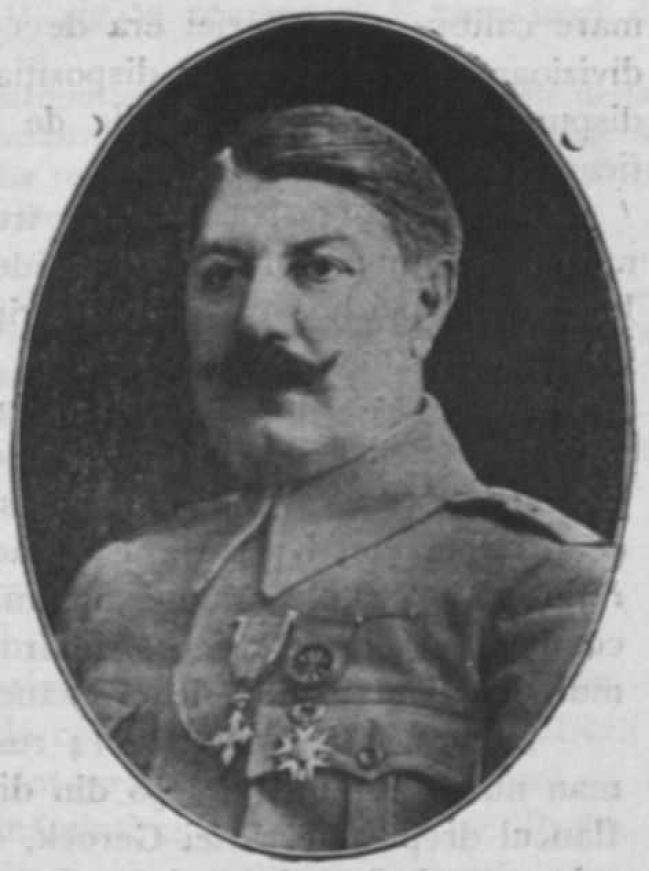
Generalul Alexandru Mărgineanu, comandantul Diviziei 3 Infanterie

La 20 iunie/3 iulie 1917, generalul Alexandru Averescu a emis „Ordinul de operație nr. 1 638”. Misiunea Armatei 2 era executarea unei ofensive energice pe valea Putnei, printr-un atac general în întreaga fâșie a Armatei, între dealul Arșița Mocanului și satul Răcoasa. 
Sectorul prevăzut pentru ruperea frontului inamic avea o deschidere de 13 kilometri, fiind situat la flancul drept al dispozitivului de luptă. În primul eșalon au fost dispuse Divizia 8 Infanterie – în flancul drept, Divizia 6 Infanterie – în centru și Divizia 3 Infanterie – în flancul stâng. Toate forțele participante la ofensivă au fost puse în coordonarea generalului Arthur Văitoianu, comandantul Corpului II Armată. Rezerva, la dispoziția comandantului Armatei era formată din Divizia 1 Infanterie și Brigada 2 Călărași.:p. 227:pp. 156-157:p. 45
Pentru această bătălie Armata 2 a avut la dispoziție un total de 56 de batalioane, 14 escadroane, 258 de tunuri și 50 000 de oameni. Pe timpul desfășurării bătăliei au mai fost primite ca sprijin sau întărire Divizia 1 Cavalerie, Brigada 2 Călărași, Brigada de Grăniceri și Batalionul 17 Pionieri.:pp. 553-554
Bătălia a început cu o puternică pregătire de artilerie pe durata a două zile, 9/22-10/23 iulie 1917. În dimineața zilei de 11/24 iulie, a fost declanșat atacul marile unități de infanterie. La ora 10 este cucerit satul Mărăști, iar până la sfârșitul zilei s-a reușit ruperea frontului Diviziei 218 Infanterie germană într-un sector cu lățimea de 10 kilometri. Acțiunea ofensivă a continuat și în ziua de 12/25 iulie obligând inamicul la o retragere generală, ceea ce a permis eliberarea localităților Mărăști, Câmpuri, Vizantea Mănăstirească, Roșculești, Răcoasa etc.:pp. 558-561
Ca urmare a situației critice în care ajunseseră trupele ruse pe frontul din Galiția, la solicitarea expresă a comandamentului rus, în cursul zilei de 12/25 iulie Marele Cartier General a trimis Ordinul de operații nr. 34 prin care dispunea stoparea acțiunilor Armatei 2.:p. 310
Considerând că aliniamentul pe care se găseau la acel moment forțele sale nu era pentru defensivă, generalul Averescu solicită și obține aprobarea generalului Constantin Prezan pentru continuarea acțiunilor ofensivei pentru rectificarea frontului în vederea trecerii la defensivă. 
Operațiile ofensive vor fi continuate cu succes în zilele de13/26-14/27 iulie pe tot frontul Armatei, conducând la desființarea Grupului general Ruiz și încorporarea Diviziilor 218 Infanterie germană și 1 Cavalerie austro-ungară, în cadrul Grupului Gerock.
Ofensiva Armatei 2 a fost oprită de Marele Cartier General în seara zilei de 14/27 iulie 1917. Armata primea ca înapoi Diviziile 7 și 12 Infanterie concomitent cu o nouă misiune de luptă: apărarea văii Trotușului și a câmpurilor petroliere din regiune, singurele care mai erau în stăpânirea statului român și care asigurau tot necesarul de război al armatei. S-au mai desfășurat o serie de acțiuni locale de mică amploare în perioada 15/28 iulie-19 iulie/1 august 1917, dată la care bătălia se încheie definitiv.:pp. 313-314
Bătălia de la Mărăști s-a încheiat cu victoria forțelor române care au împins frontul înapoi pe o lățime de 30 de km și o adâncime de 20 de kilometri, eliberând peste 500 de kilometri pătrați și 30 de localități. Pierderile proprii au fost de 110 ofițeri și 4.782 de trupă (morți, răniți și dispăruți), iar cele provocate inamicului au constat în 32 ofițeri și 2.761 trupă prizonieri și o importantă cantitate de material de război.:p. 78

#### A treia Bătălie de la Oituz

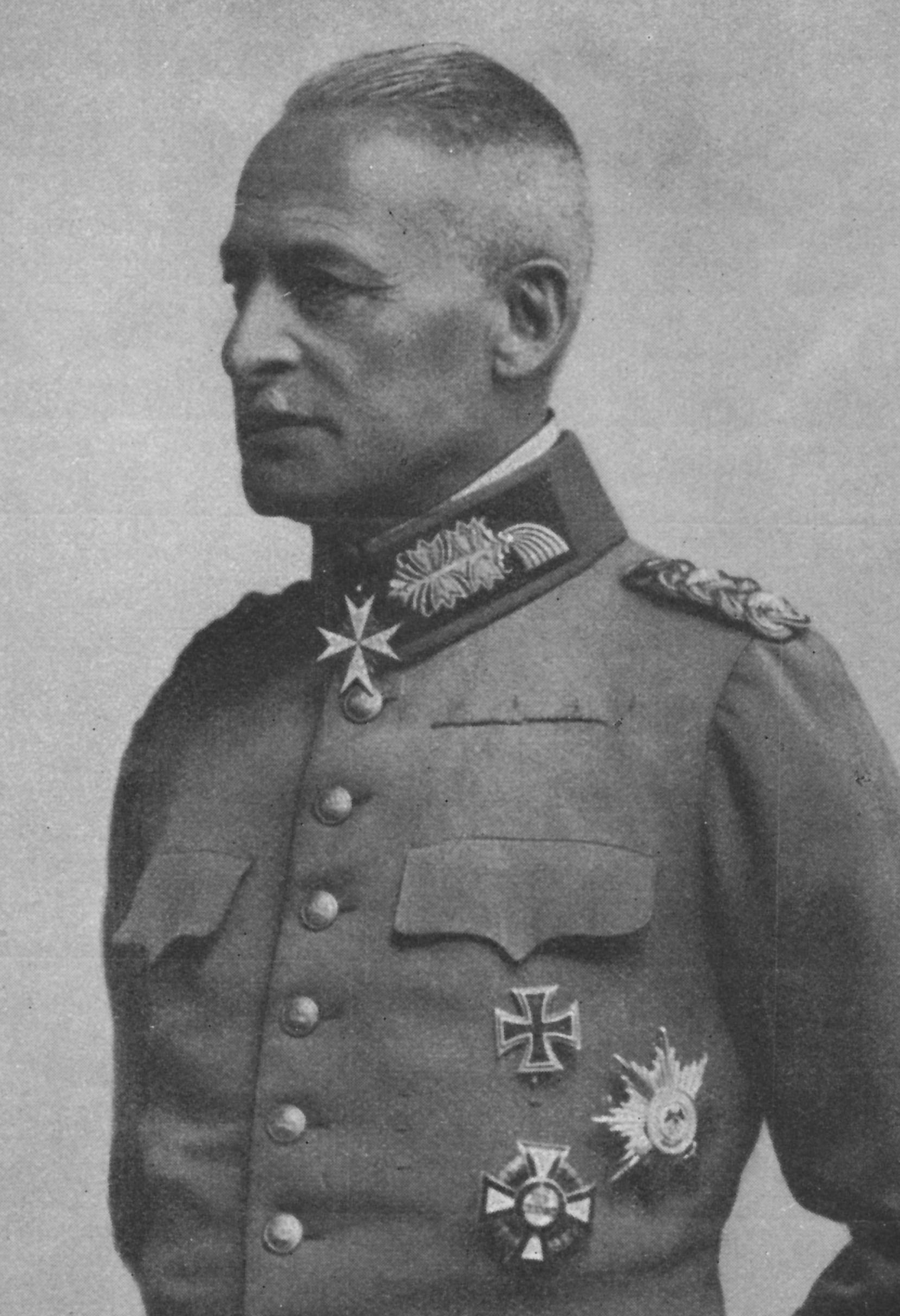
Generalul von Gerok

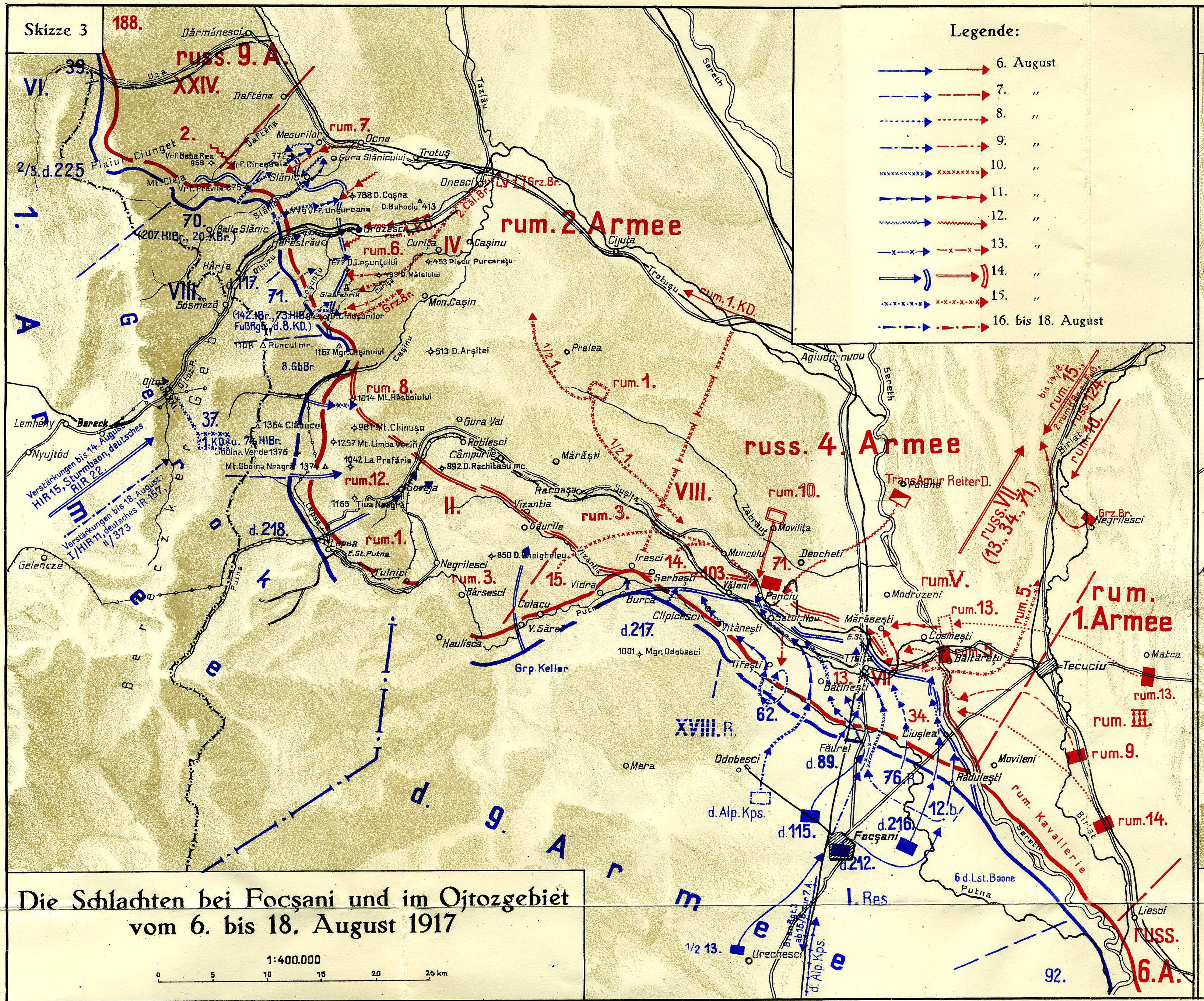
Desfășurarea acțiunilor militare

A treia Bătălie de la Oituz a avut loc între 26 iulie/8 august - 9/22 august 1917, concomitent cu Bătălia de la Mărășești.
Acțiunile militare s-au desfășurat în două etape. Prima etapă a fost între 26 iulie/8 august - 5/18 august iar cea de-a doua etapă între 6/19—9/22 august, ambele etape reprezentând lupte duse pentru respingerea a două încercări ale forțelor Grupului Gerok, de a pătrunde în valea Trotușului.
Planul general al ofensivei Puterilor Centrale prevedea o lovitură pentru străpungerea apărării trupelor româno-ruse pe valea Oituzului, cu scopul de a face joncțiunea cu trupele aflate sub comanda feldmareșalului von Mackensen, care declanșaseră ofensiva spre nord, pe valea Siretului.:pp. 611-631
Misiunea a revenit Grupului condus de generalul Friedrich von Gerok, aflat la flancul drept al Armatei 1 austro-ungare. Grupul Gerok era compus din Corpul 8 Armată - format din Diviziile 70 Honvezi, 117 Infanterie germană și 71 Infanterie austro-ungară, dispus între valea Dofteanei și Măgura Cașin și Gruparea Haber – formată din unități și subunități din Brigada 8 Munte austro-ungară, Divizia 1 Cavalerie austro-ungară, Divizia 37 Honvezi etc. dispusă între Măgura Cașin și Irești.:p. 105
În fața lor se aflau forțele Armatei 2 române formate din Corpul IV Armată (Diviziile 6, 7 și 8 Infanterie), comandat de generalul de divizie Gheorghe Văleanu, ocupând fâșia dintre valea Dofteanei și înălțimea Sboina Neagră și Corpul II Armată (Diviziile 12, 3 și 1 Infanterie), comandat de generalul de divizie Arthur Văitoianu, ocupând fâșia dintre înălțimea Sboina Neagră și satul Valea Sării. Rezerva Armatei 2 era constituită din patru batalioane, dispuse la Câmpuri.:pp. 105-107
Planul de operații al Grupului Gerok prevedea un atac dublu, cu lovitura principală dată de Corpul 8 Armată pe direcția Ferestrău-Grozești-Onești și o lovitură secundară, dată de Divizia 70 Honvezi, pe direcția Târgu Ocna, având ca obiectiv întoarcerea flancului drept al Armatei 2 române și flancului stâng al Armatei 9 ruse. Pe direcția principală de efort fuseseră concentrate 34 de batalioane de infanterie sprijinite de 136 de piese de artilerie, dintre care 36 grele.:pp. 159-164

### Defecțiunea rusă
Când bolșevicii au cucerit puterea în urma Revoluției din Octombrie și au semnat cu germanii Tratatul de la Brest-Litovsk, România a fost lăsată complet izolată și încercuită de forțele ostile, neavând altă opțiune decât să iasă la rândul ei din război și să accepte condițiile umilitoare ale Păcii de la București.

### Situația umanitară
Pierderile de militari români (în raport cu pierderile militare totale ale Aliaților)
     Imperiul Rus (30%)
     Franța (25%)
     Imperiul Britanic (16%)
     Italia (12%)
     Serbia (8%)
     România (6%)
     Statele Unite (1%)
     Alți participanți (2%)

## Campania anului 1918

### Reluarea luptelor

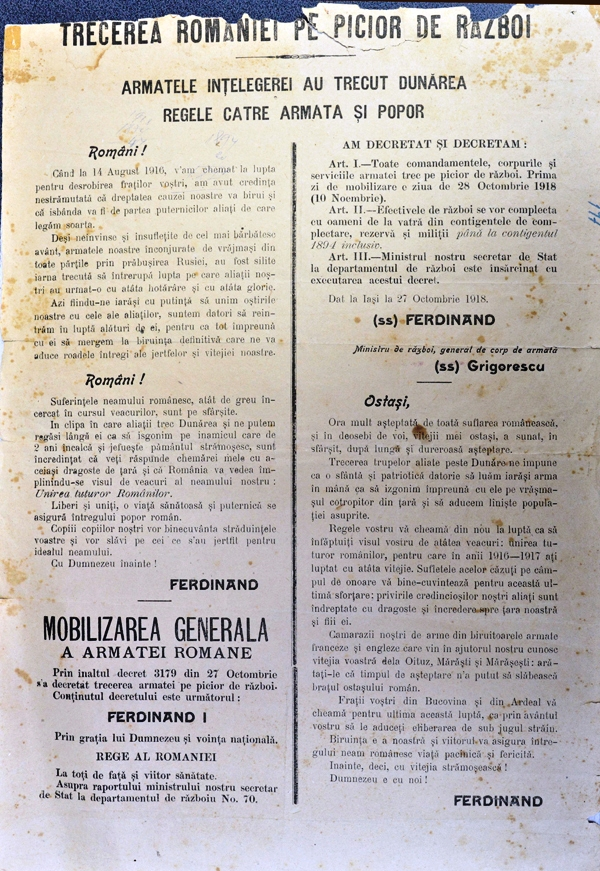
Proclamațiile către populație și armată din 27 octombrie/ 9 noiembrie 1918, semnate de regele Ferdinand I și Înaltul Decret No. 3179 privind remobilizarea armatei, contrasemnat de generalul Eremia Grigorescu.

După ofensiva încununată cu succes de la Salonic care a avut ca rezultat scoaterea din război a Bulgariei, România a reintrat în război pe 10 noiembrie 1918, cu doar o zi mai înainte ca războiul să se încheie în vest, în timp ce la Belgrad se negocia o anexă privitoare la Ungaria, a Armistițiului de la Villa Giusti.

### Eliberarea teritoriului național
Pe 27 martie 1918, Sfatul Țării din Basarabia (Republica Democrată Moldovenească) a proclamat unirea cu România cu o majoritate a voturilor. Pe 14 octombrie, reprezentanții populației din Bucovina au votat pentru unirea cu Țara (unirea realizându-se pe 15 noiembrie), iar pe 1 decembrie același an, și reprezentanții românilor și sașilor din Transilvania au adoptat proclamația de la Alba Iulia de unire cu Regatul Român.
Tratatul de la Versailles a recunoscut aproape toate proclamațiile de unire, în conformitate cu dreptul la autodeterminare stabilit de Declarația celor 14 puncte ale președintelui american Thomas Woodrow Wilson. România a dus tratative extrem de anevoioase cu aliații pentru semnarea mai multor păci și acorduri. I.I.C. Brătianu a refuzat sa mai participe la tratative din cauza împărțirii aliaților în țări dominante și țări secundare precum și pentru introducerea unor condiții nedemne pentru România. Take Ionescu, mai flexibil, a reușit sa elimine o parte a condițiilor nedemne și a acceptat divizarea Banatului

## Urmări
Au apărut schimbări în viața politică românească. Astfel în anul 1918 a fost introdus votul universal pentru bărbații de peste 21 de ani, cu excepția magistraților și a cadrelor militare. Numărul partidelor parlamentare sau al celor care au reușit să ajungă la guvernare a sporit, iar cele de orientare conservatoare au dispărut din scena politică.